# Pierre-Auguste Renoir
Pierre-Auguste Renoir (Limoges, 25 de fevereiro de 1841 — Cagnes-sur-Mer, 3 de dezembro de 1919) foi um artista francês que foi um dos principais pintores no desenvolvimento do estilo impressionista. Como celebrante da beleza e especialmente da sensualidade feminina, já se disse que "Renoir é o representante final de uma tradição que vai diretamente de Rubens a Watteau".
Foi pai do ator Pierre Renoir (1885–1952), do cineasta Jean Renoir (1894–1979) e do ceramista Claude Renoir (1901–1969). Foi avô do cineasta Claude Renoir (1913–1993), filho de Pierre.

## Vida

### Juventude

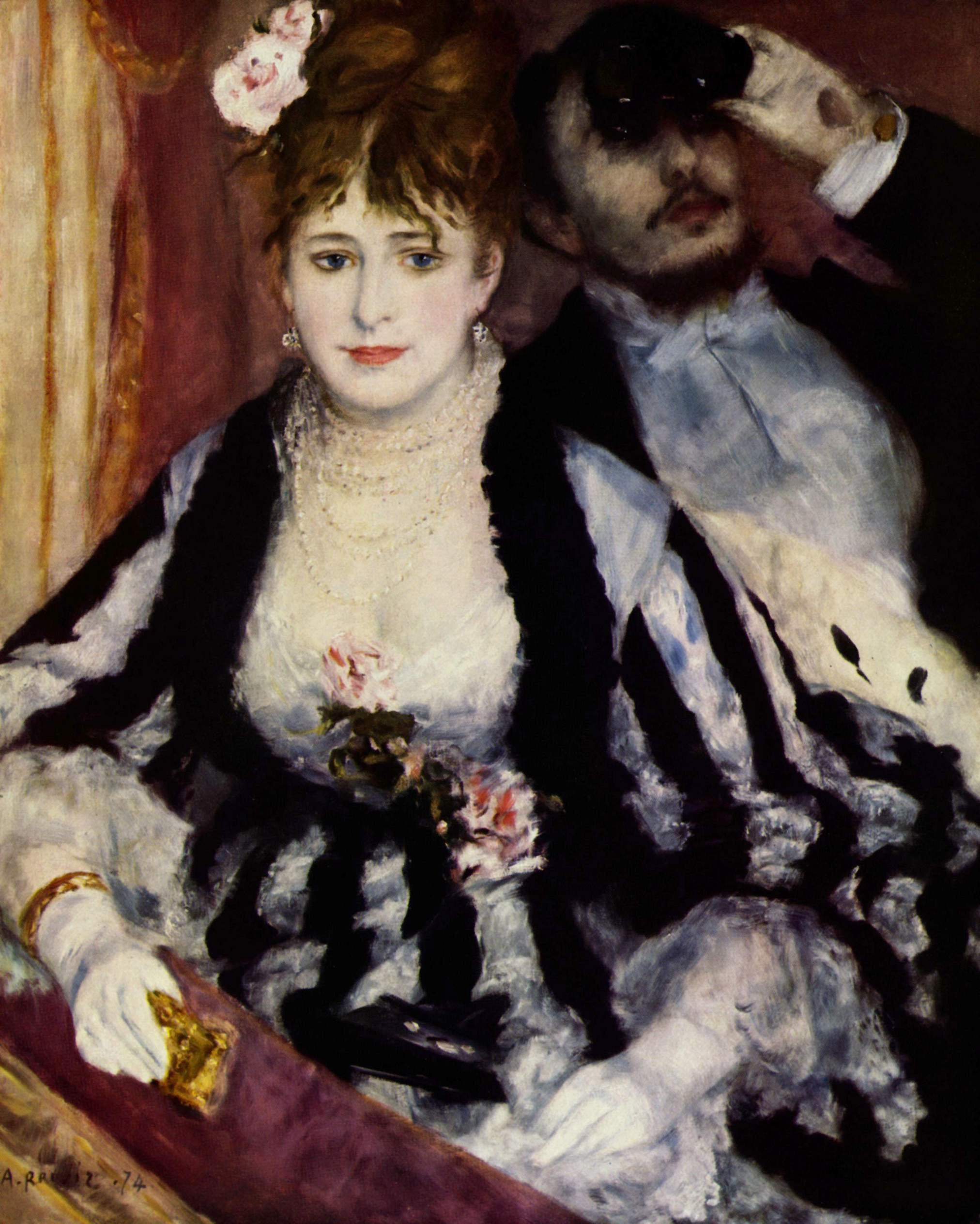
The Theater Box, 1874, Courtauld Institute Galleries, Londres

Pierre-Auguste Renoir nasceu em Limoges, Haute-Vienne, França, em 1841. Seu pai, Léonard Renoir, era um alfaiate de meios modestos, então, em 1844, a família de Renoir mudou-se para Paris em busca de perspectivas mais favoráveis. A localização de sua casa, na rue d'Argenteuil, no centro de Paris, colocou Renoir próximo ao Louvre. Embora o jovem Renoir tivesse uma propensão natural para o desenho, ele exibia um talento maior para o canto. Seu talento foi incentivado por seu professor, Charles Gounod, que era o mestre do coro na Igreja de St. Roch na época. No entanto, devido às circunstâncias financeiras da família, Renoir teve que interromper suas aulas de música e deixar a escola aos treze anos para buscar um aprendizado em uma fábrica porcelana.
Embora Renoir mostrasse talento para seu trabalho, ele frequentemente se cansava do assunto e buscava refúgio nas galerias do Louvre. O dono da fábrica reconheceu o talento de seu aprendiz e o comunicou à família de Renoir. Depois disso, Renoir começou a ter aulas para se preparar para a entrada na Ecole des Beaux Arts. Quando a fábrica de porcelana adotou processos de reprodução mecânica em 1858, Renoir foi forçado a encontrar outros meios para sustentar seu aprendizado. Antes de se matricular na escola de arte, ele também pintou tapeçarias para missionários estrangeiros e decorações em leques.
Em 1862, ele começou a estudar arte com Charles Gleyre em Paris. Lá ele conheceu Alfred Sisley, Frédéric Bazille e Claude Monet. Às vezes, durante a década de 1860, ele não tinha dinheiro suficiente para comprar tinta. Renoir teve seu primeiro sucesso no Salão de 1868 com sua pintura Lise com um guarda-sol (1867), que retratava Lise Tréhot, sua amante na época. Embora Renoir tenha começado a expor pinturas no Salão de Paris em 1864, o reconhecimento demorou a chegar, em parte como resultado da turbulência da Guerra Franco-Prussiana.
Durante a Comuna de Paris em 1871, enquanto Renoir pintava nas margens do rio Sena, alguns comunas pensaram que ele era um espião e estavam prestes a jogá-lo no rio, quando um líder da Comuna, Raoul Rigault, reconheceu Renoir como o homem que o havia protegido em uma ocasião anterior. Em 1874, uma amizade de dez anos com Jules Le Cœur e sua família terminou, e Renoir perdeu não apenas o valioso apoio obtido pela associação, mas também uma generosa acolhida para ficar em sua propriedade perto de Fontainebleau e sua paisagem cênica. floresta. Essa perda de um local de pintura favorito resultou em uma mudança distinta de assuntos.

### Idade adulta
Renoir foi inspirado pelo estilo e assunto dos pintores modernos anteriores Camille Pissarro e Édouard Manet. Após uma série de rejeições pelos júris do Salon, ele juntou forças com Monet, Sisley, Pissarro e vários outros artistas para montar a primeira exposição impressionista em abril de 1874, na qual Renoir exibiu seis pinturas. Embora a resposta crítica à exposição tenha sido amplamente desfavorável, o trabalho de Renoir foi relativamente bem recebido. Nesse mesmo ano, duas de suas obras foram exibidas com Durand-Ruel em Londres.

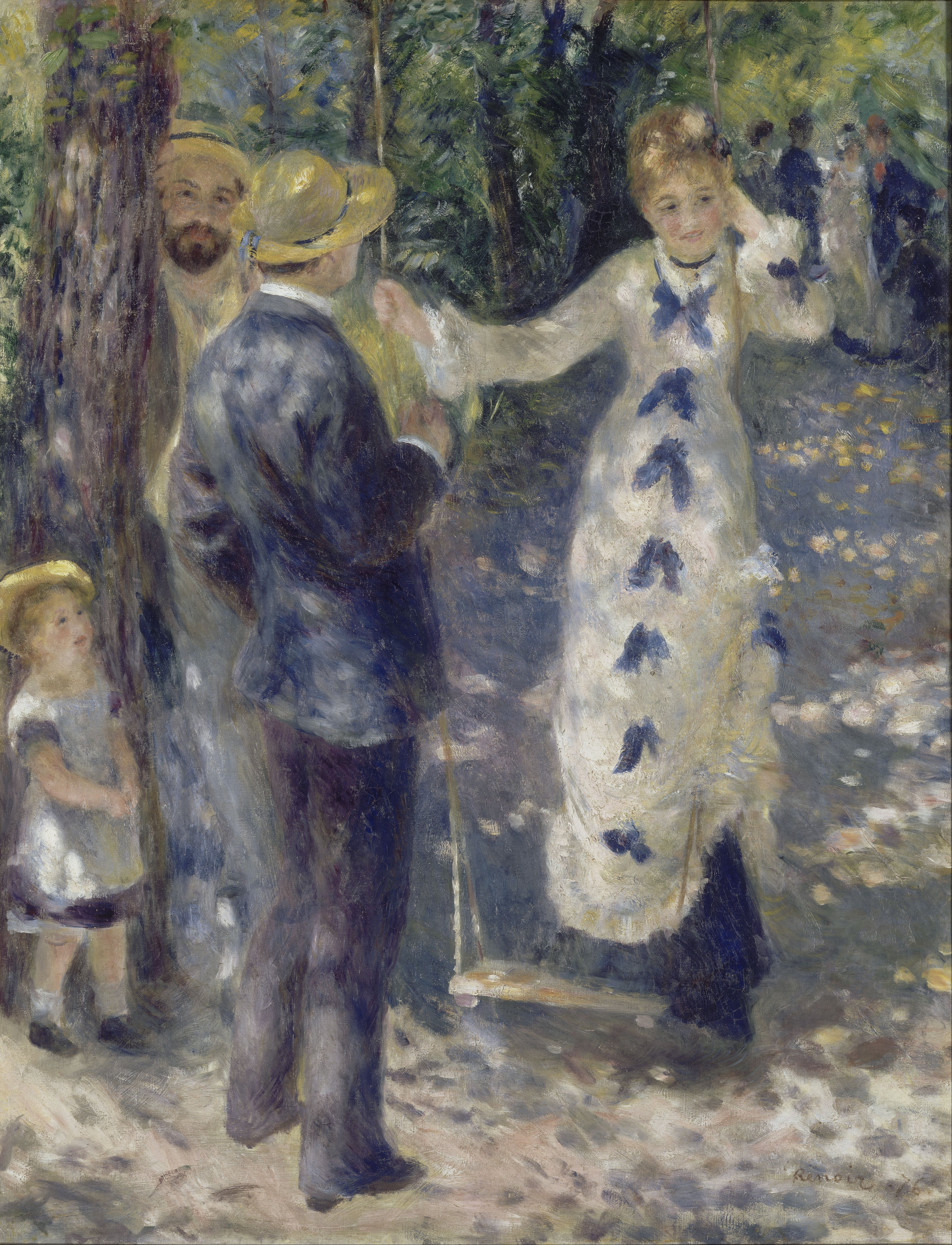
The Swing (La Balançoire), 1876, óleo sobre tela, Musée d'Orsay, Paris

Esperando garantir a subsistência atraindo encomendas de retratos, Renoir exibiu principalmente retratos na segunda exposição impressionista em 1876. Ele contribuiu com uma gama mais diversificada de pinturas no ano seguinte, quando o grupo apresentou sua terceira exposição; eles incluíram Dance at Le Moulin de la Galette e The Swing. Renoir não expôs na quarta ou quinta exposições impressionistas e, em vez disso, voltou a apresentar suas obras ao Salão. No final da década de 1870, particularmente após o sucesso de sua pintura Mme Charpentier and her Children (1878) no Salon de 1879, Renoir era um pintor bem-sucedido e na moda.

Dança no Le Moulin de la Galette (Bal du moulin de la Galette), 1876, Musée d'Orsay

Em 1881, viajou para a Argélia, país que associou com Eugène Delacroix, depois para Madrid, para ver o trabalho de Diego Velázquez. Depois disso, ele viajou para a Itália para ver as obras-primas de Ticiano em Florença e as pinturas de Rafael em Roma. Em 15 de janeiro de 1882, Renoir conheceu o compositor Richard Wagner em sua casa em Palermo, Sicília. Renoir pintou o retrato de Wagner em apenas trinta e cinco minutos. No mesmo ano, após contrair uma pneumonia que danificou permanentemente seu sistema respiratório, Renoir convalesceu por seis semanas na Argélia.

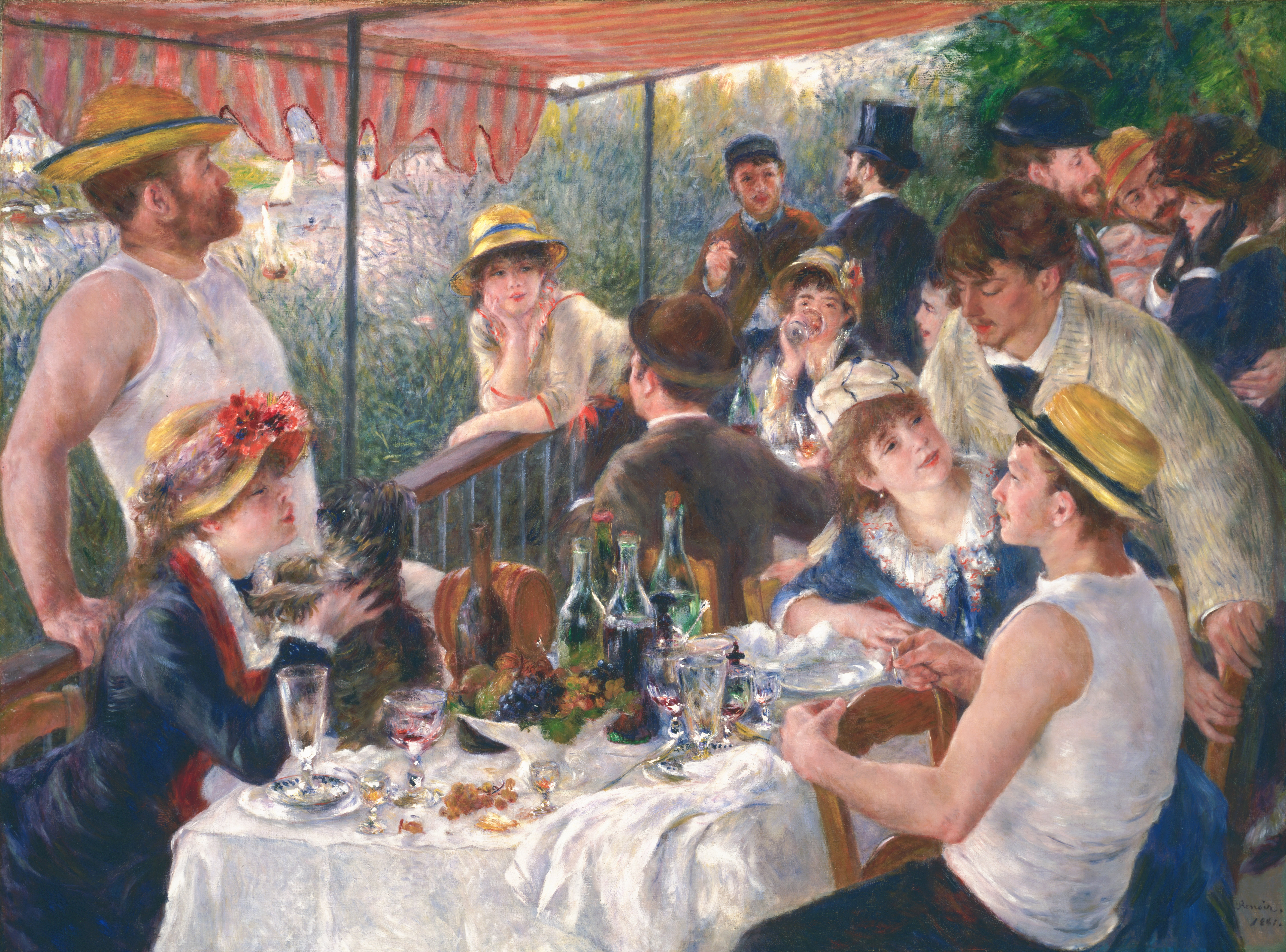
Almoço da Festa dos Barcos, 1880-1881

Em 1883, Renoir passou o verão em Guernsey, uma das ilhas do Canal da Mancha com uma paisagem variada de praias, falésias e baías, onde criou quinze pinturas em pouco mais de um mês. A maioria deles apresenta Moulin Huet, uma baía em Saint Martin's, Guernsey. Estas pinturas foram objeto de um conjunto de selos postais comemorativos emitidos pelo Bailiado de Guernsey em 1983.
Enquanto vivia e trabalhava em Montmartre, Renoir empregou Suzanne Valadon como modelo, que posou para ele (The Large Bathers, 1884-87; Dance at Bougival, 1883) e muitos de seus colegas pintores; durante esse tempo, ela estudou suas técnicas e acabou se tornando uma das principais pintoras da época.
Em 1887, ano em que a rainha Vitória celebrou seu Jubileu de Ouro, e a pedido do associado da rainha, Phillip Richbourg, Renoir doou várias pinturas ao catálogo "Pinturas Impressionistas Francesas" como prova de sua lealdade.
Em 1890, casou-se com Aline Victorine Charigot, uma costureira vinte anos mais nova que ele, que, junto com vários amigos do artista, já havia servido de modelo para Le Déjeuner des canotiers (Almoço do Boating Party; ela é a mulher da esquerda brincando com o cachorro) em 1881, e com quem já teve um filho, Pierre, em 1885. Depois de se casar, Renoir pintou muitas cenas de sua esposa e vida familiar diária, incluindo seus filhos e seus enfermeira, prima de Aline, Gabrielle Renard. Os Renoirs tiveram três filhos: Pierre Renoir (1885–1952), que se tornou ator de teatro e cinema; Jean Renoir (1894–1979), que se tornou um cineasta notável; e Claude Renoir (1901–1969), que se tornou um ceramista.

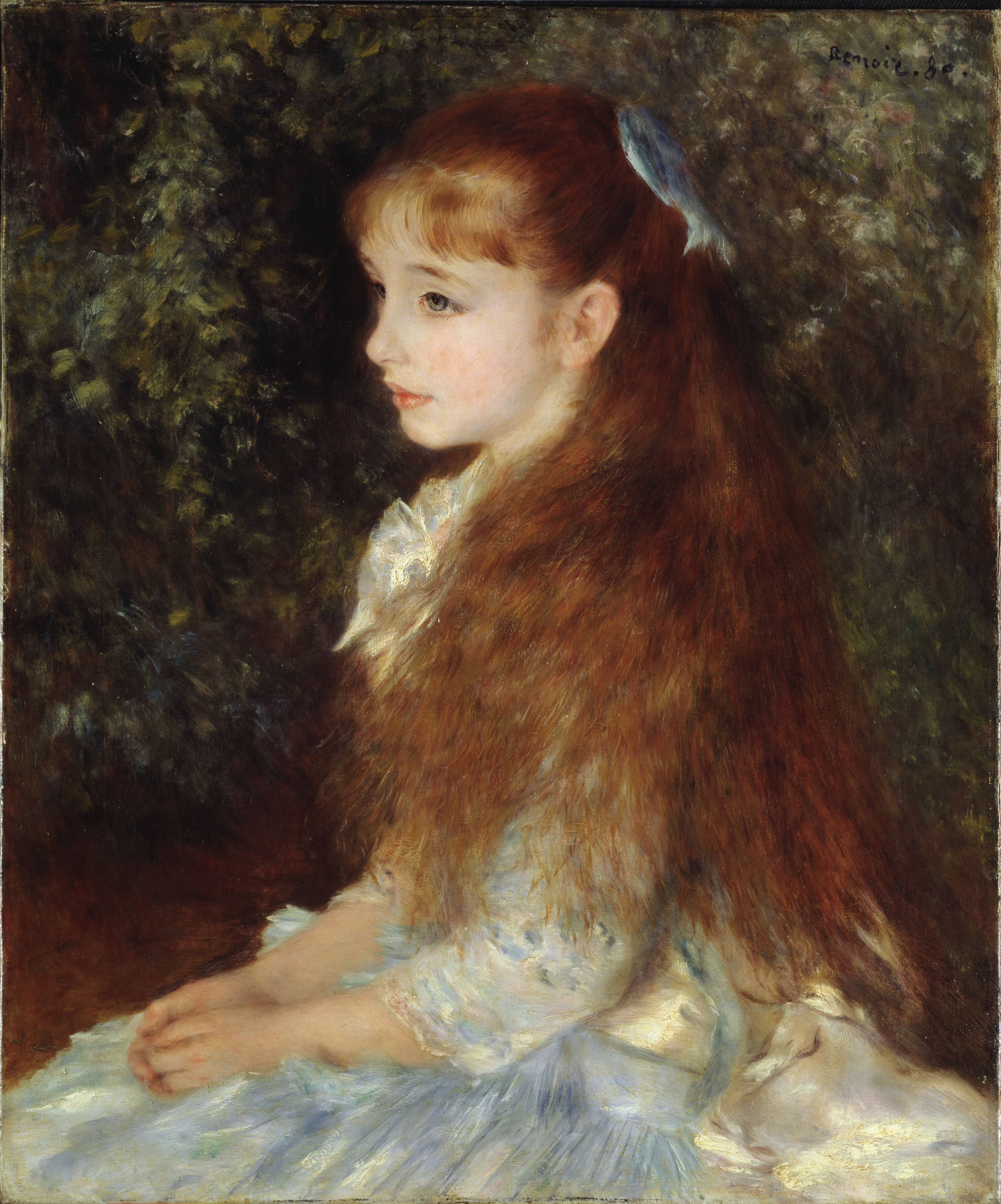
Retrato de Irène Cahen d'Anvers (La Petite Irène), 1880, Fundação EG Bührle, Zurique

### Anos posteriores

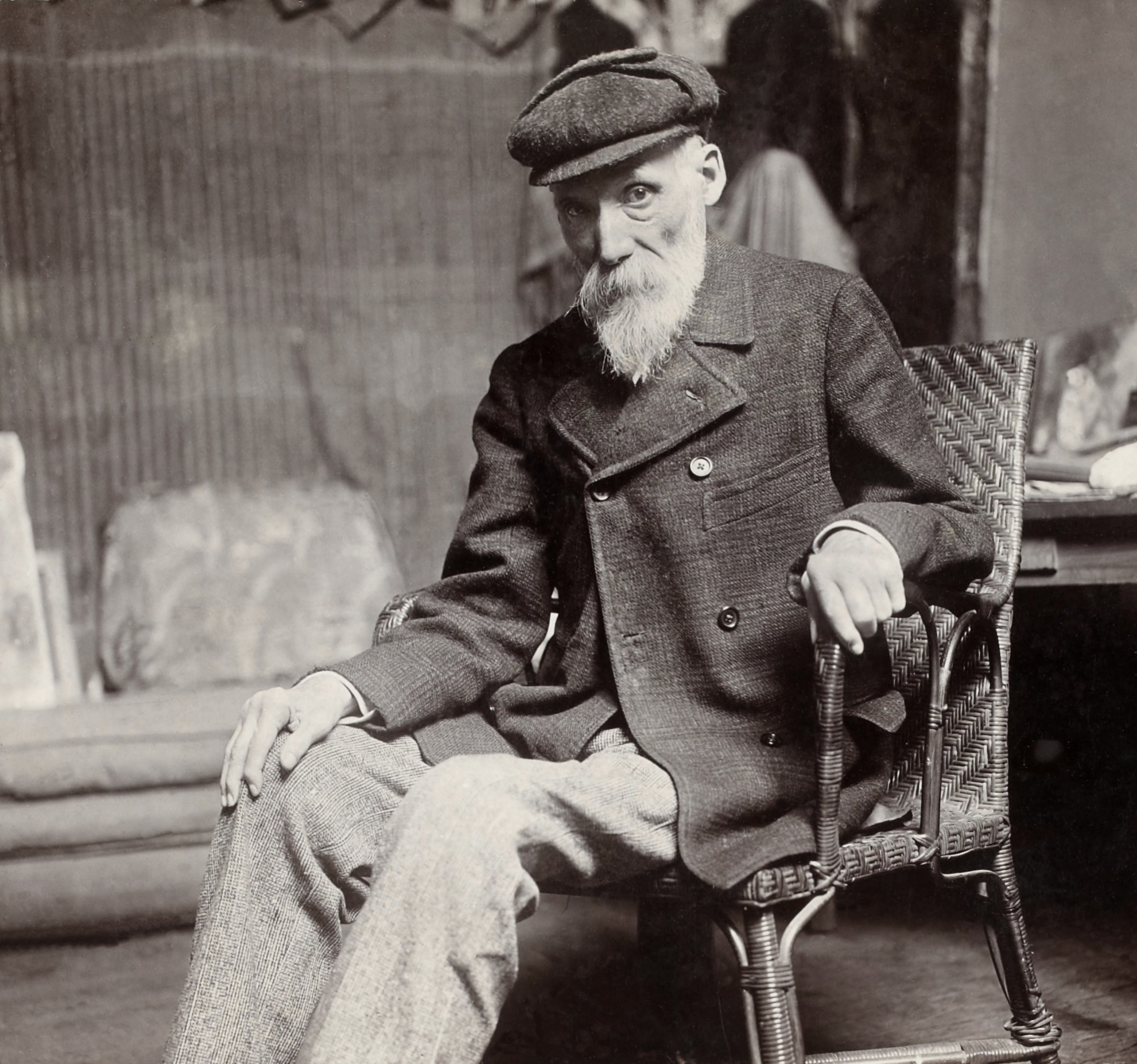
Pierre-Auguste Renoir, c. 1910

Por volta de 1892, Renoir desenvolveu artrite reumatoide. Em 1907, mudou-se para o clima mais quente de "Les Collettes", uma fazenda na vila de Cagnes-sur-Mer, Provence-Alpes-Côte d'Azur, perto da costa do Mediterrâneo. Renoir pintou durante os últimos vinte anos de sua vida, mesmo depois que sua artrite limitou severamente sua mobilidade. Desenvolveu deformidades progressivas nas mãos e anquilose do ombro direito, obrigando-o a alterar a sua técnica de pintura. Muitas vezes foi relatado que nos estágios avançados de sua artrite, ele pintava com um pincel amarrado aos dedos paralisados, mas isso é errôneo; Renoir permaneceu capaz de pegar um pincel, embora precisasse de um assistente para colocá-lo em sua mão. O enfaixamento de suas mãos com bandagens, aparente em fotografias tardias do artista, serviu para evitar irritações na pele.

Duas irmãs (no terraço), óleo sobre tela, 1881, Art Institute of Chicago

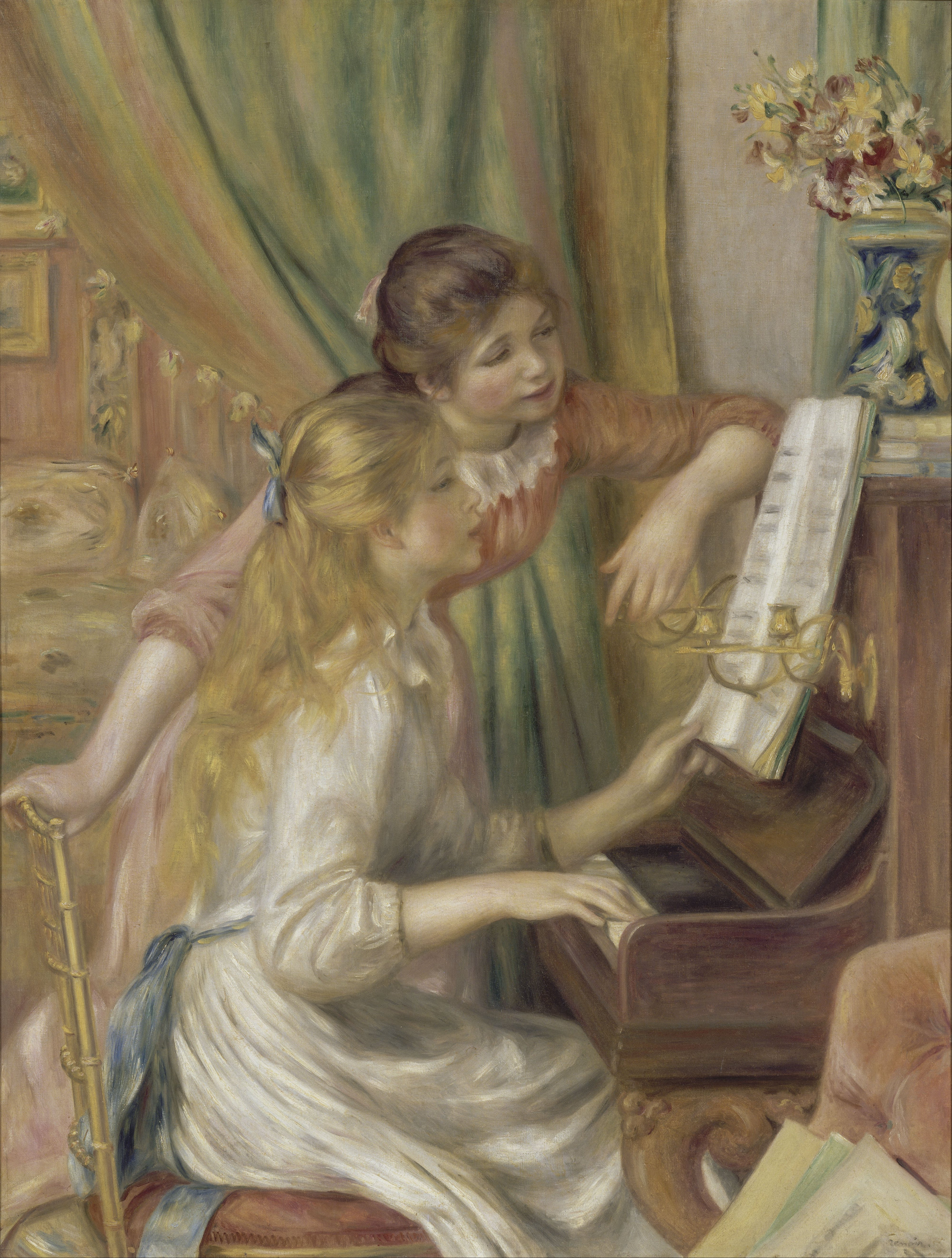
Garotas no Piano, 1892, Musée d'Orsay, Paris

Em 1919, Renoir visitou o Louvre para ver suas pinturas penduradas com as dos antigos mestres. Durante este período, criou esculturas em colaboração com um jovem artista, Richard Guino, que trabalhava o barro. Devido à sua mobilidade articular limitada, Renoir também usou uma tela móvel, ou rolo de imagem, para facilitar a pintura de grandes obras.
O retrato de Renoir da atriz austríaca Tilla Durieux (1914) contém manchas divertidas de cores vibrantes em seu xale que compensam a pose clássica da atriz e destacam a habilidade de Renoir apenas cinco anos antes de sua morte.
Renoir morreu em Cagnes-sur-Mer em 3 de dezembro de 1919.

## Estilo
Renoir foi um dos intérpretes mais convictos e espontâneos do movimento impressionista. Artista prodigiosamente prolífico, com cinco mil telas pintadas e um número igualmente elevado de desenhos e aguarelas, Renoir destacou-se também pela sua versatilidade, tanto que podemos distinguir vários períodos na sua produção pictórica. De qualquer forma, é o próprio Renoir que fala do seu método de fazer arte:
| “                       | Organizo o meu tema como quero e depois começo a pintá-lo como uma criança faria. Quero que o vermelho seja sonoro e estridente como um sino. Não há outras malícias. Não tenho regras nem métodos; Qualquer pessoa pode examinar o que uso ou observar como pinto e verá que não há segredos. Olho para um nu e vejo miríades de pequenos tons. Preciso de descobrir aquelas que fazem vibrar a carne na tela. Hoje quero explicar tudo. Mas se uma pintura pudesse ser explicada, já não seria arte. Quer que lhe diga quais são, para mim, as duas qualidades da arte? Deve ser indescritível e inimitável... A obra de arte deve agarrar-te, envolver-te, transportar-te | ” |
| — Pierre-Auguste Renoir | |   |

Como se nota nesta citação, Renoir relacionava-se com a pintura de uma forma absolutamente anti-intelectualista e, embora também fosse intolerante ao convencionalismo académico, nunca contribuiu para a causa do Impressionismo com reflexões teóricas ou declarações abstratas. Ele, de facto, repudia toda a forma de intelectualismo e confessa uma fé viva na experiência concreta do "fazer" pictórico, que é objectivado no único meio expressivo dos pincéis e da paleta: "trabalhar como um bom trabalhador", "trabalhador da pintura", "fazer uma boa pintura" são, de facto, frases que se repetem frequentemente na sua correspondência. Esta forte exigência de concretude é reiterada pelo próprio Renoir no seu prefácio à edição francesa do Libro d'arte de Cennino Cennini (1911), onde, para além de fornecer conselhos e sugestões práticas para os aspirantes a pintores, afirma que «pode parecer que estamos muito longe de Cennino Cennini e da pintura, mas não é o caso, pois a pintura é um ofício como a carpintaria e a serralharia, e está sujeita às mesmas regras». O crítico Octave Mirbeau, aponta mesmo as causas da grandeza de Renoir nesta peculiar concepção da pintura:
| “                | Enquanto as teorias, doutrinas, estéticas, metafísicas e fisiologias da arte se sucediam, a obra de Renoir desenvolvia-se ano após ano, mês após mês, dia após dia com a simplicidade de uma flor que desabrocha, de um fruto que amadurece […] Renoir viveu e pintou. Ele fez o seu trabalho: e talvez seja aí que resida todo o seu génio. Por esta razão, toda a sua vida e a sua obra são uma lição de felicidade | ” |
| — Octave Mirbeau | |   |

A obra de Renoir é marcada pela mais autêntica "joie de vivre". De facto, durante toda a sua vida, Renoir foi animado por um genuíno entusiasmo pela vida e nunca deixou de se surpreender com as infinitas maravilhas da criação, saboreando a sua beleza ao máximo e sentindo o desejo espasmódico de transferir para a tela, com uma doce e intensa participação emocional, a recordação de cada percepção visual que o atingira. O crítico Piero Adorno, para sublinhar como Renoir se relacionava com todos os aspectos da vida, fossem eles grandes ou pequenos, propôs o seguinte silogismo: «tudo o que existe vive, tudo o que vive é belo, tudo o que é belo merece ser pintado» (portanto, tudo o que existe é digno de representação pictórica). 

Para mim, uma pintura deve ser uma coisa bela, alegre e encantadora, sim, bela! Já há coisas chatas suficientes na vida sem ter de criar mais. Bem sei que é difícil admitir que uma pintura possa pertencer à maior das pinturas e, ainda assim, manter-se alegre. As pessoas que riem nunca são levadas a sério. Arte em redingote Quer se trate de pintura, música ou literatura são sempre surpreendentes.Original (em francês): Pour moi, un tableau doit être une chose aimable, joyeuse et jolie. Oui, jolie! Il y assez de choses embêtantes dans la vie pour que nous n’en fabriquions pas d’autres encore. Je sais bien qu'il est difficile de faire admettre qu'une peinture puisse être de la très grande peinture en restant joyeuse. On ne prend pas au sérieux les gens qui rient. L'art en redingote, que ce soit en peinture, en musique ou en littérature, épatera toujours.— Pierre-Auguste Renoir. Albert ANDRE, Renoir, 1ère édition 1919. p. 38 (em francês)

### Legado da família
O bisneto de Pierre-Auguste Renoir, Alexandre Renoir, também se tornou um artista profissional. Em 2018, o Monthaven Arts and Cultural Center em Hendersonville, Tennessee, sediou Beauty Remains, uma exposição de suas obras. O título da exposição vem de uma famosa citação de Pierre-Auguste que, quando perguntado por que continuou pintando com sua dolorosa artrite em seus anos avançados, disse uma vez: "A dor passa, mas a beleza permanece".

## Galeria de pinturas

### Retratos e paisagens

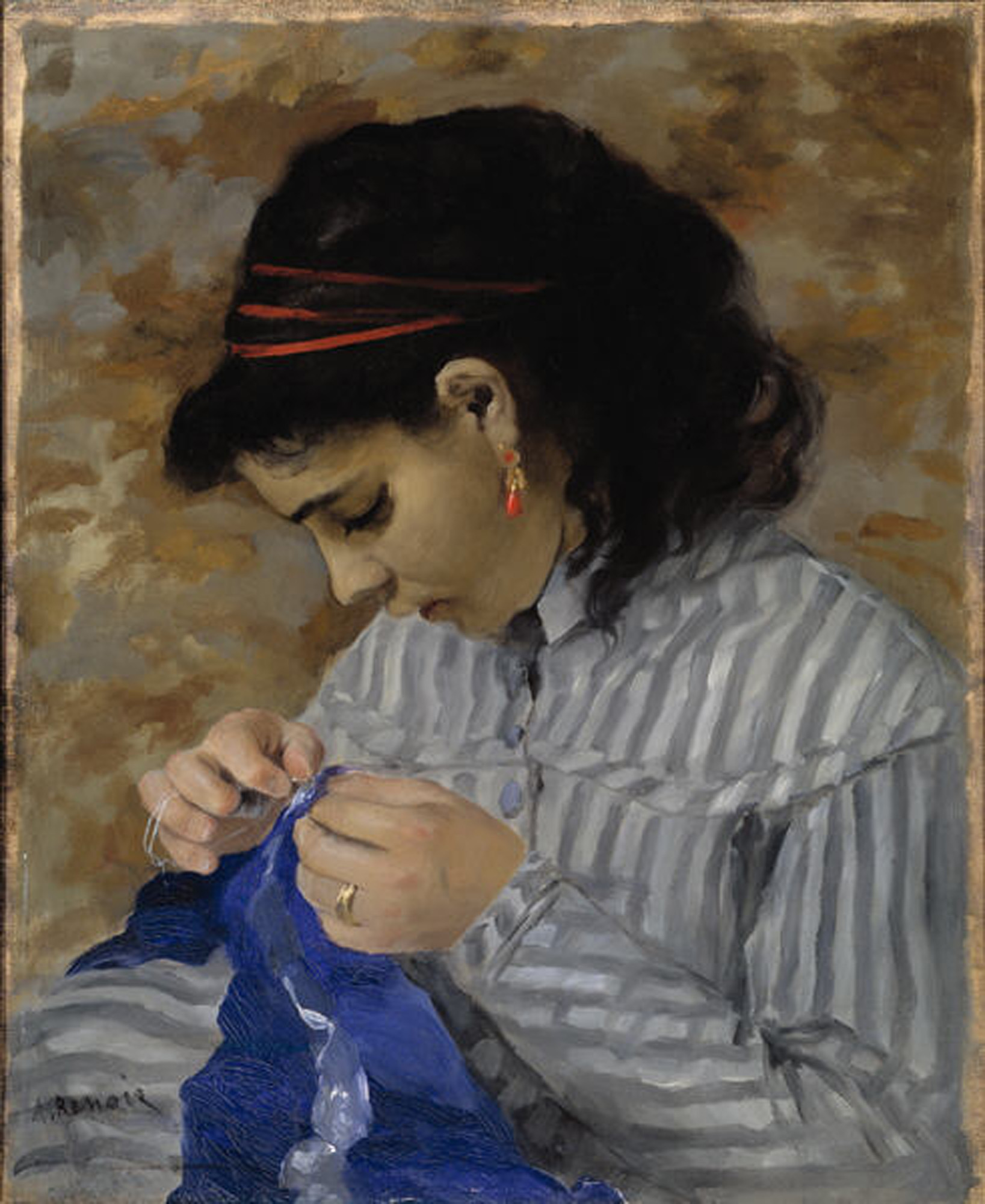
Lise Sewing, 1866, Dallas Museum of Art
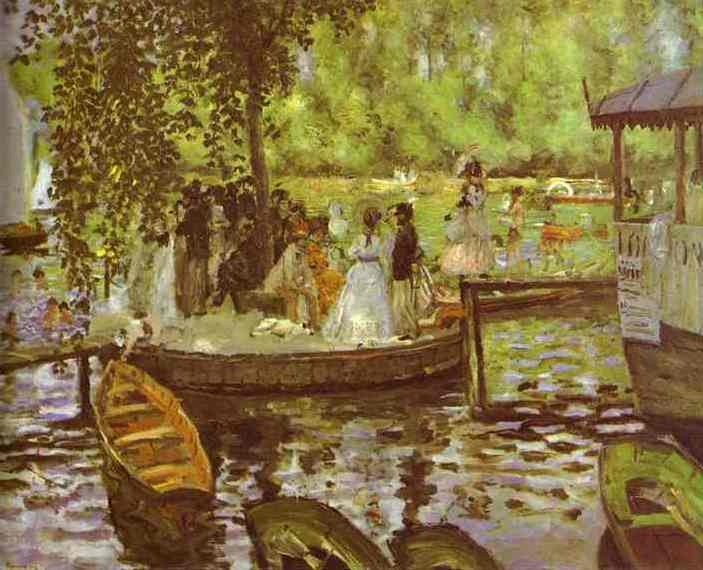
La Grenouillère, 1868, Nationalmuseum, Estolcolmo
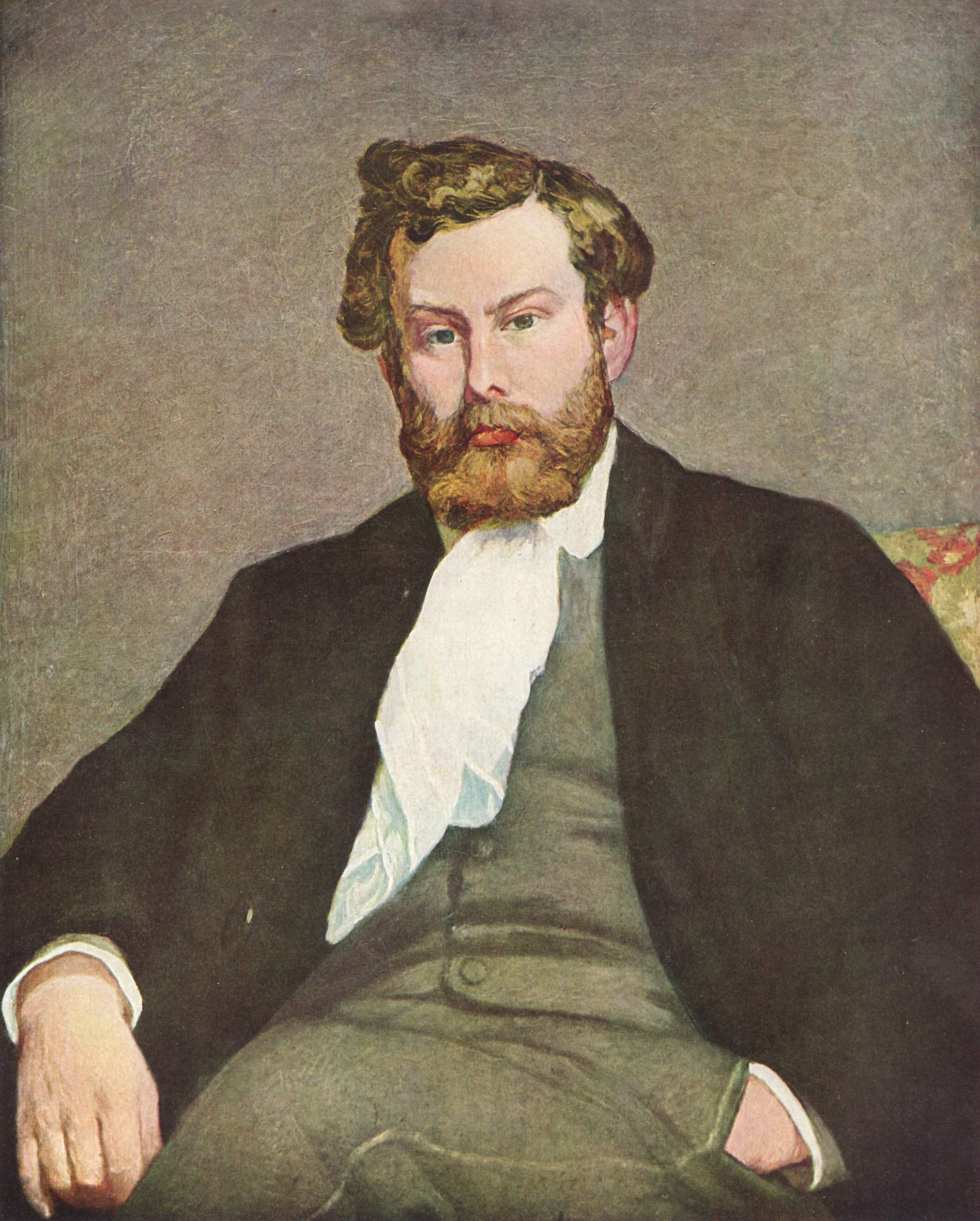
Retrato de Alfred Sisley, 1868
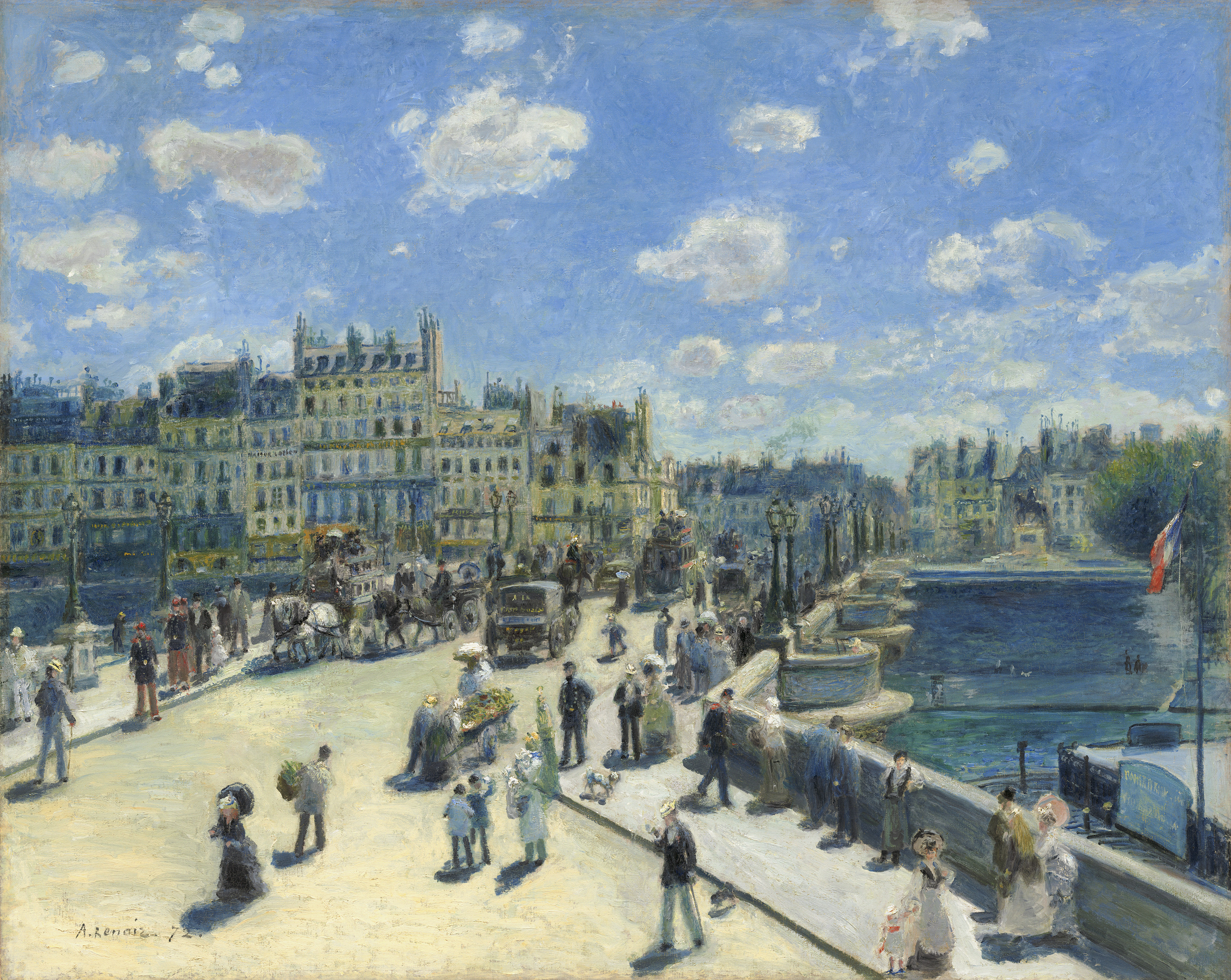
Pont-Neuf, 1872
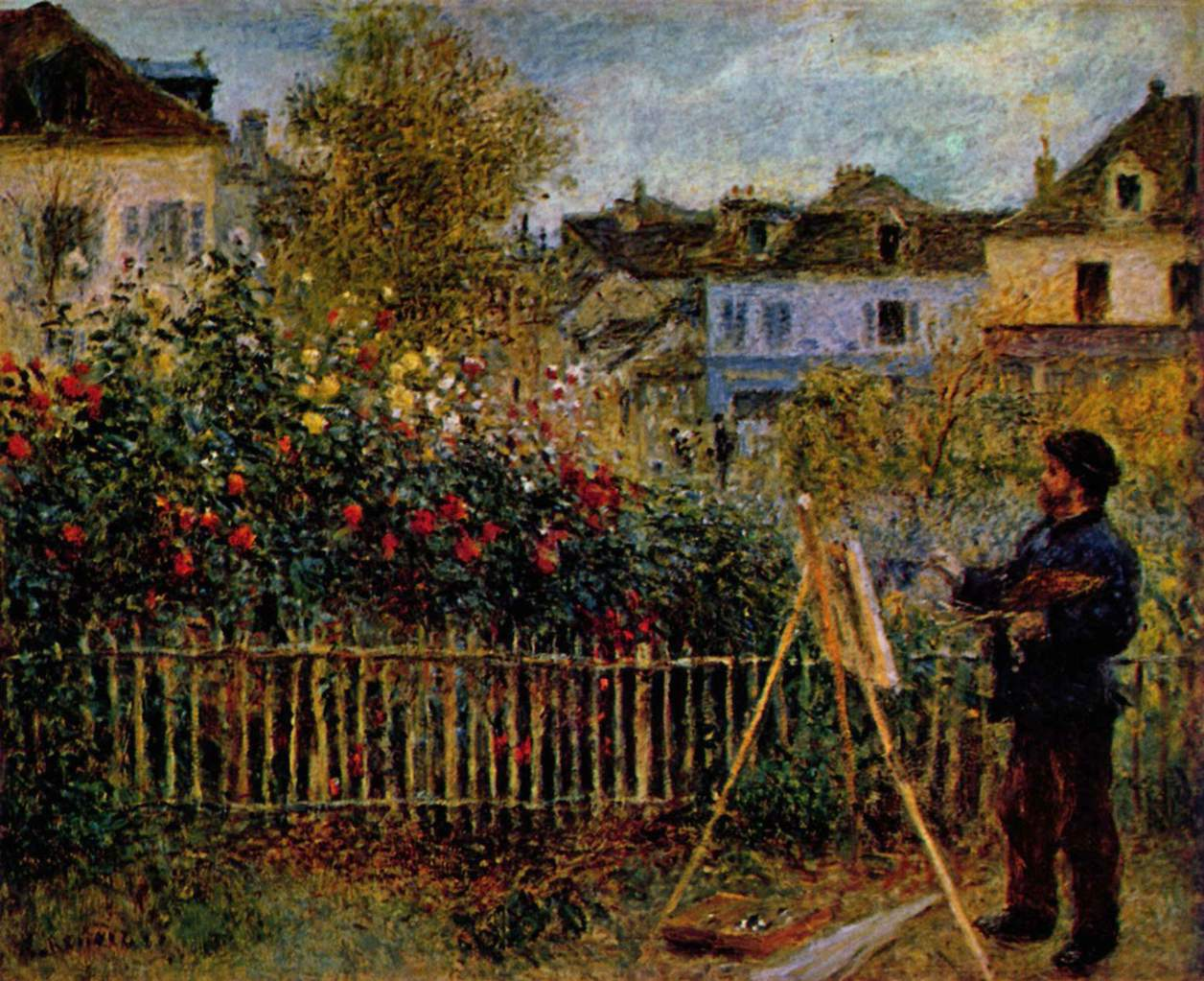
Claude Monet Pintando no jardim em Argenteuil, 1873, Wadsworth Atheneum, Hartford, Connecticut
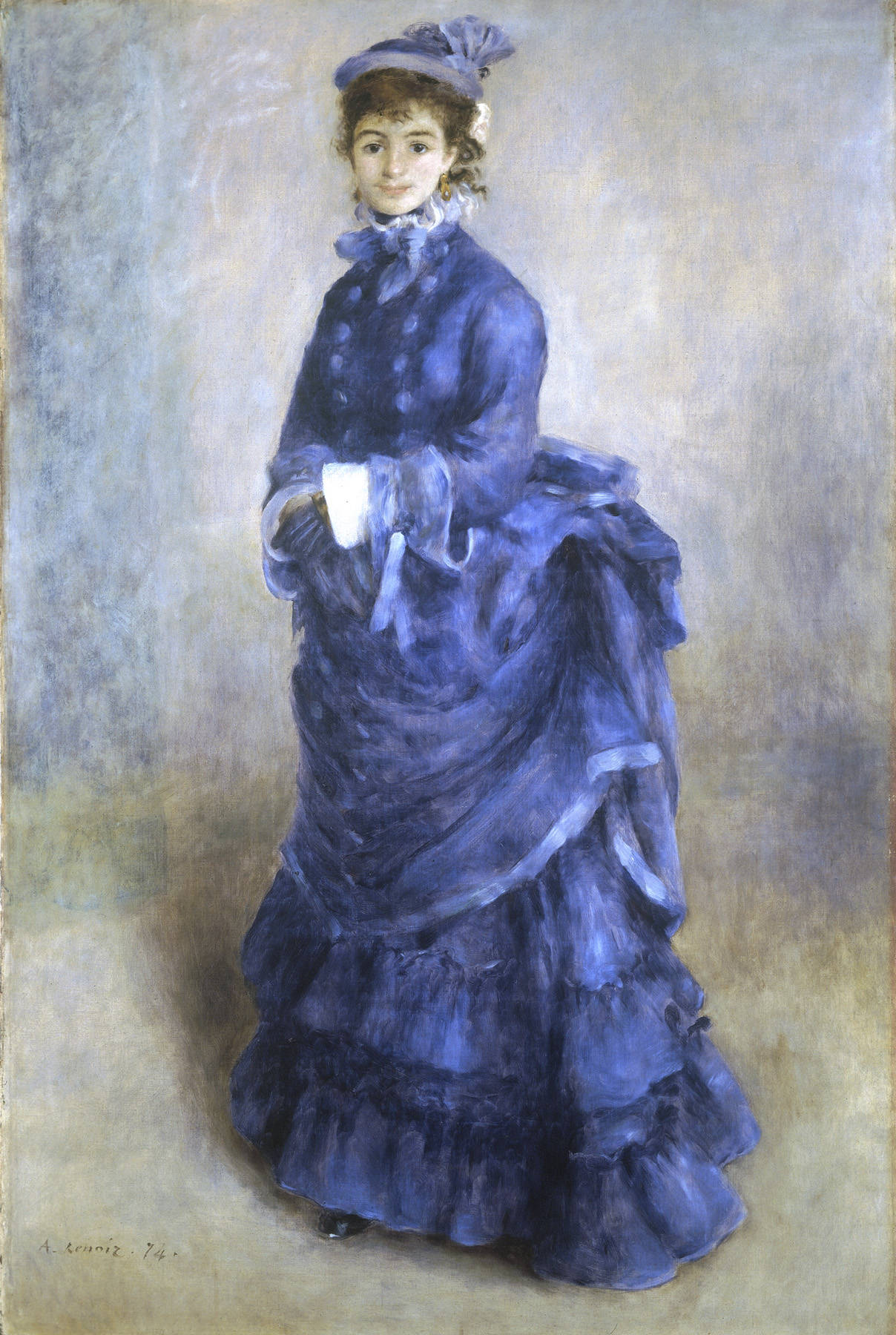
La Parisienne, 1874, (Henriette Henriot), National Museum Cardiff
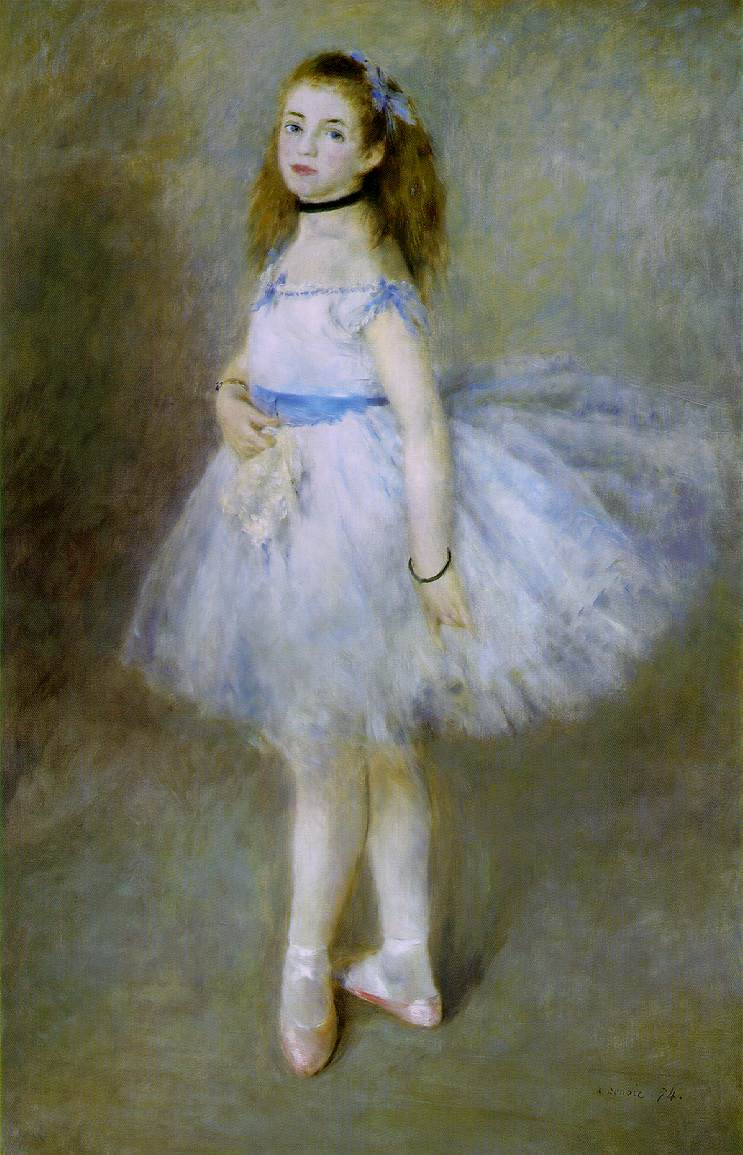
A dancarina, 1874, National Gallery of Art, Washington, D.C.
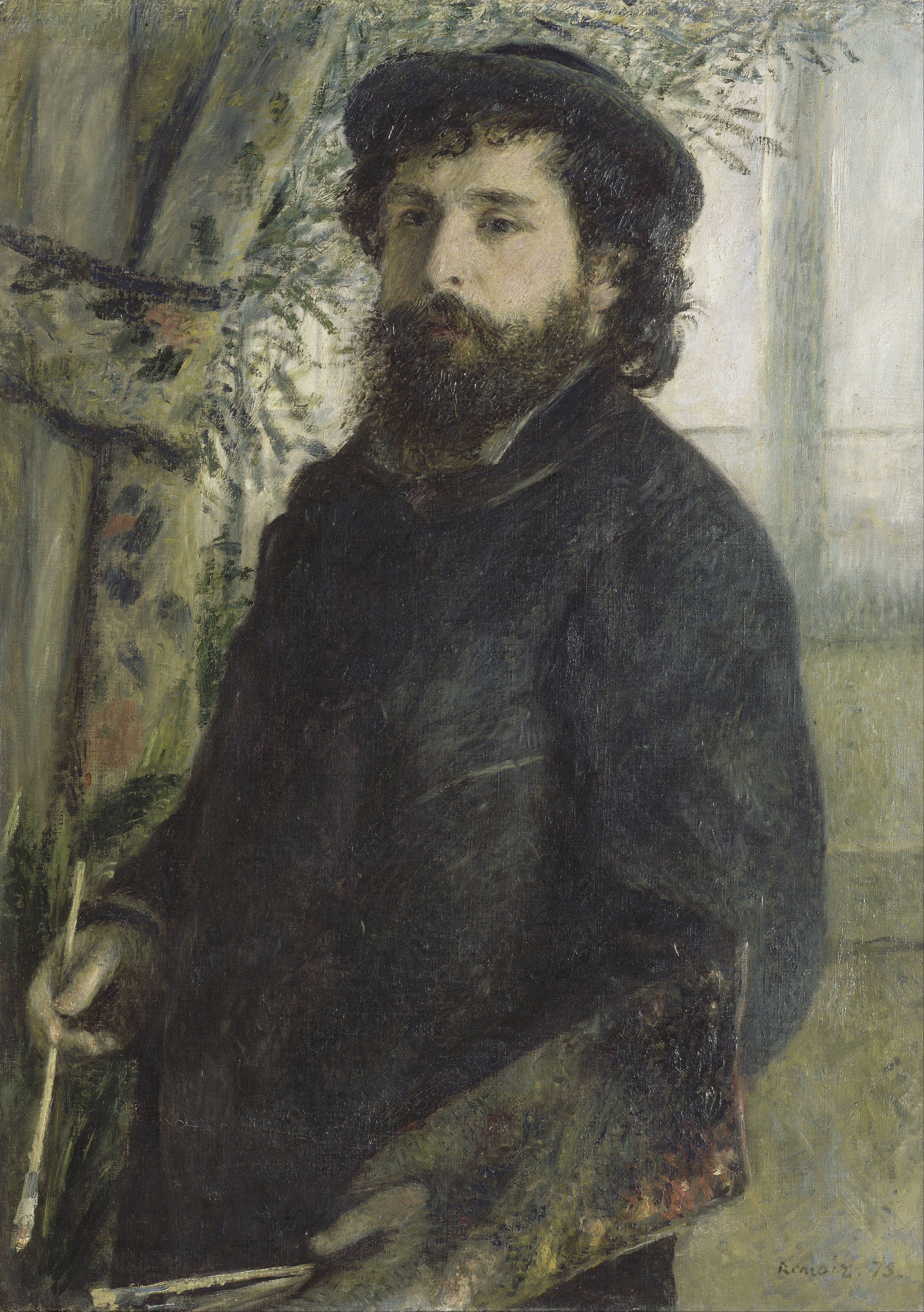
Retrato de Claude Monet, 1875, Musée d'Orsay, Paris, France
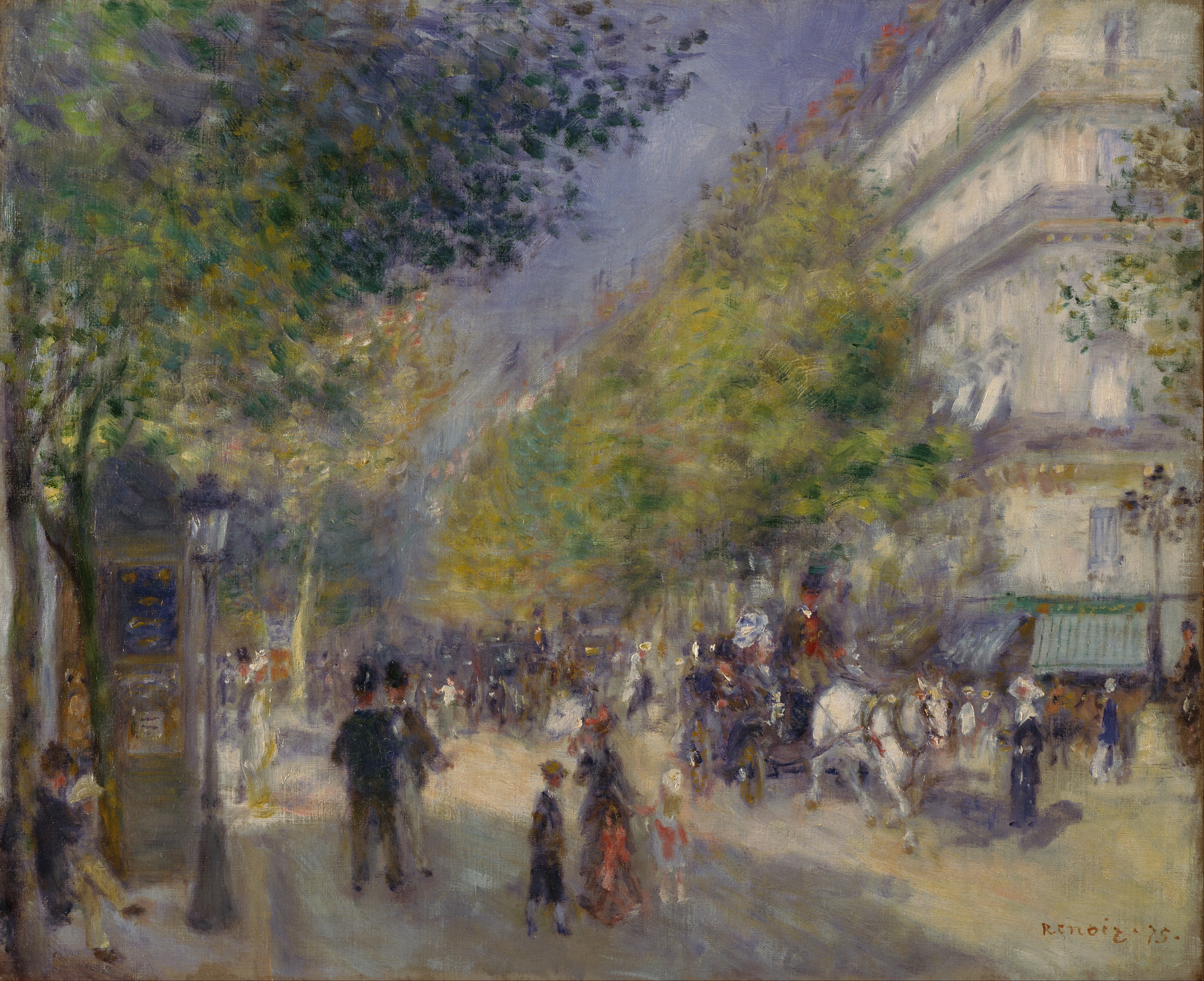
The Grands Boulevards, 1875, Philadelphia Museum of Art
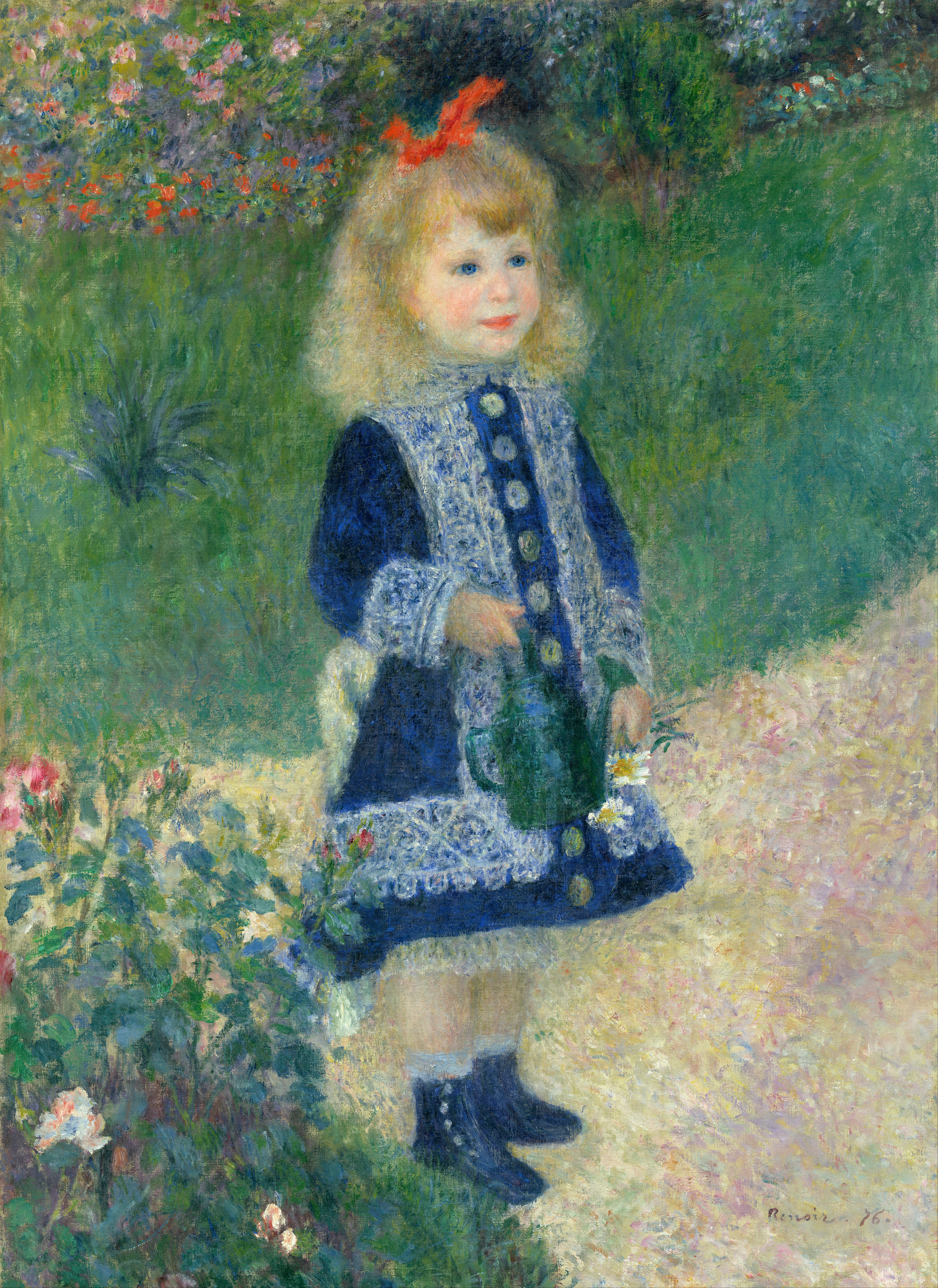
A Girl with a Watering Can, 1876, National Gallery of Art, Washington, D.C.
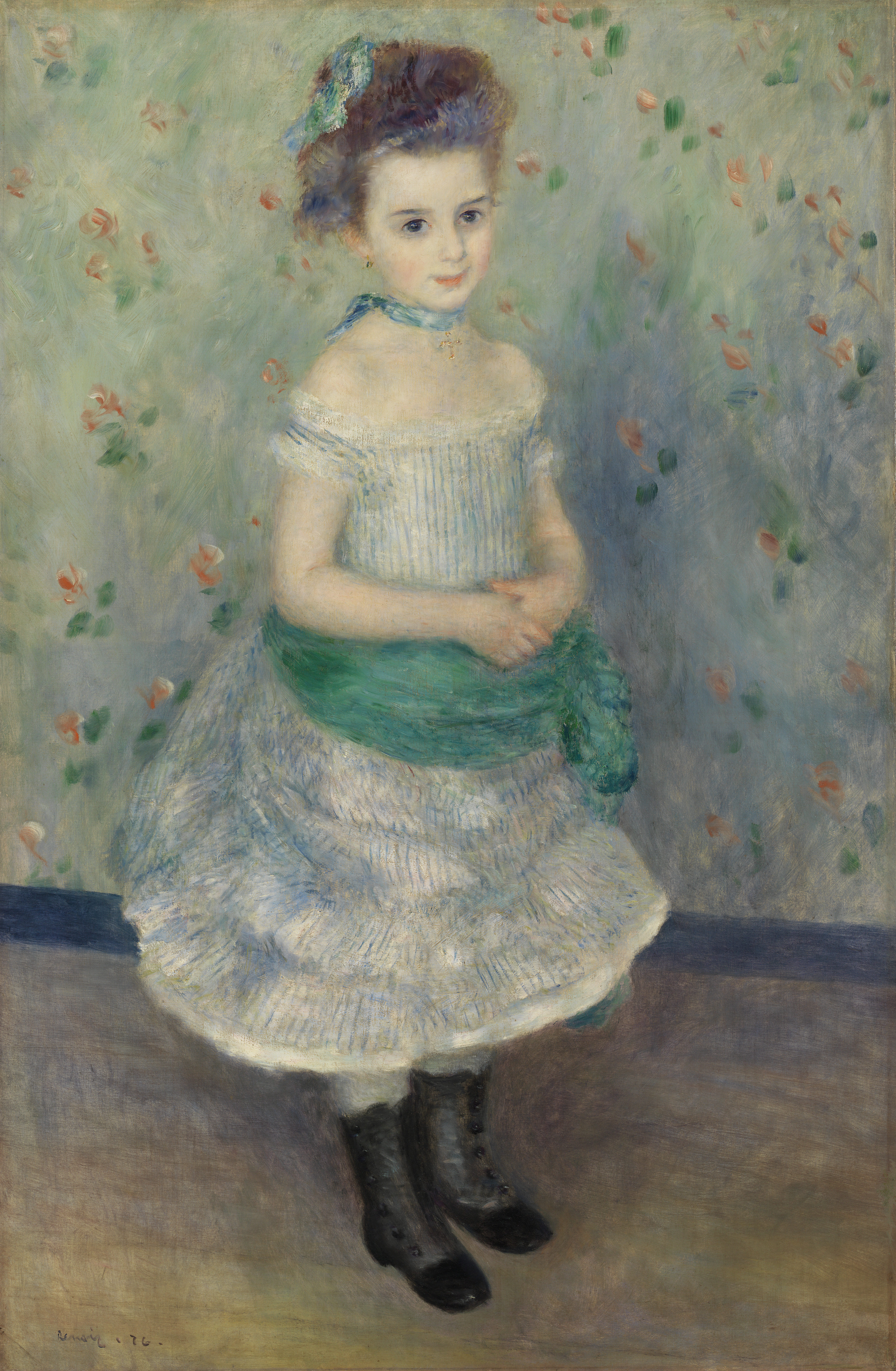
Retrato de Jeanne Durand-Ruel, 1876, Barnes Foundation, Filadelfia
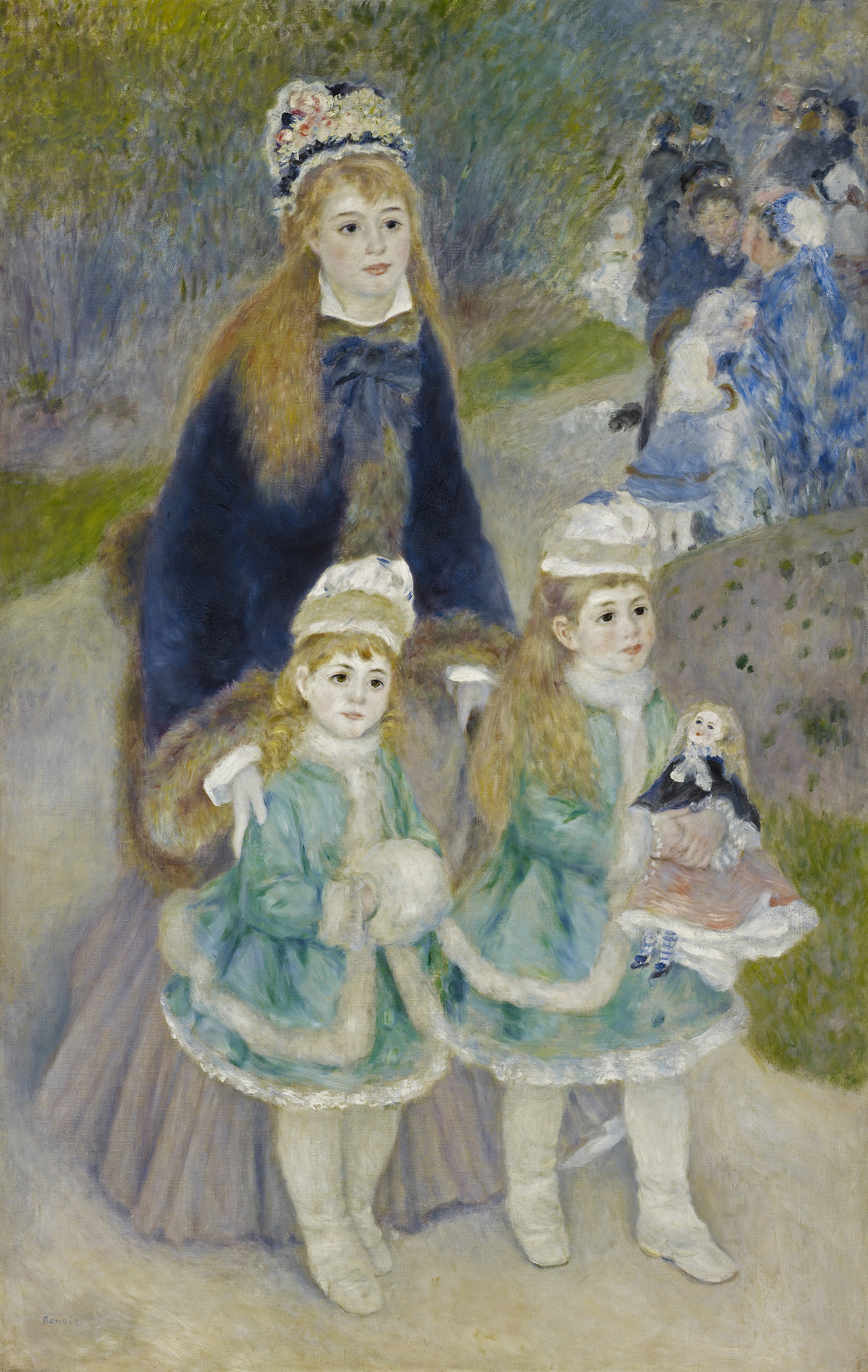
Mãe e filhas, 1876, Frick Collection, Nova York
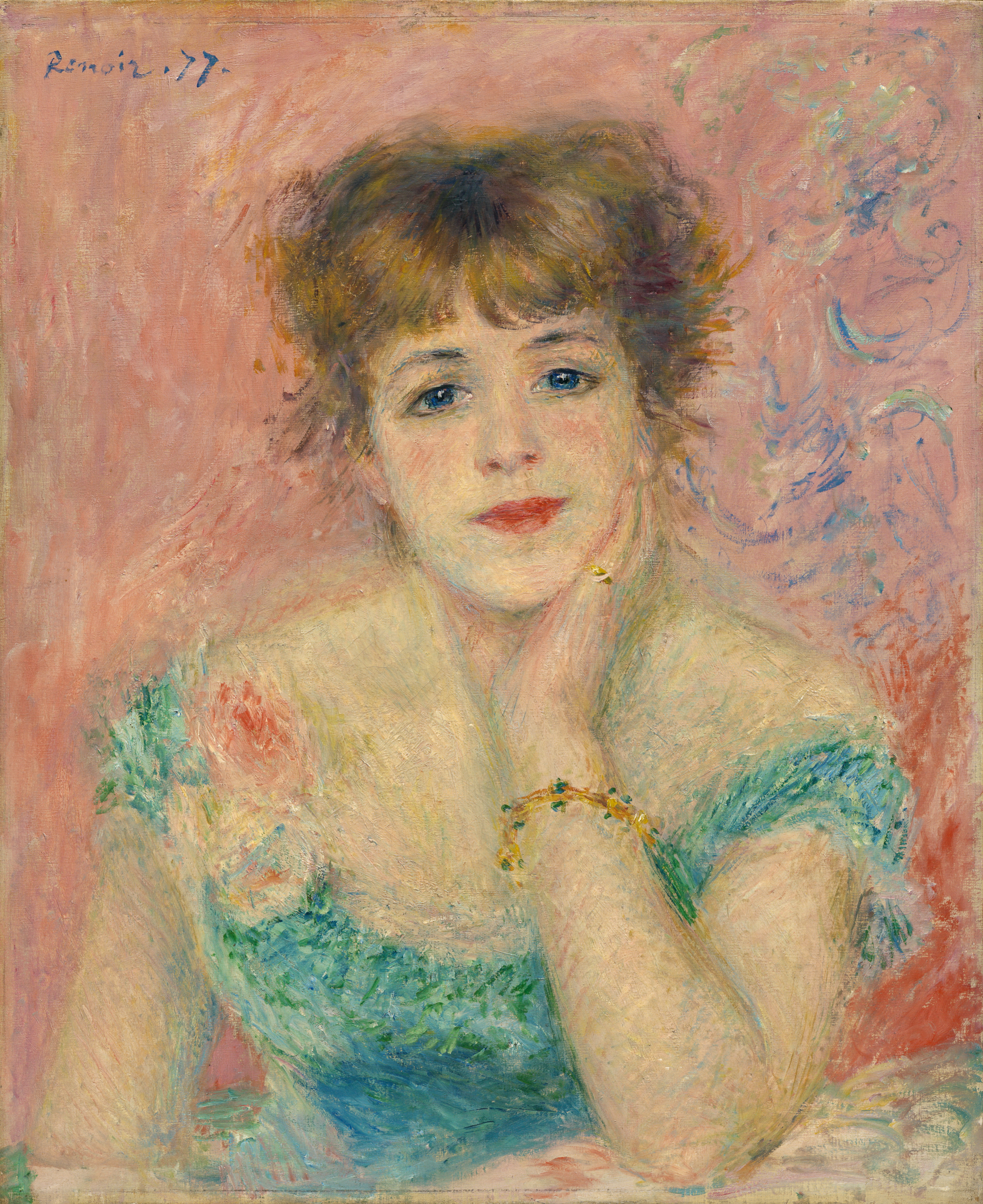
Retrato de Jeanne Samary, 1877, Pushkin Museum, Moscou
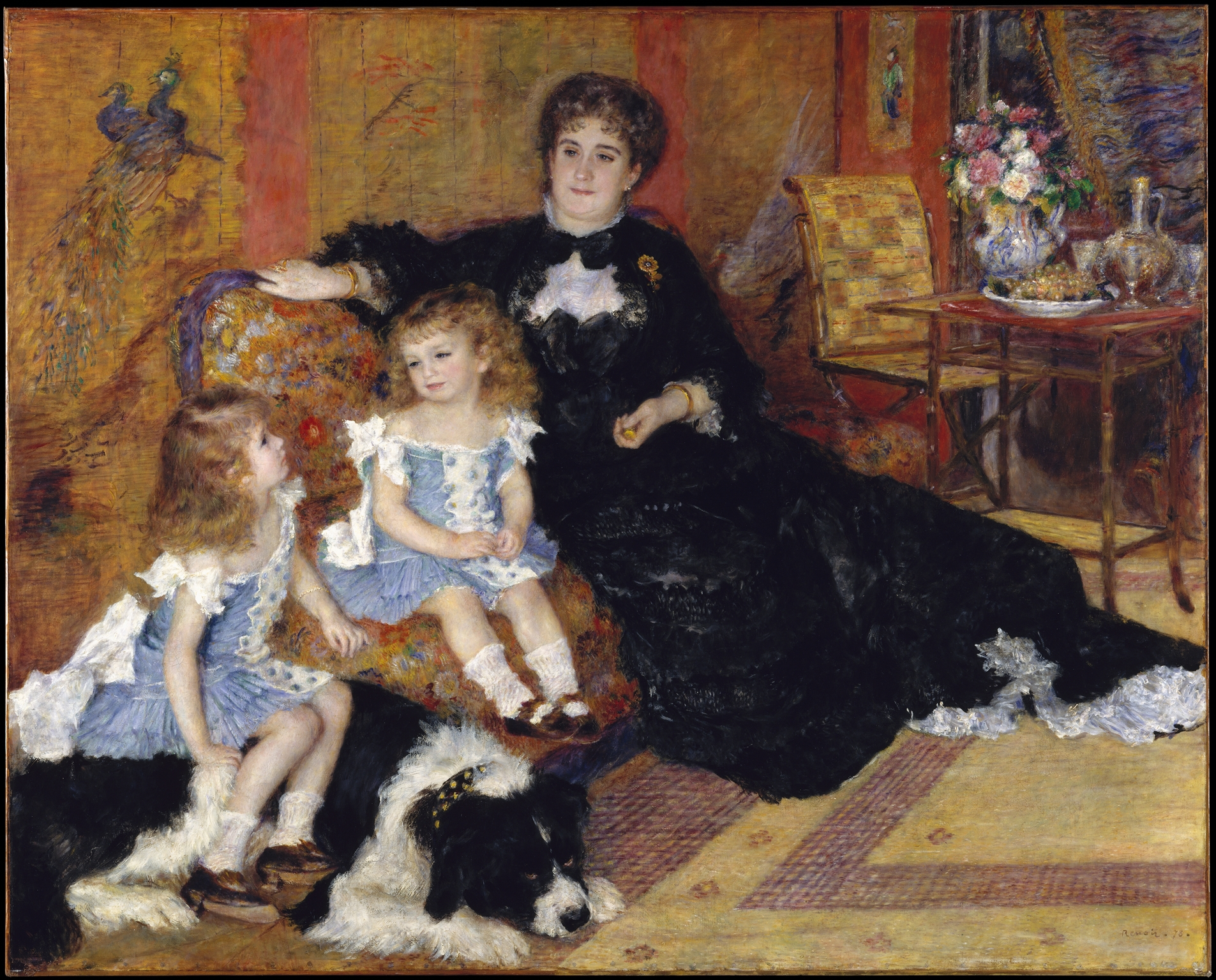
Crianças na praia, 1878, Metropolitan Museum of Art, Nova York
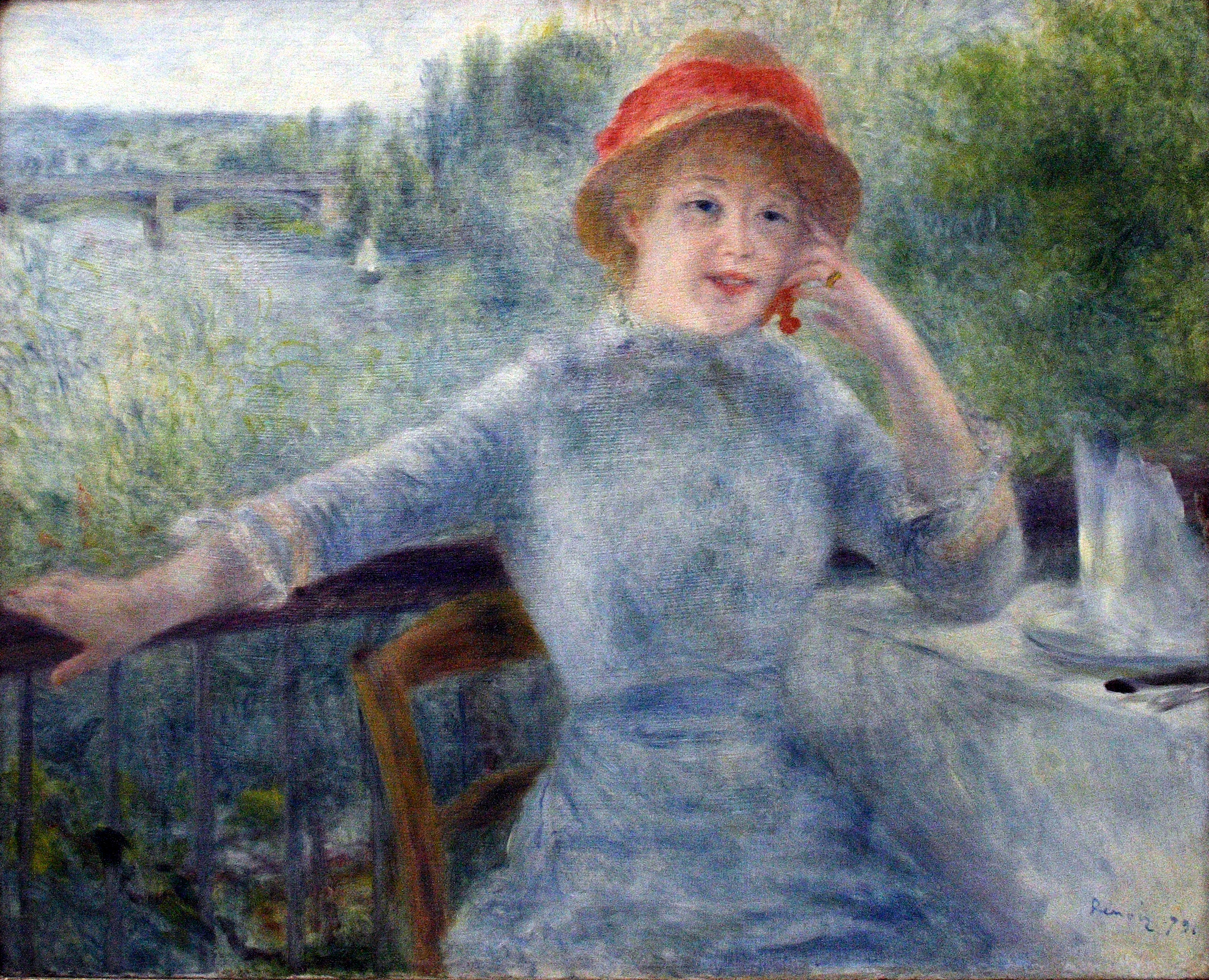
Retrato de Alphonsine Fournaise, 1879, Musée d'Orsay, Paris, France
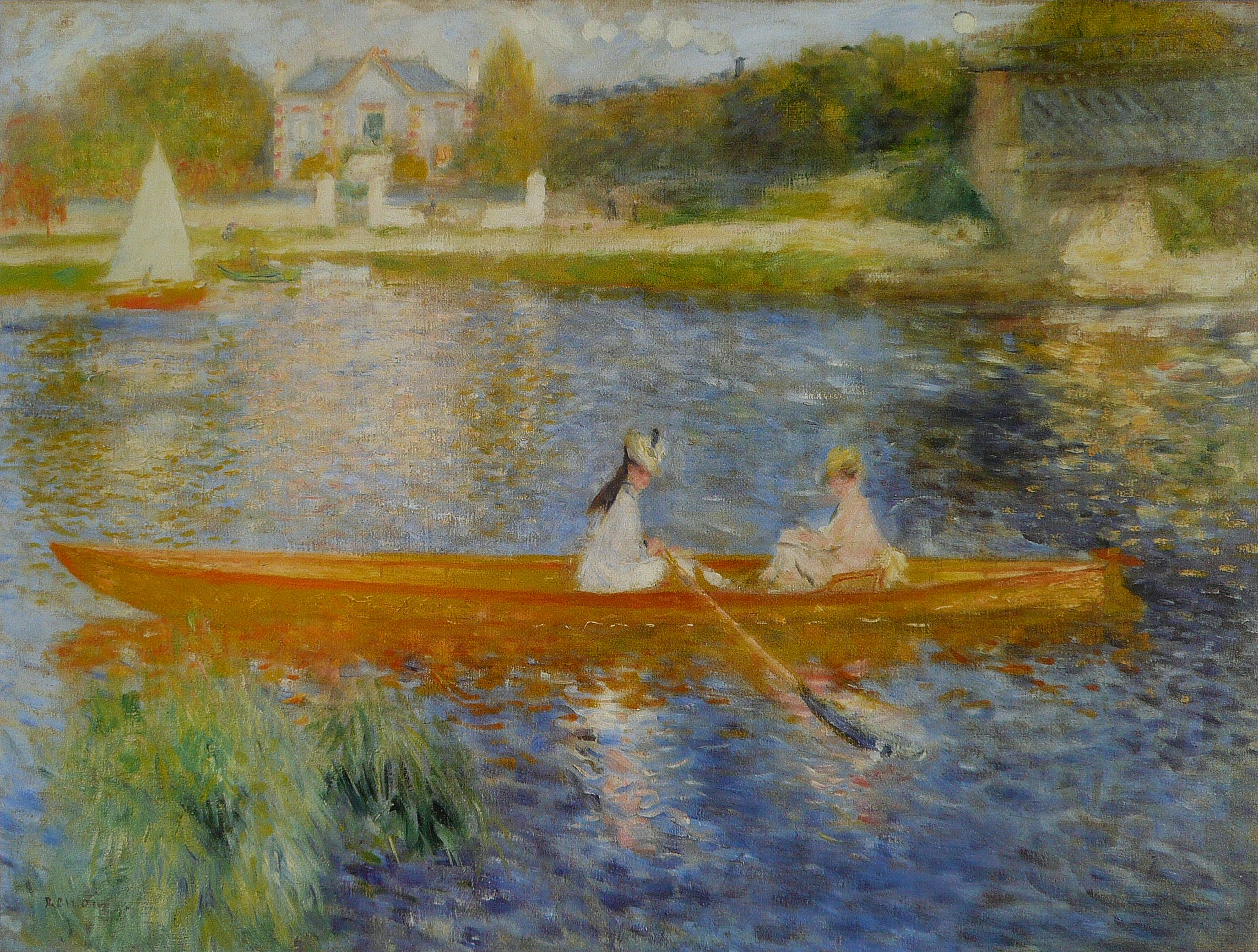
Pierre-Auguste Renoir, Boating on the Seine (La Yole), c. 1879
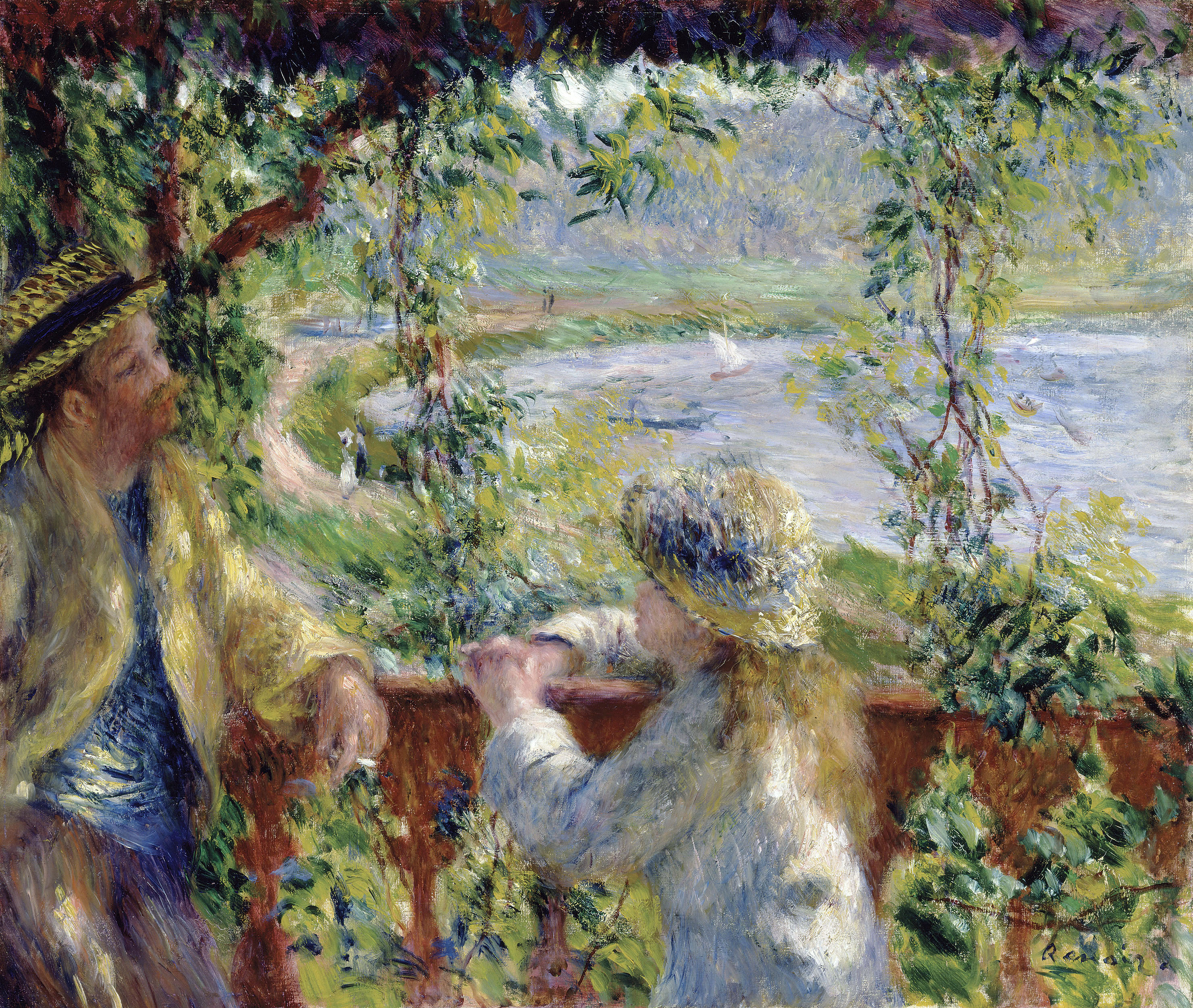
By the Water, 1880, Art Institute of Chicago, Chicago, Illinois
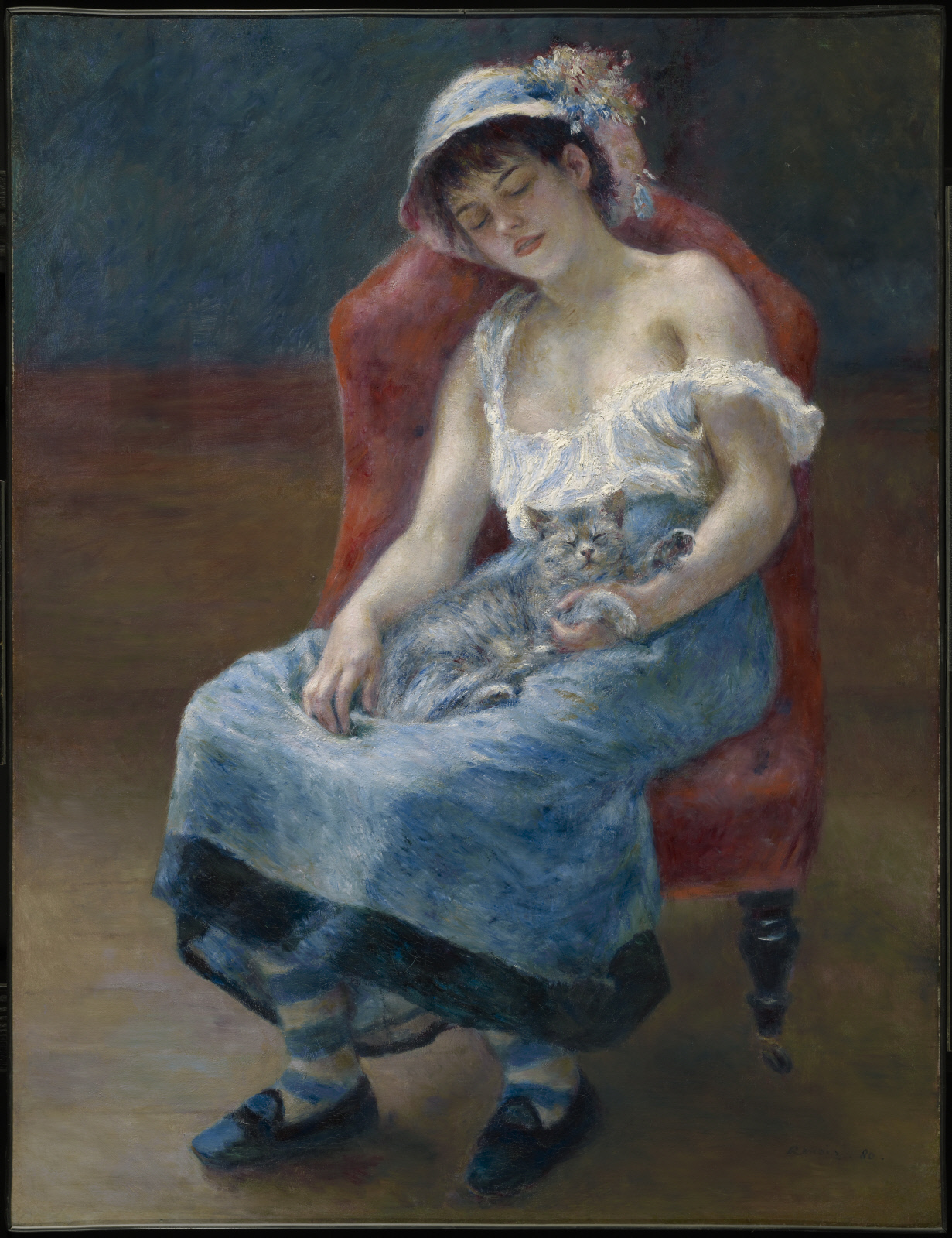
Garota dormindo com um gato, Clark Art Institute, Williamstown, Massachusetts
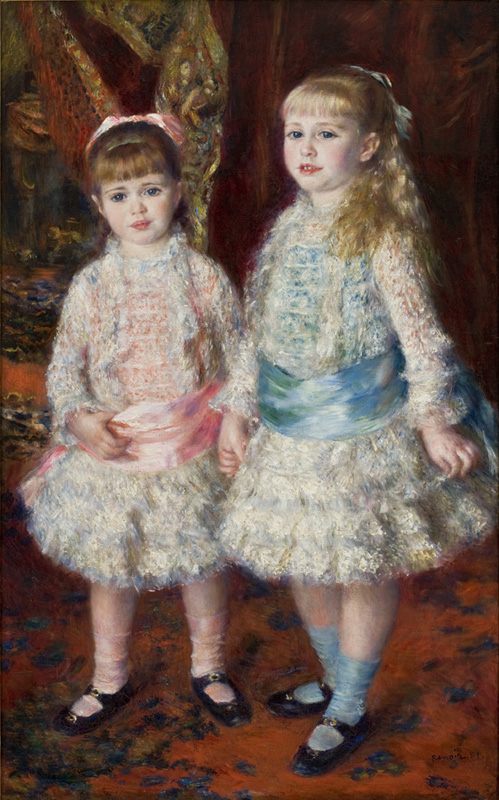
Rosa e Azul mostrando Alice e Elisabeth Cahen d'Anvers, 1881, MASP, São Paulo
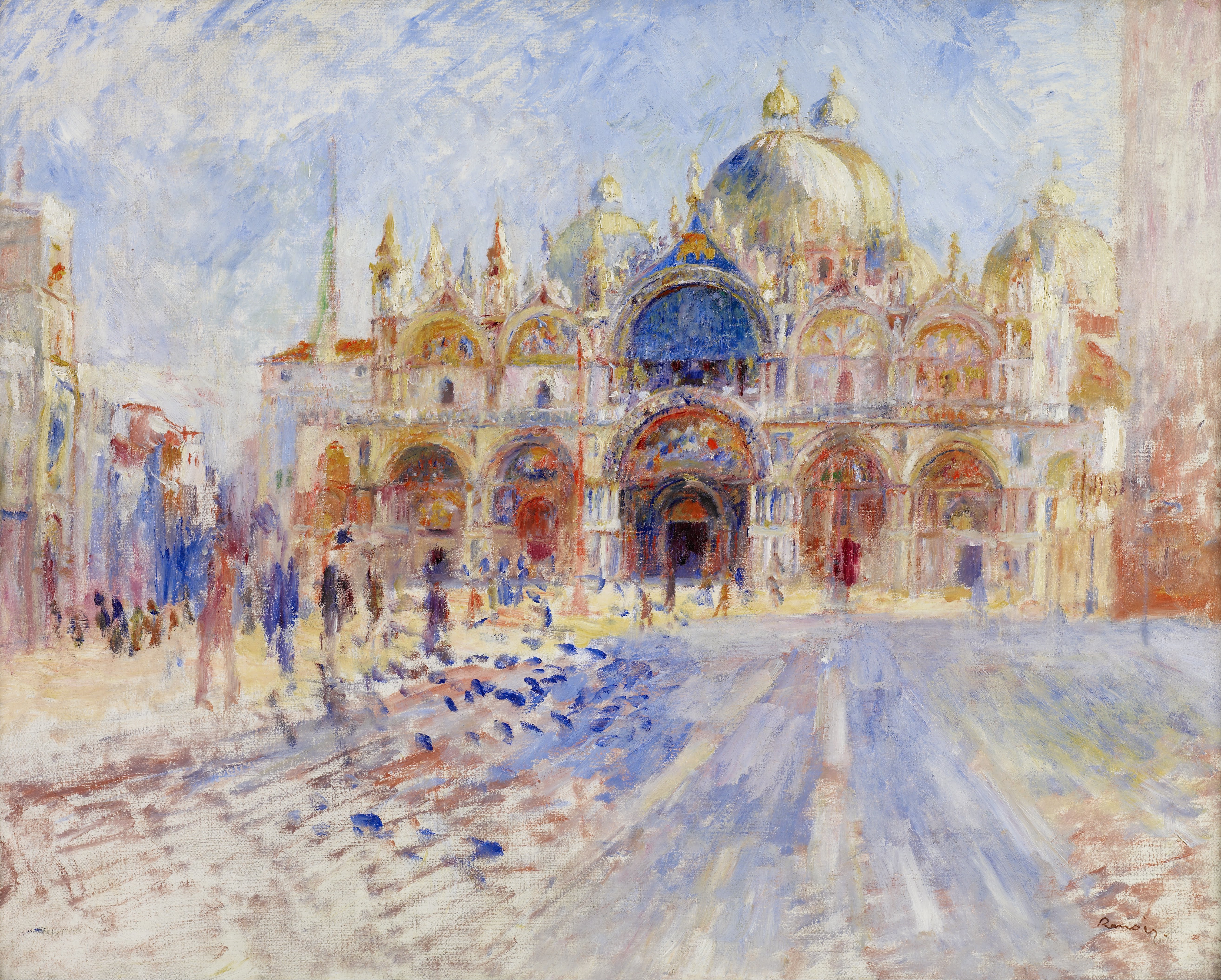
Piazza de San Marco, Veneza, 1881 (Minneapolis Institute of Art)
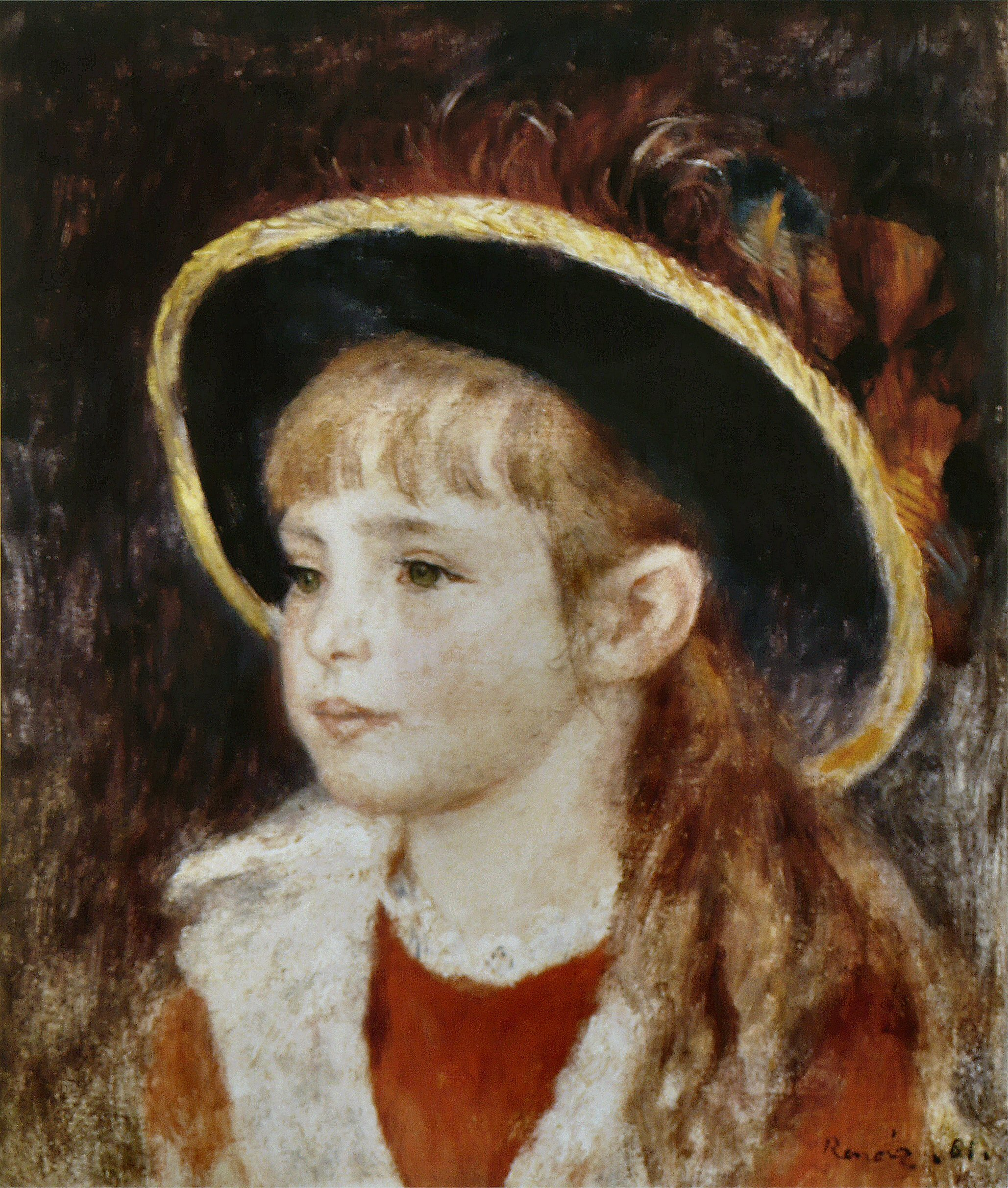
Fillette au chapeau bleu, 1881, (Jane Henriot), private collection
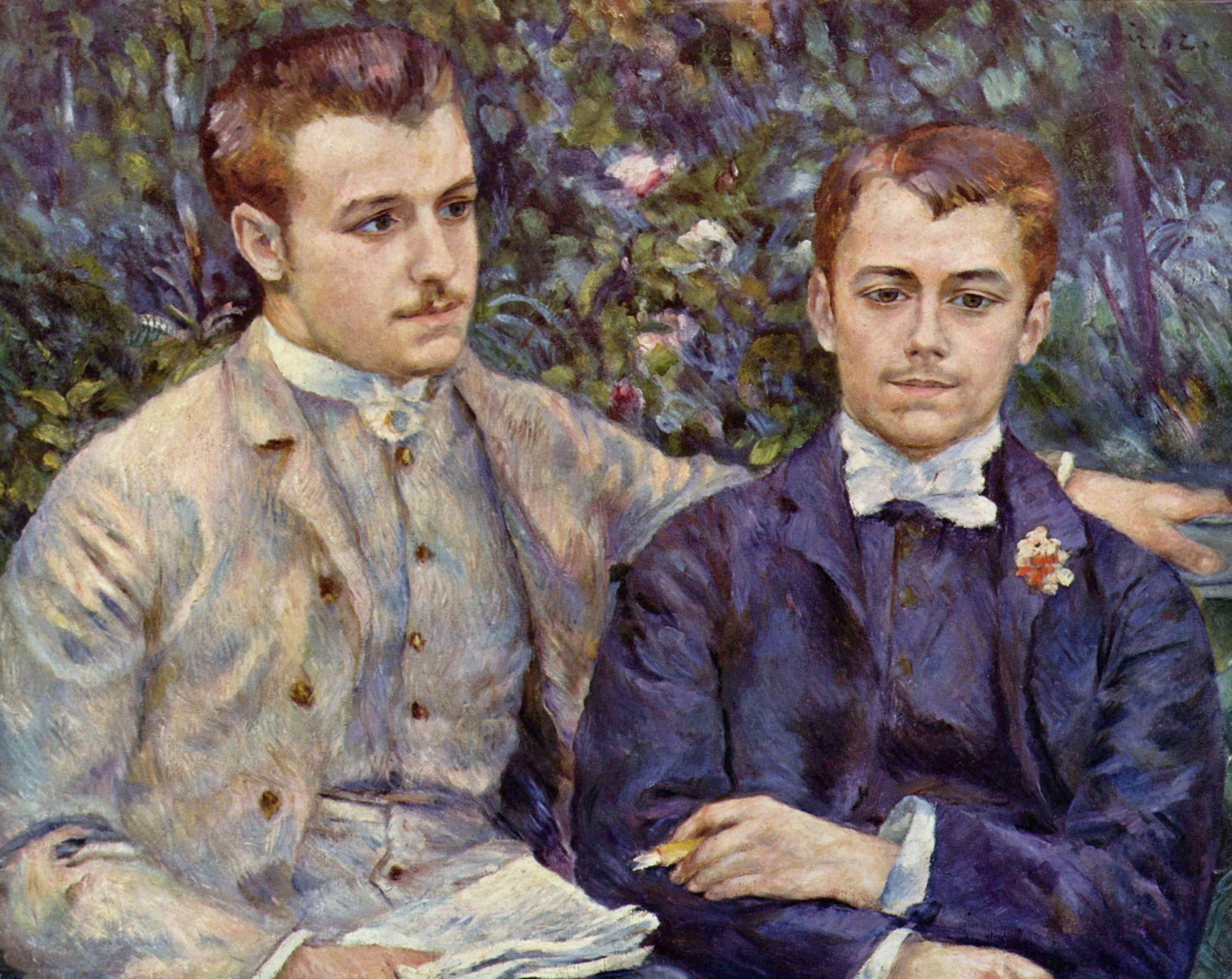
Retrato de Charles e Georges Durand-Ruel, 1882
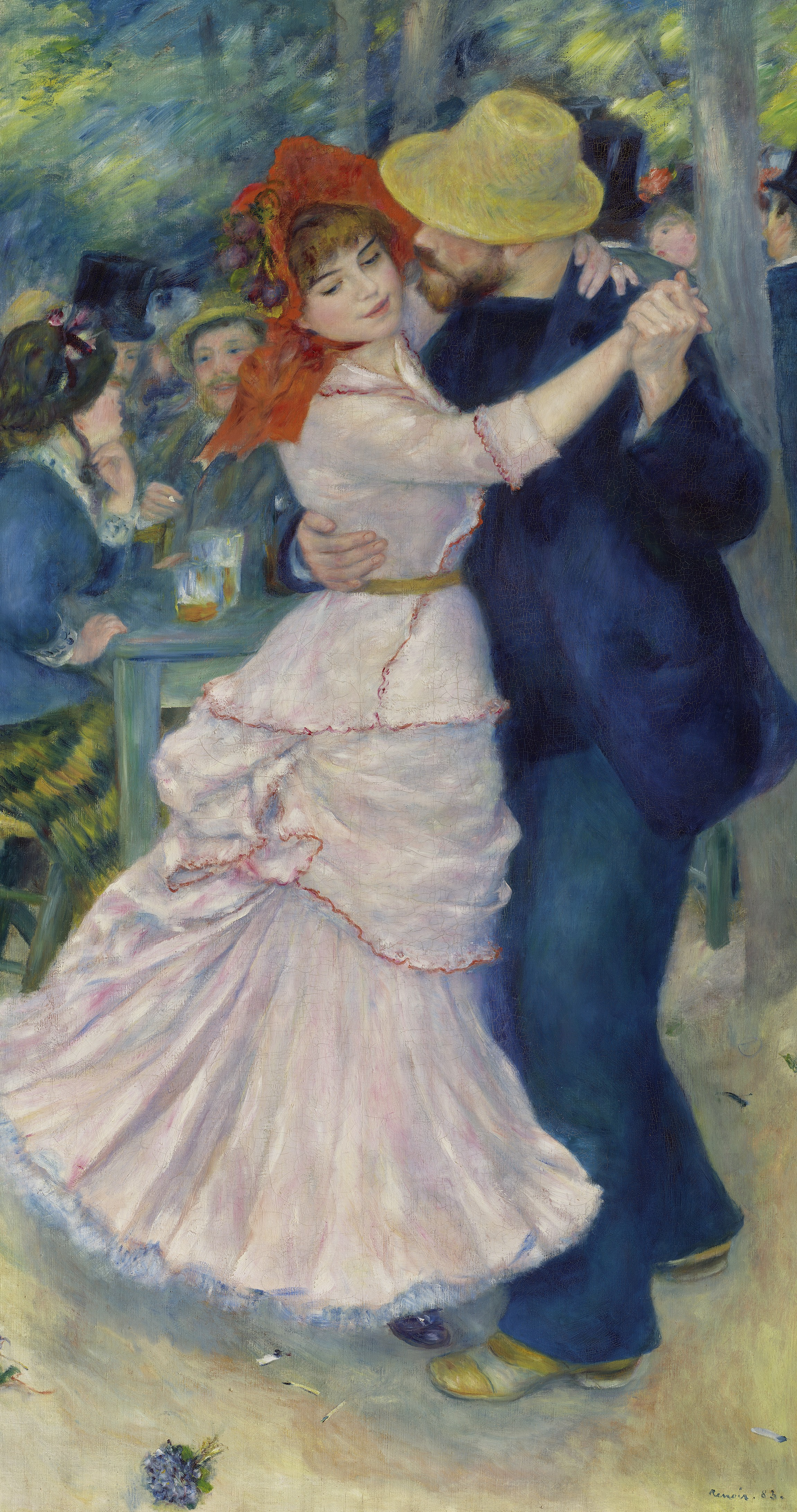
Dança em Bougival, 1882–1883, (a mulher à esquerda é a pintora Suzanne Valadon), Boston Museum of Fine Arts
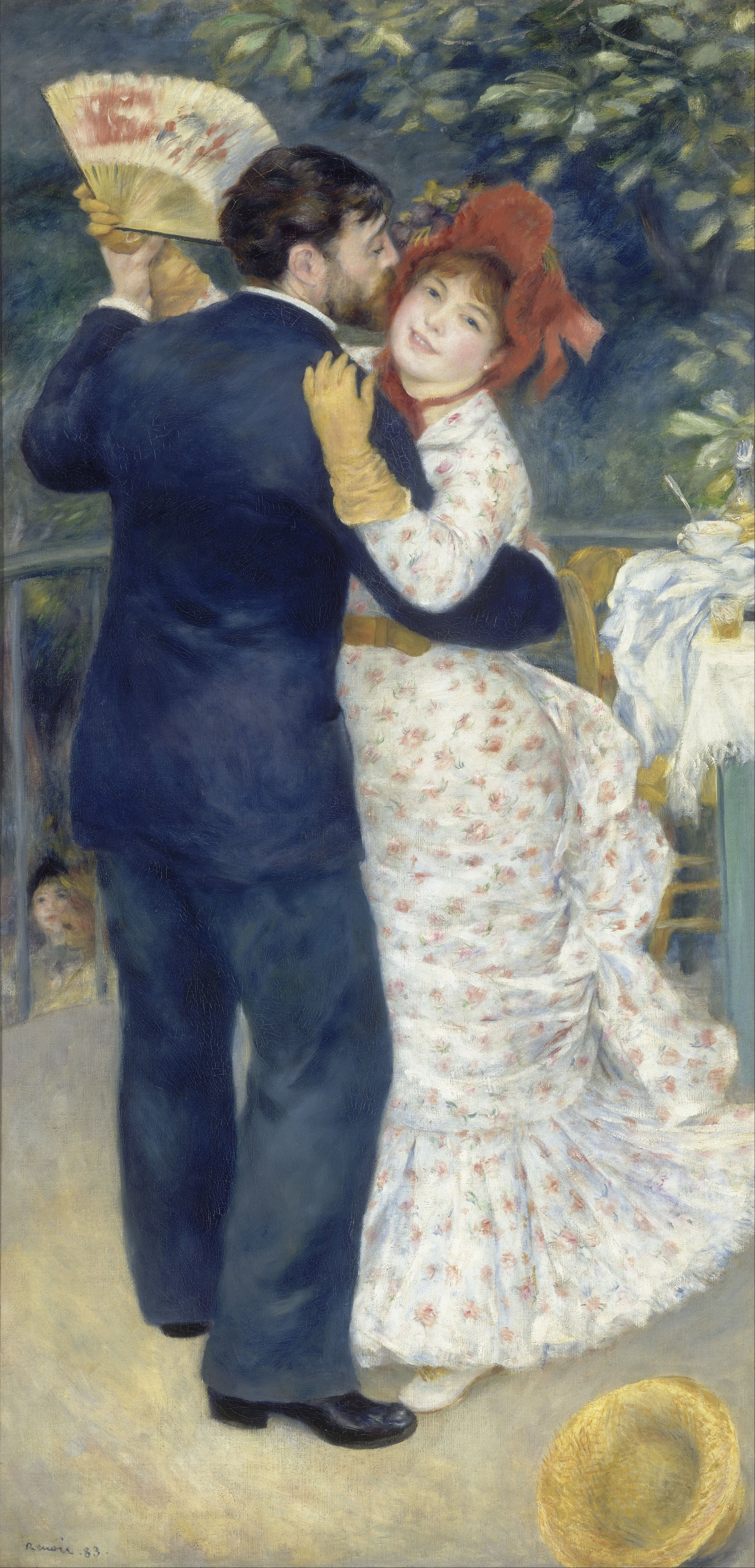
Dança no País (Aline Charigot e Paul Lhote), 1883, Musée d'Orsay, Paris
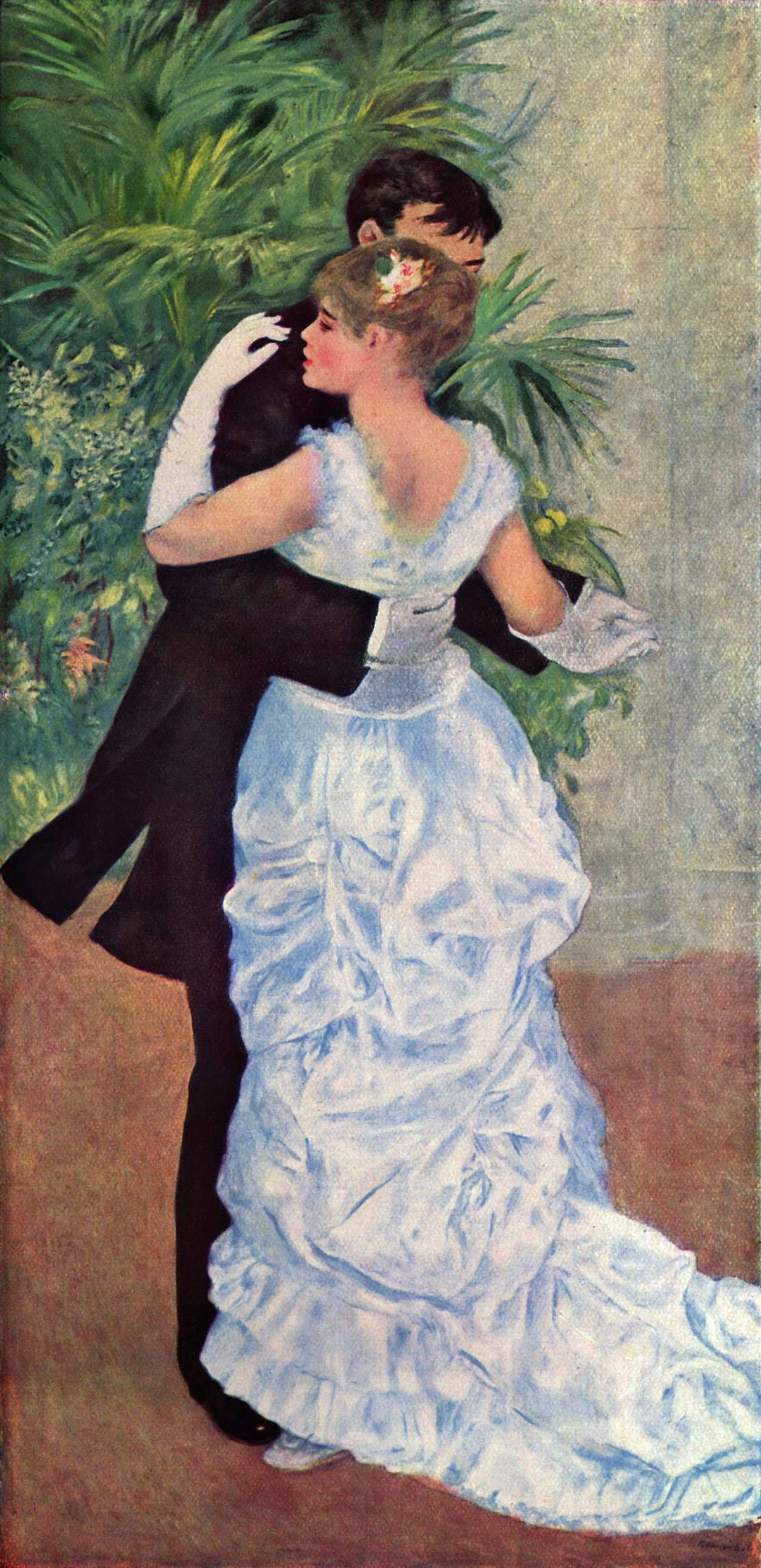
Dança na cidade, 1883, Musée d'Orsay, Paris, France
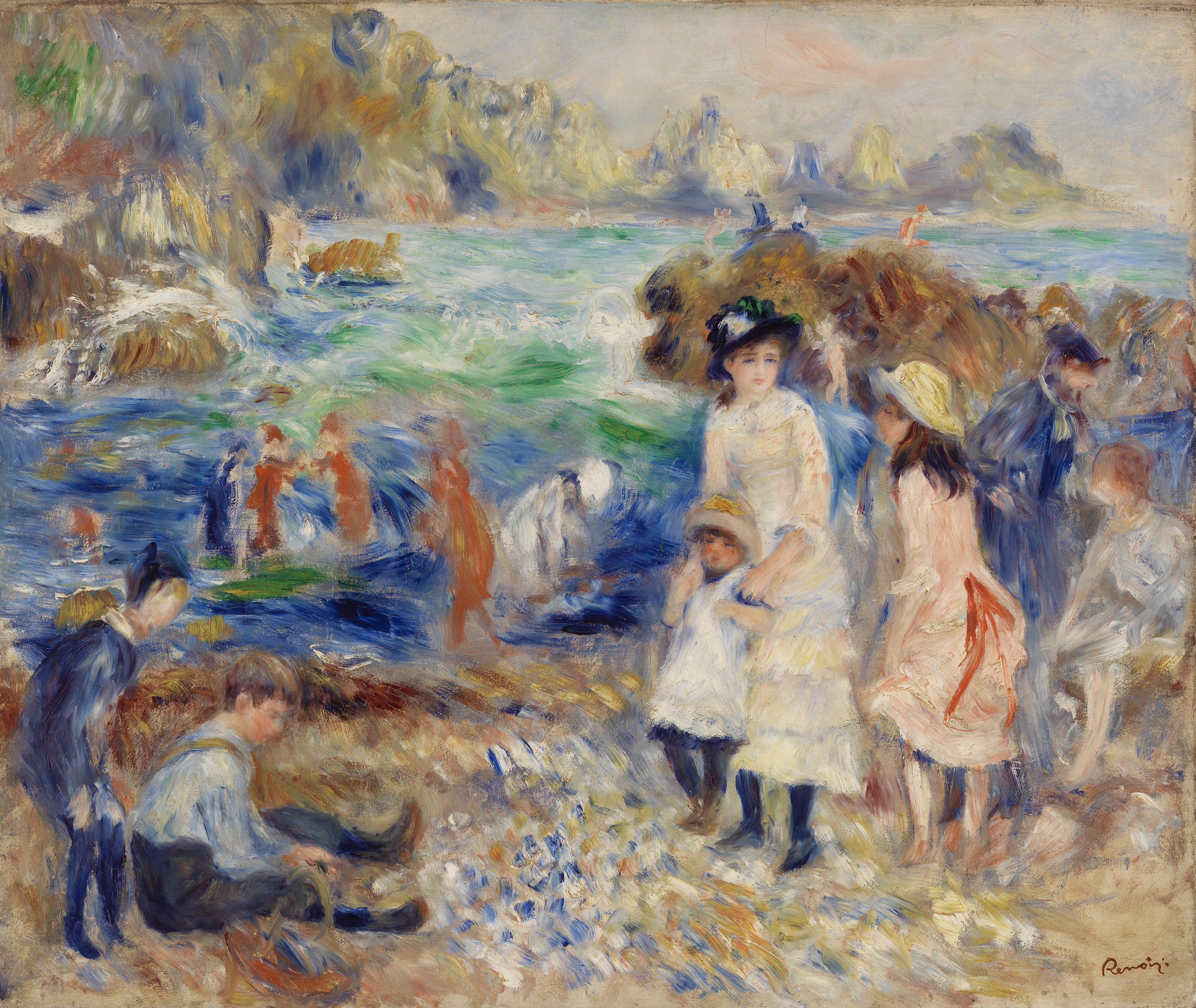
Crianças na praia em Guernsey, 1883, Barnes Foundation, Filadélfia
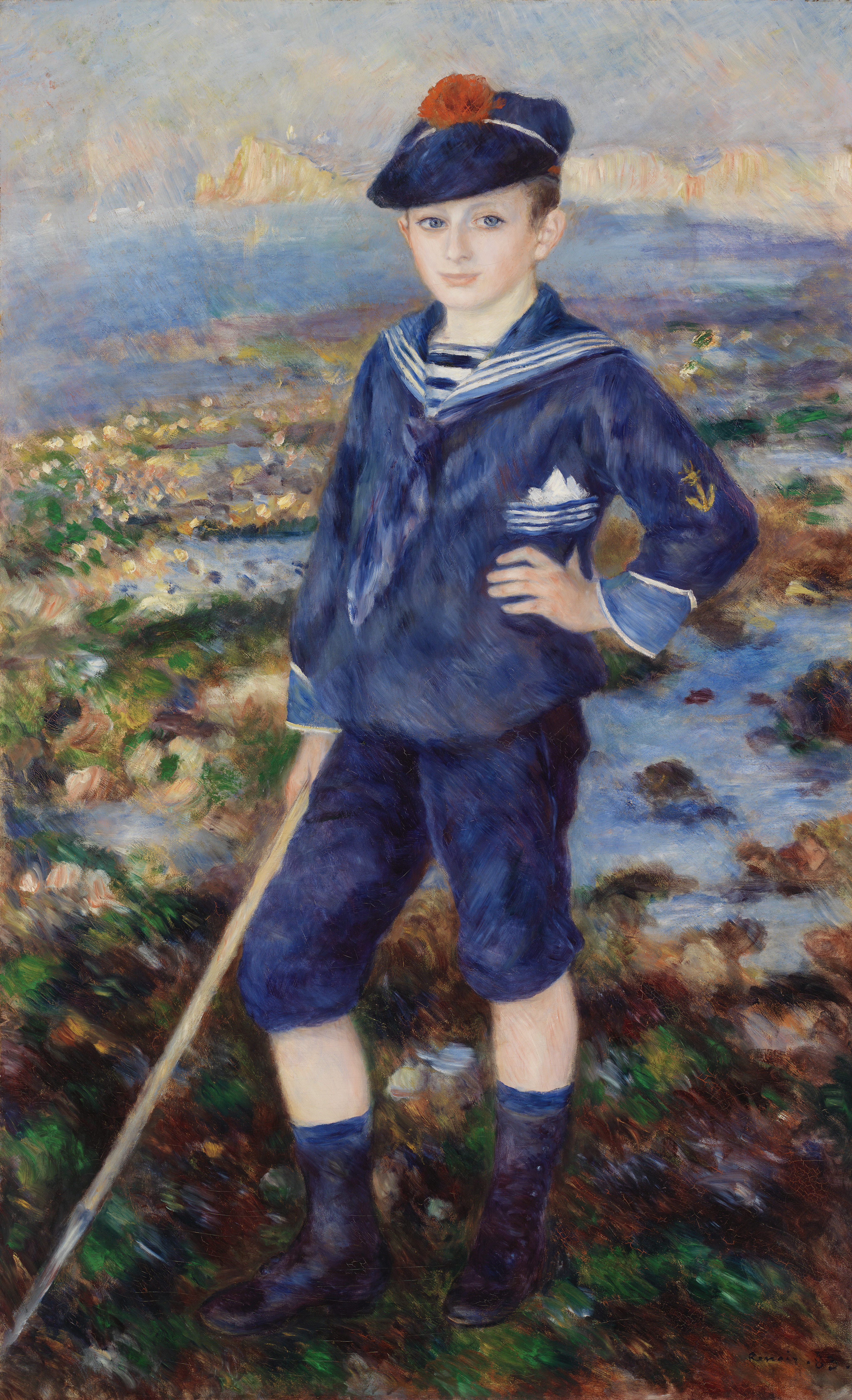
Jeune garçon sur la plage d'Yport, 1883, Barnes Foundation, Filadélfia
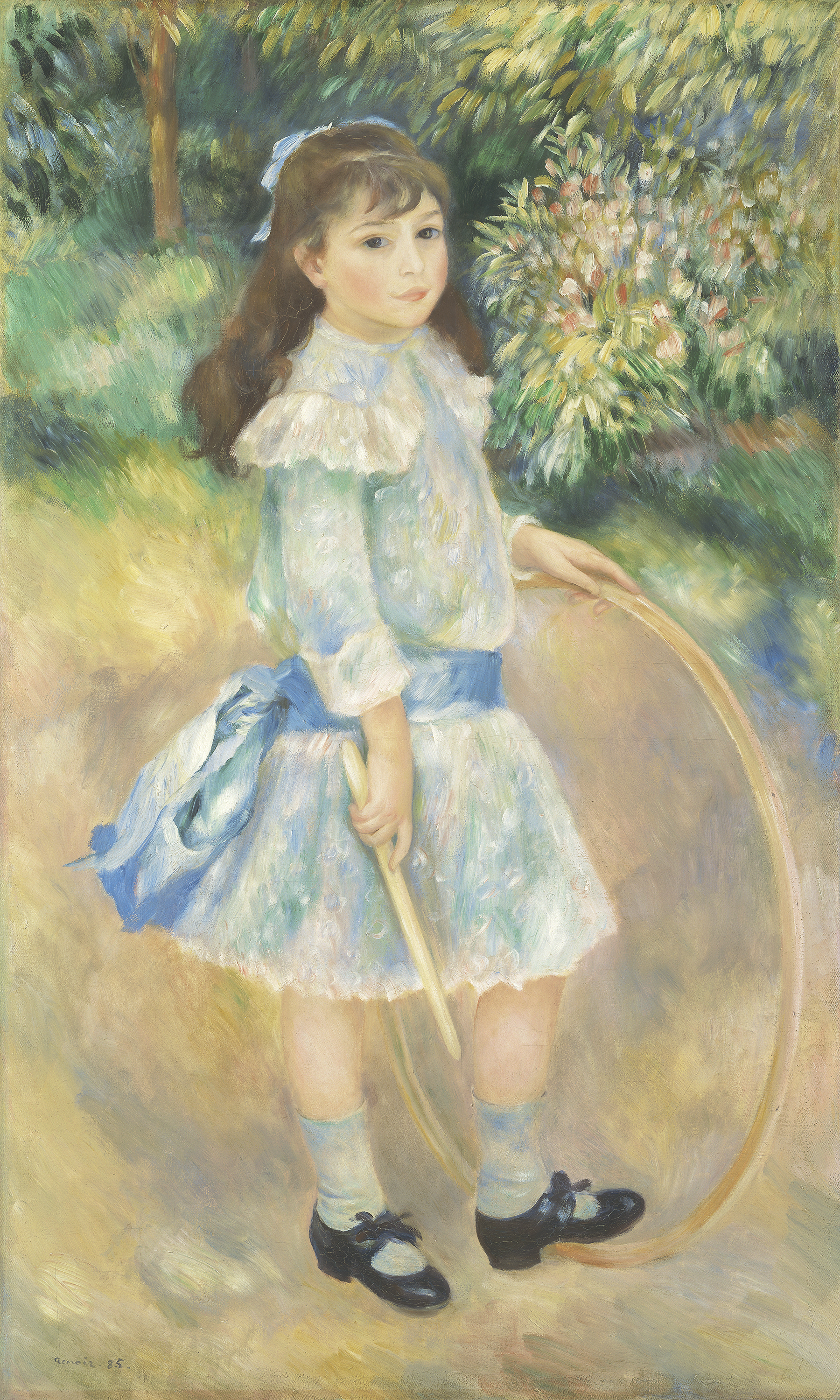
Garota com arco, 1885, National Gallery of Art, Washington, D.C.
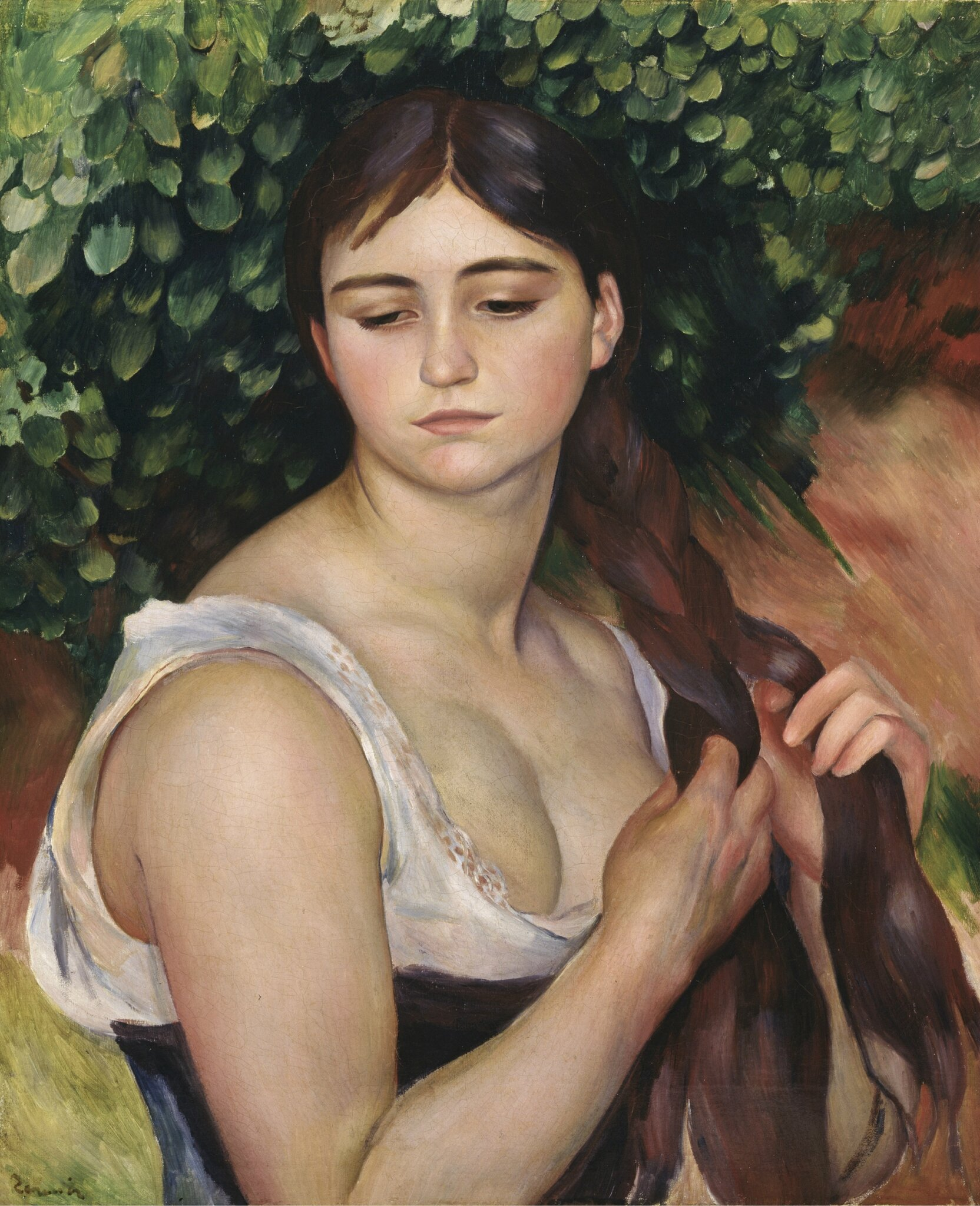
Garota Trançando o Cabelo (Suzanne Valadon), 1885
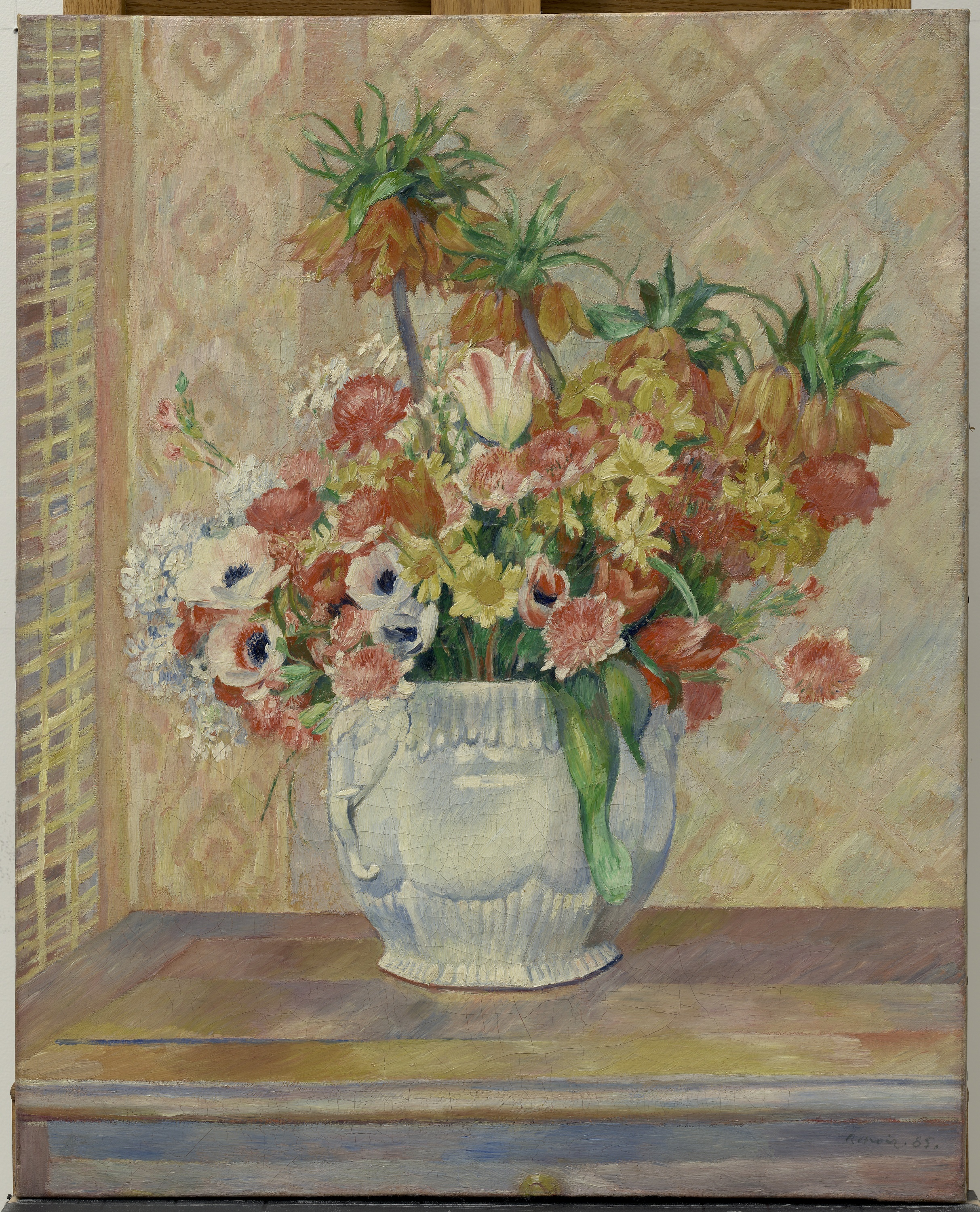
Still Life: Flowers, 1885, Solomon R. Guggenheim Museum, Nova York
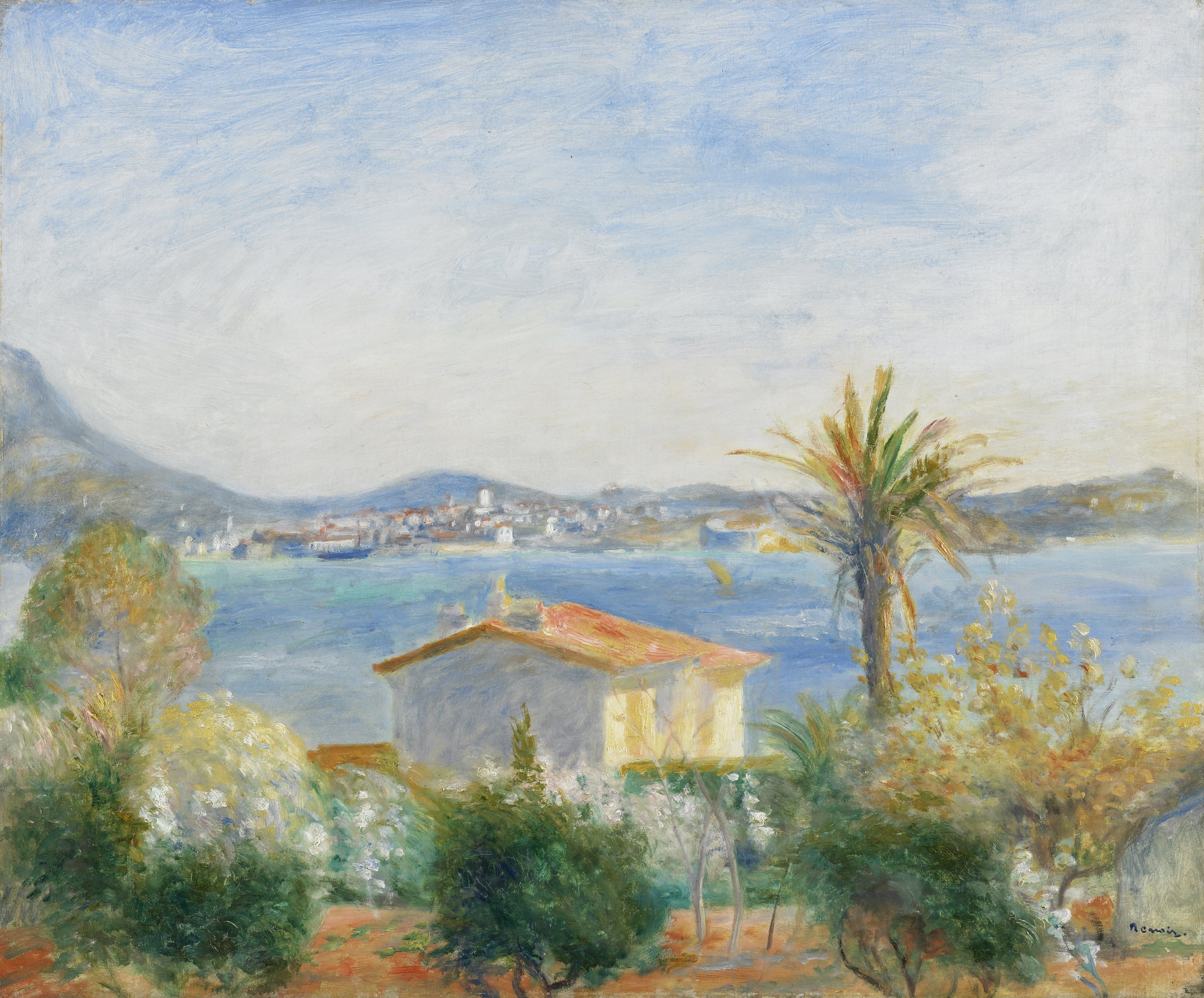
Tamaris, França, c. 1885 (Minneapolis Institute of Art)
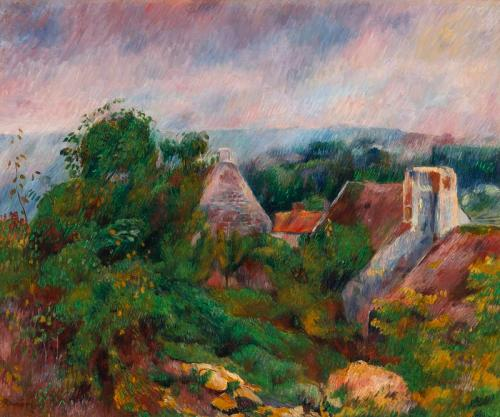
La Roche Guyon, 1885–6, Aberdeen Art Gallery
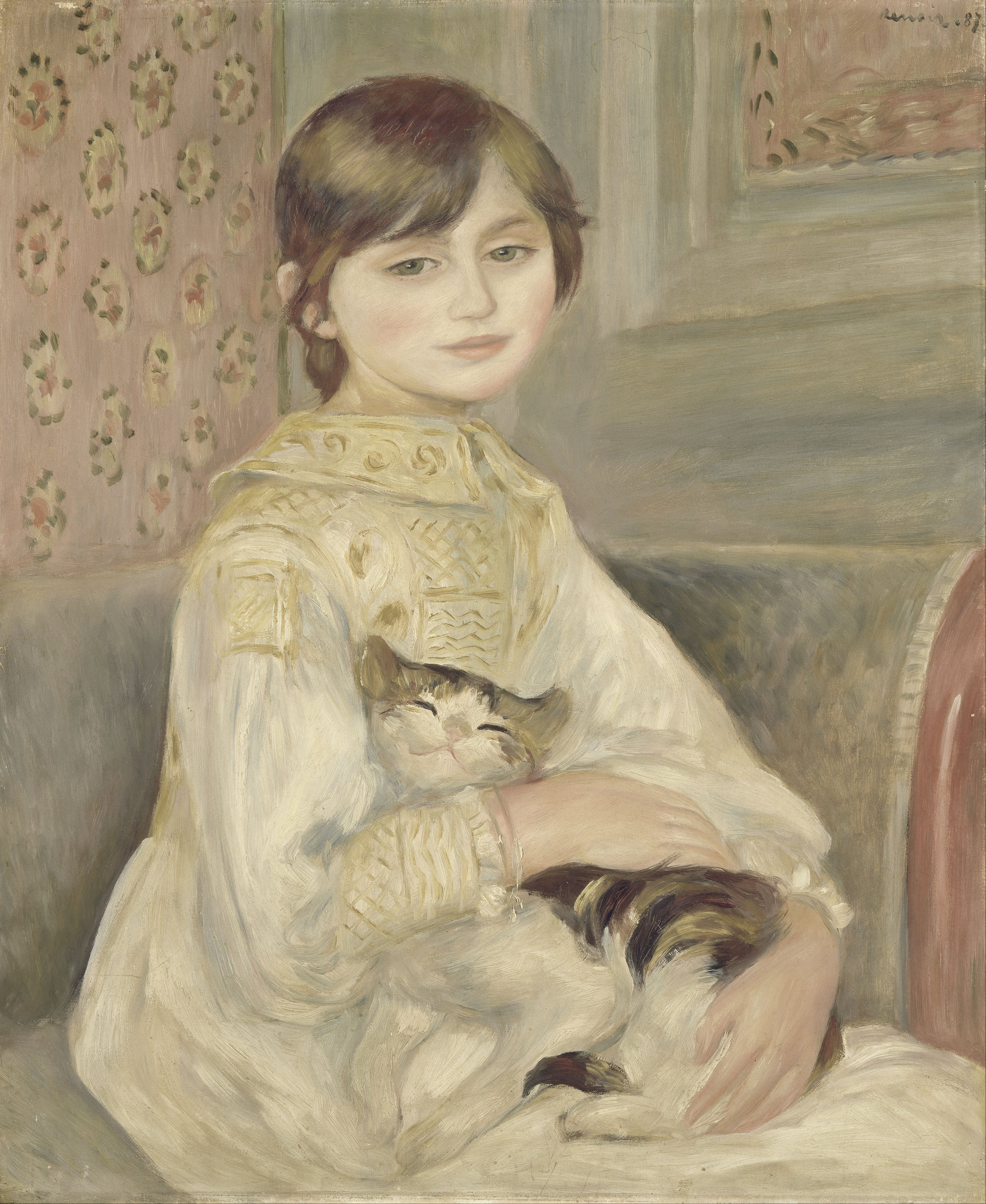
Julie Manet com o gato, 1887
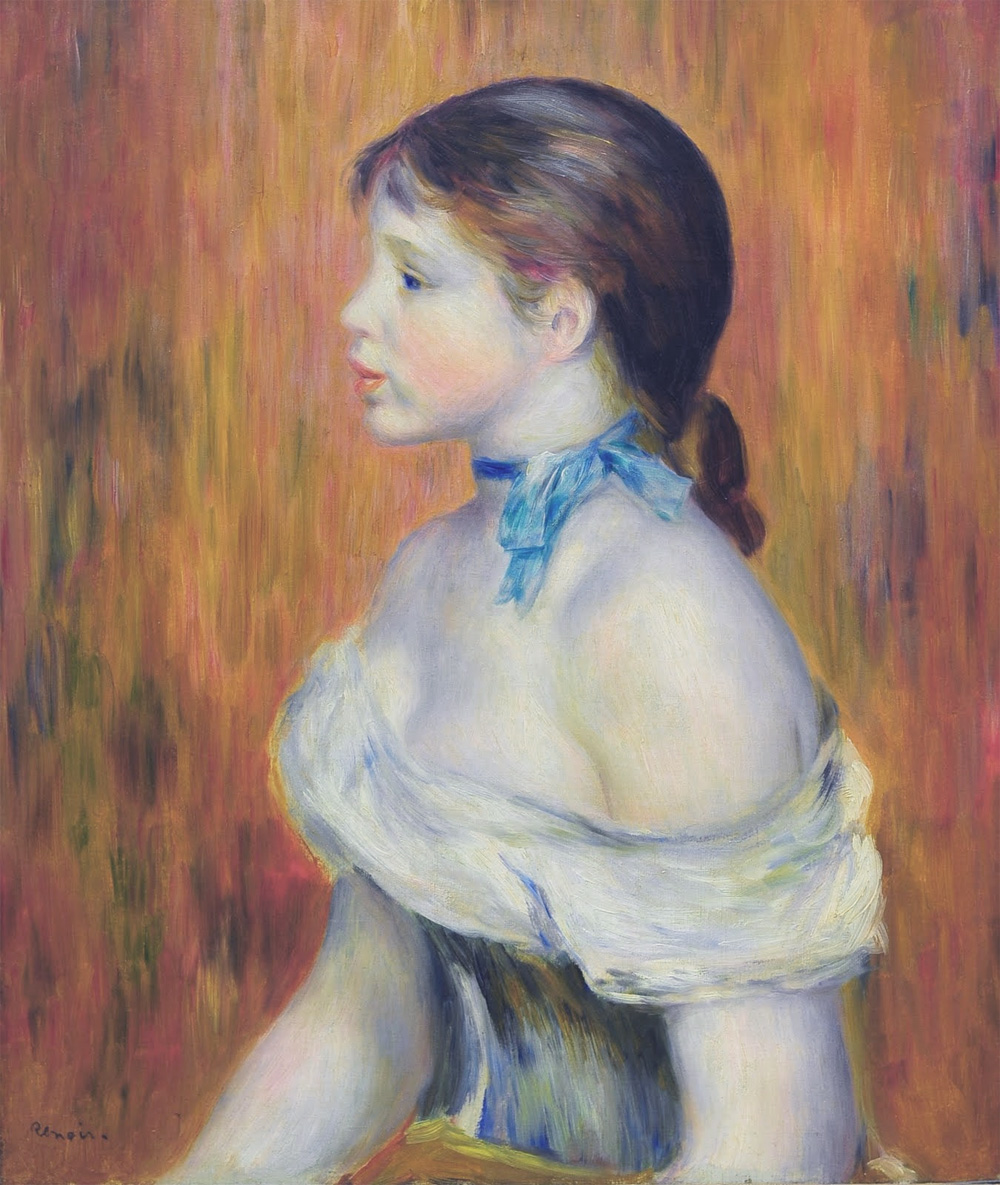
Jovem mulher, 1888
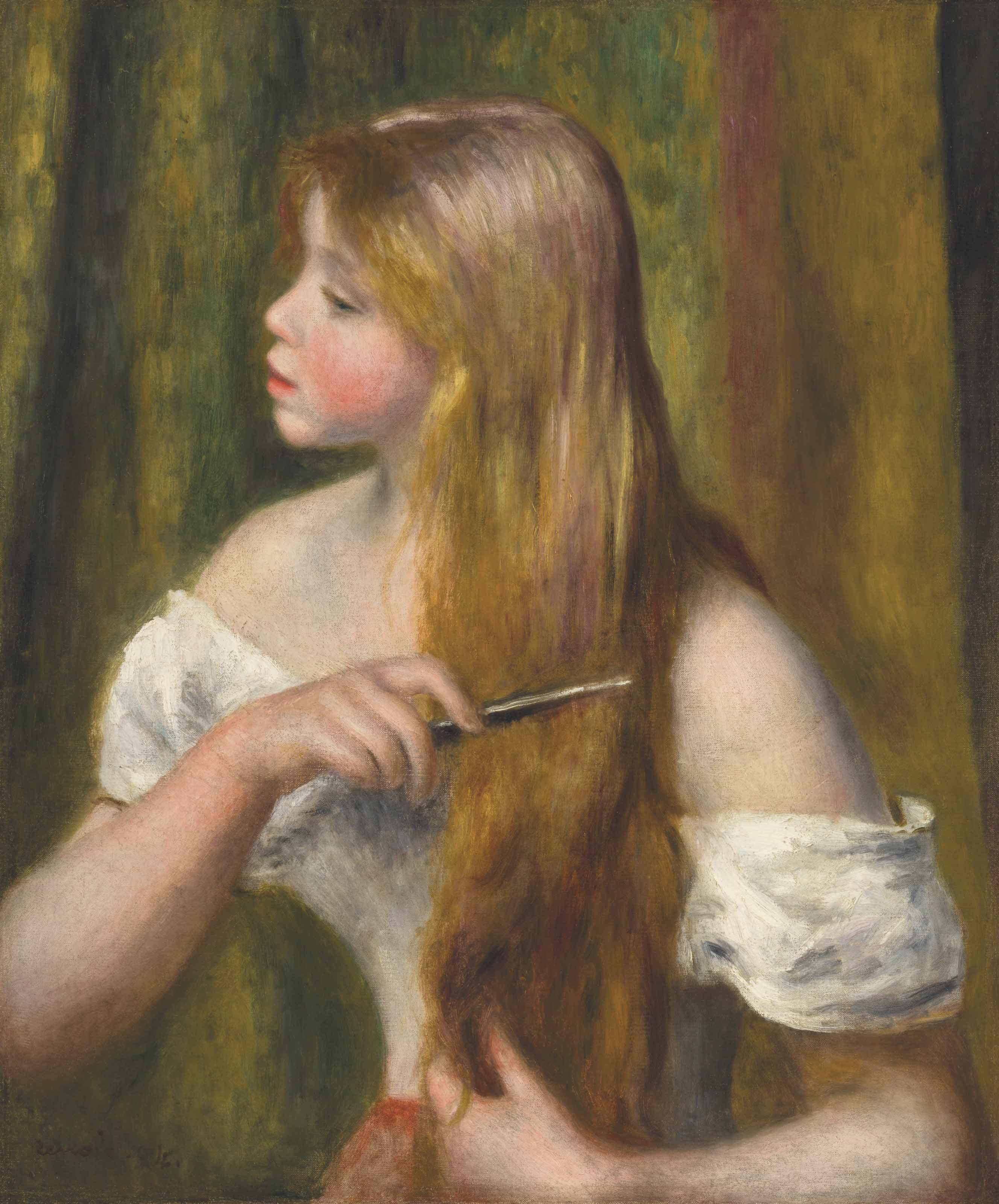
Jovem mulher com cabelo vermelho, 1894
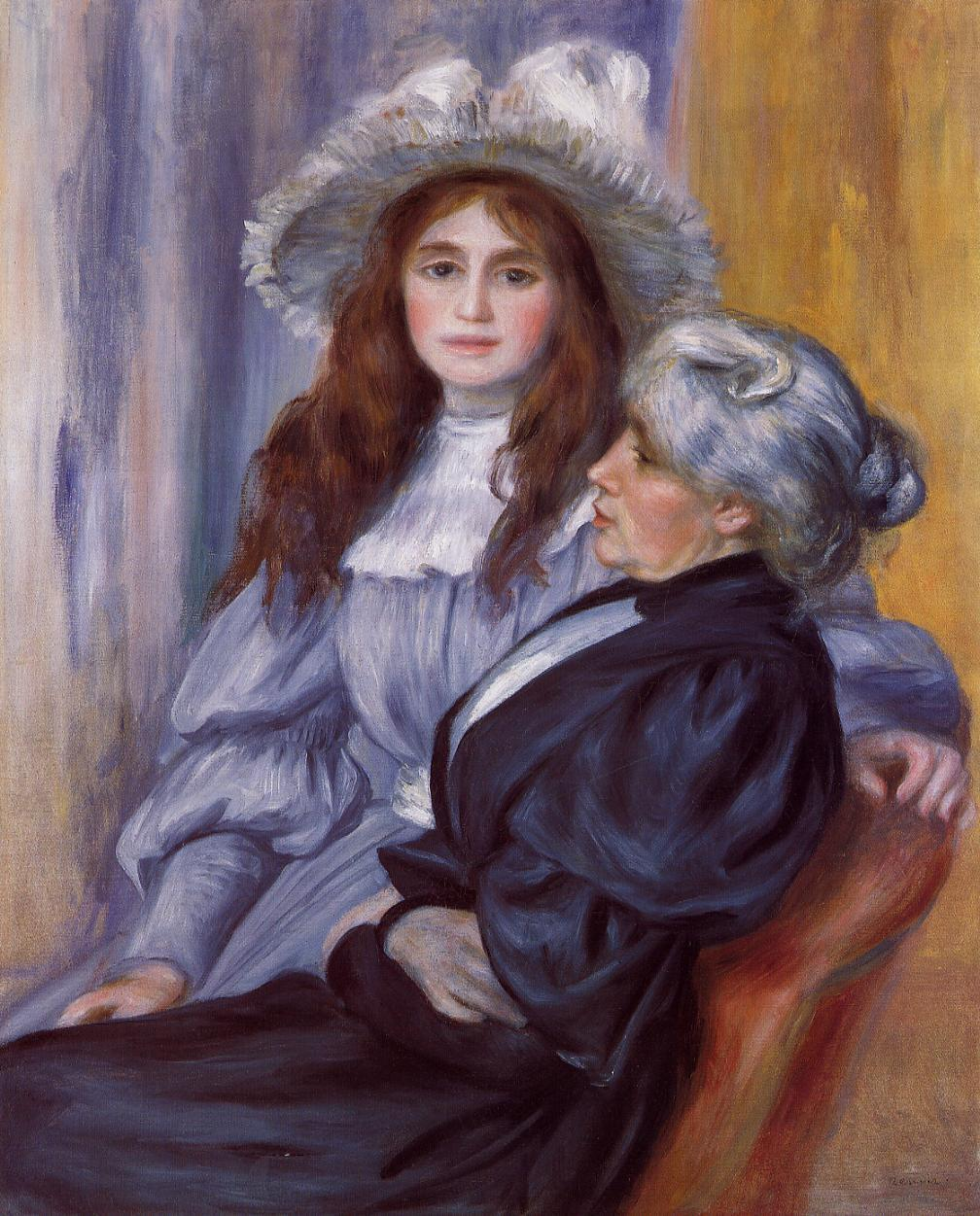
Retrato de Berthe Morisot e sua filha Julie Manet, 1894
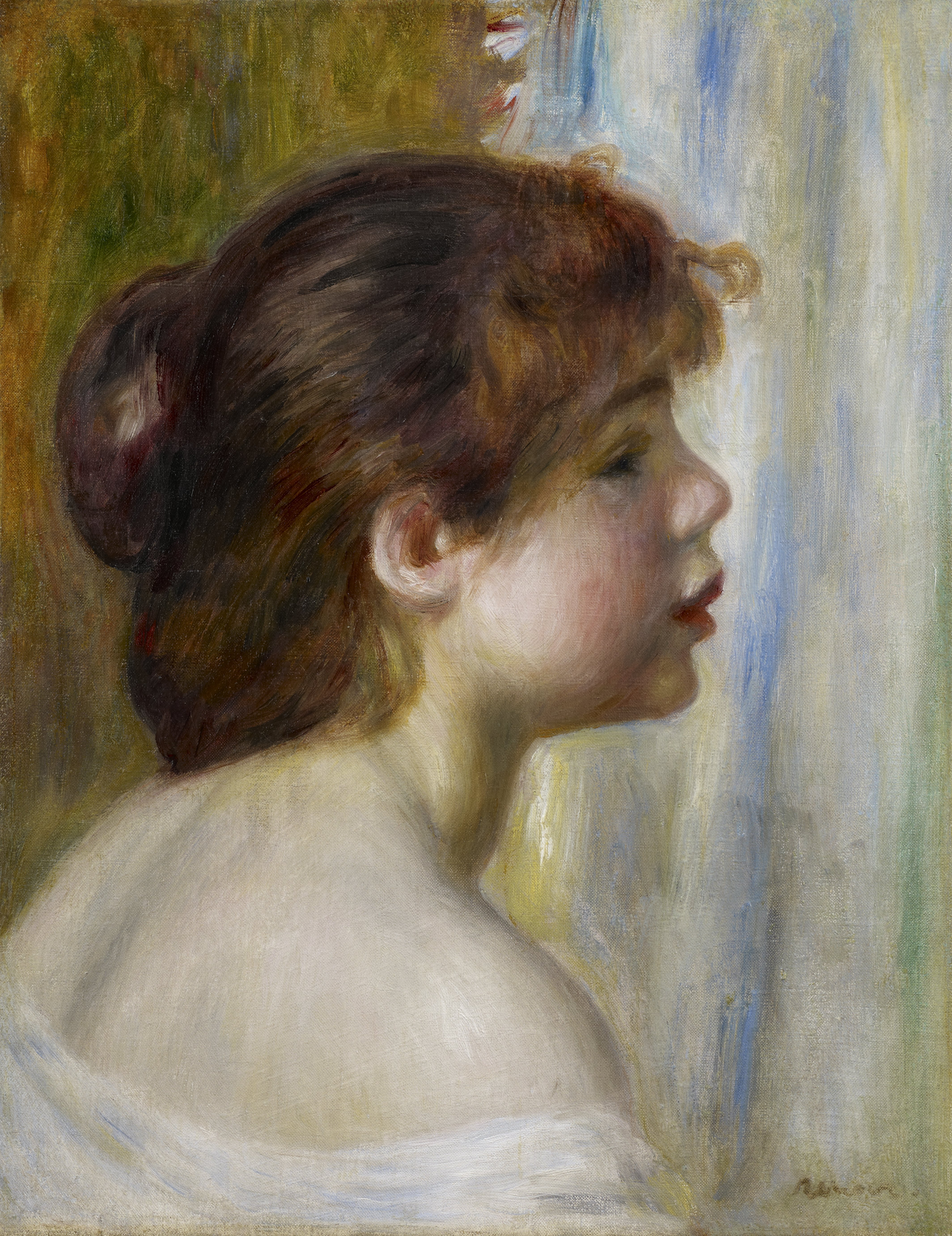
Cabeça de uma jovem mulher, (Minneapolis Institute of Art)
Gabrielle Renard e seu filho Jean Renoir, 1895
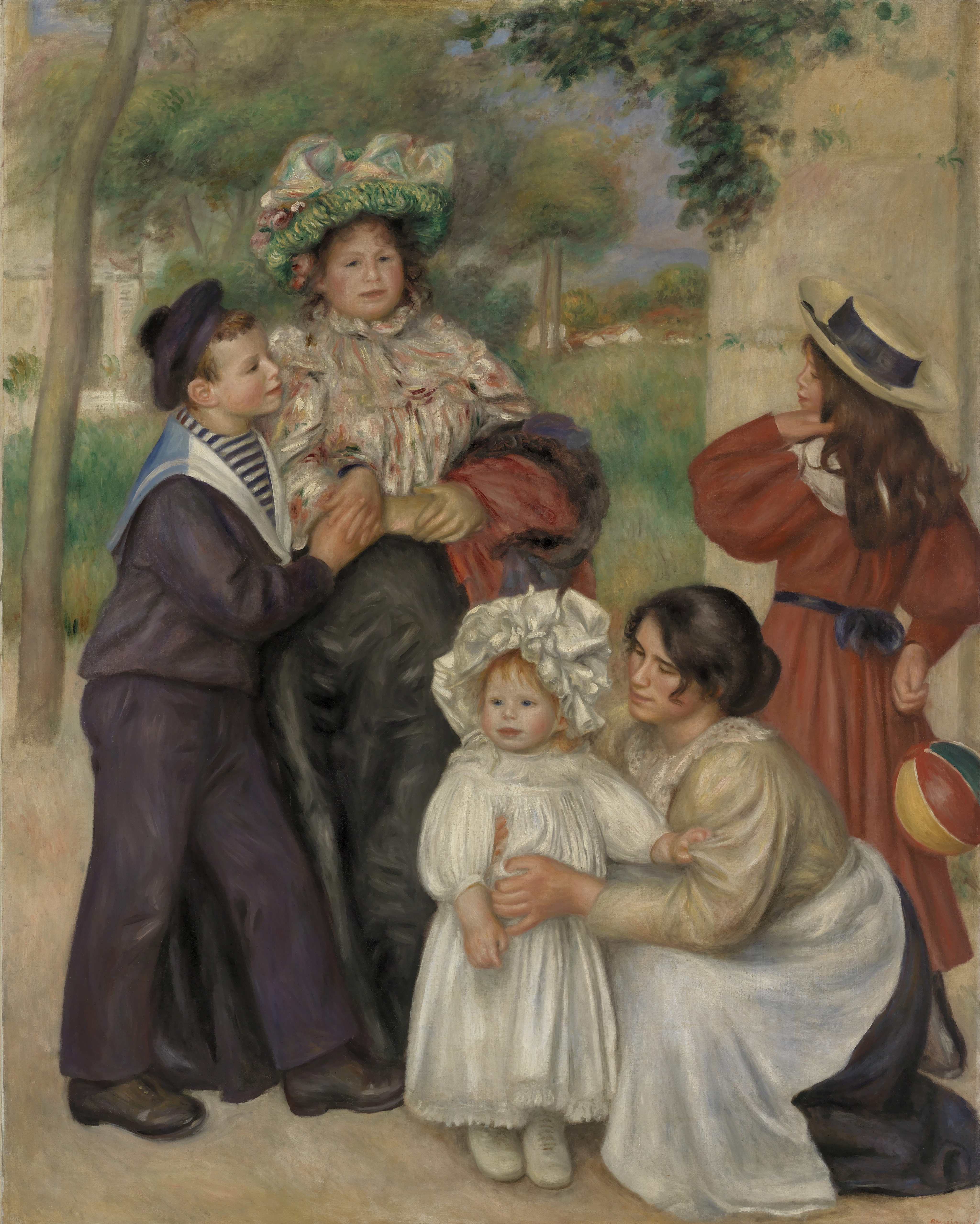
A Família do Artista, 1896, The Barnes Foundation, Filadélfia
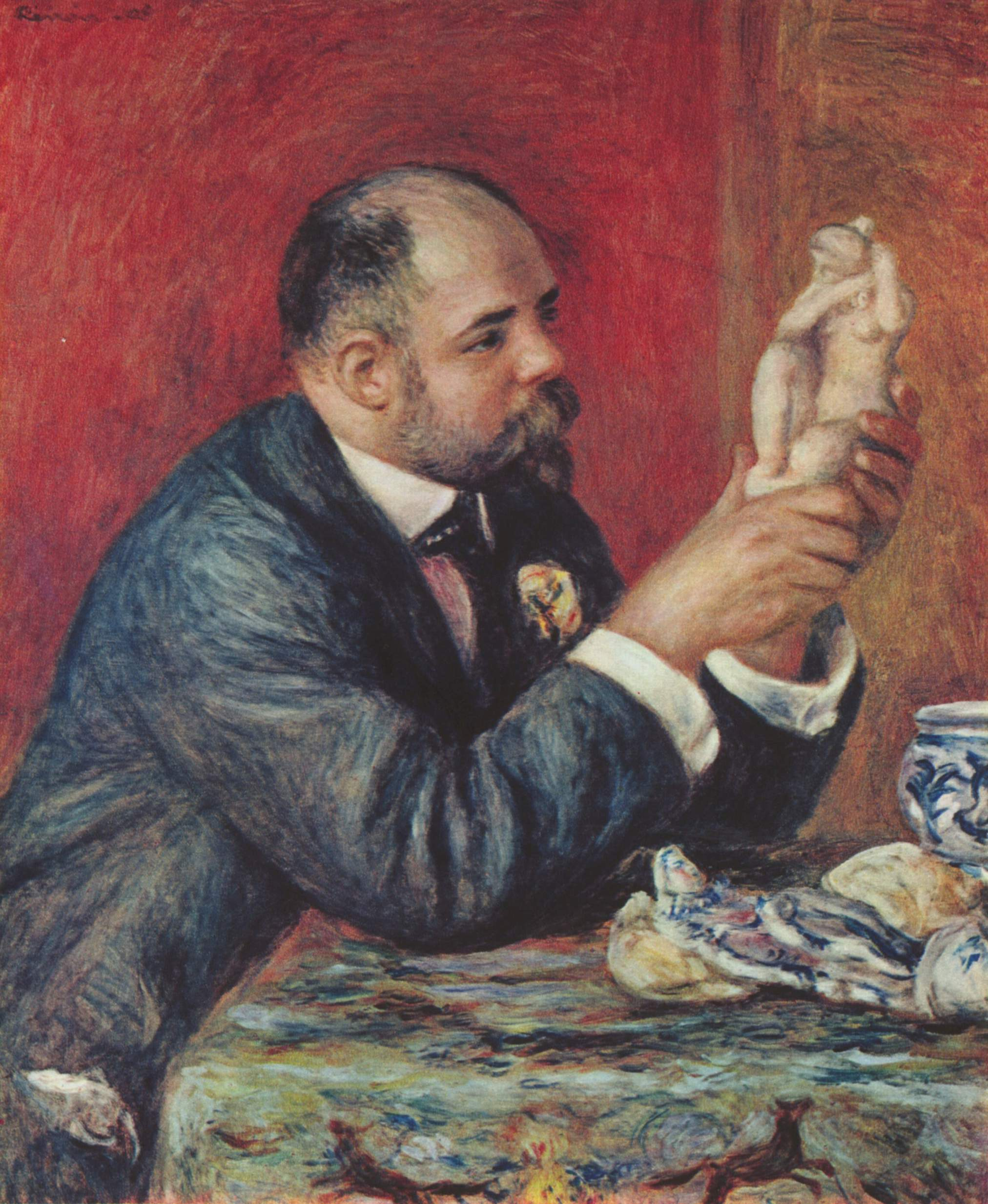
Retrato de Ambroise Vollard, 1908
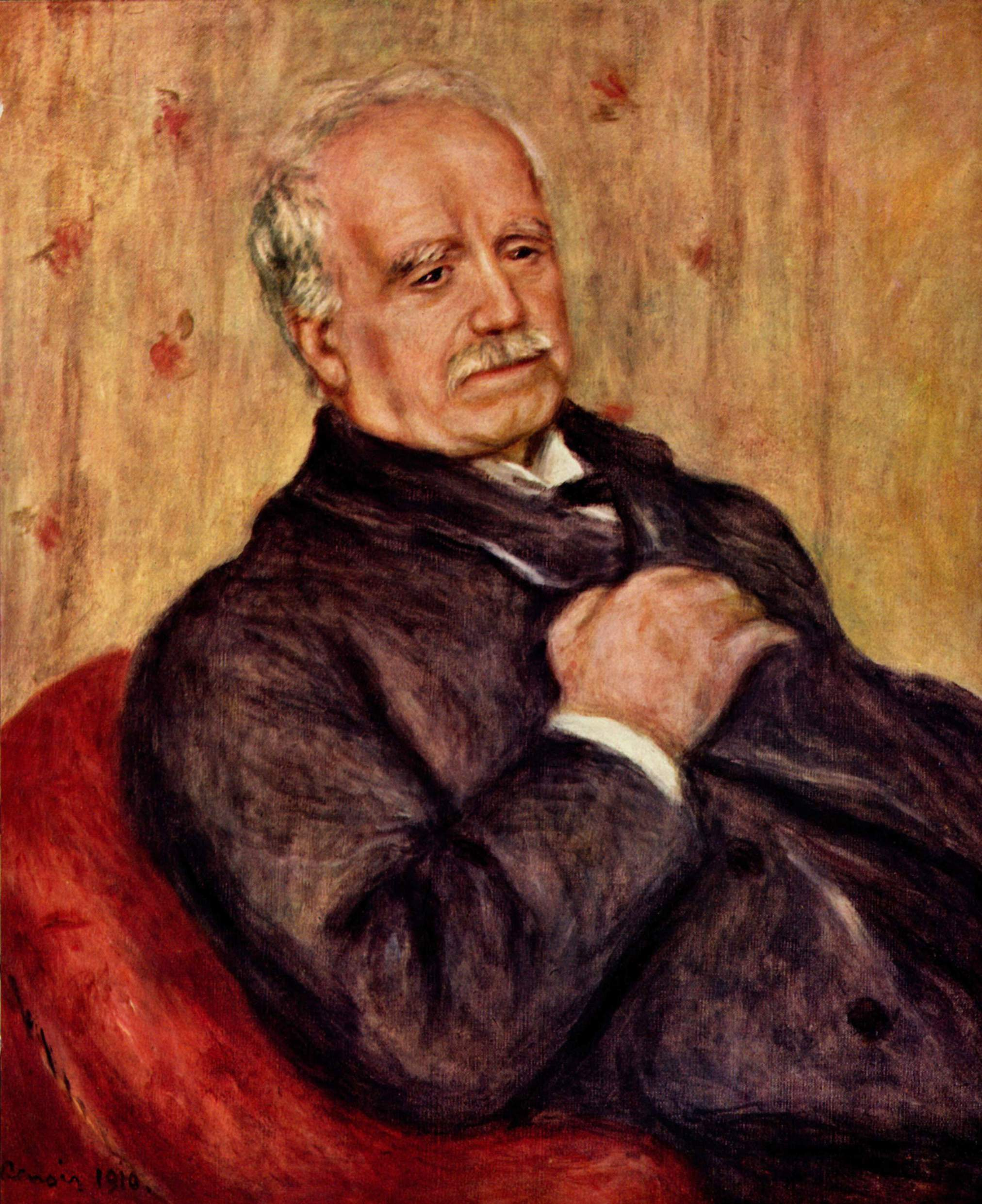
Retrato de Paul Durand-Ruel, 1910
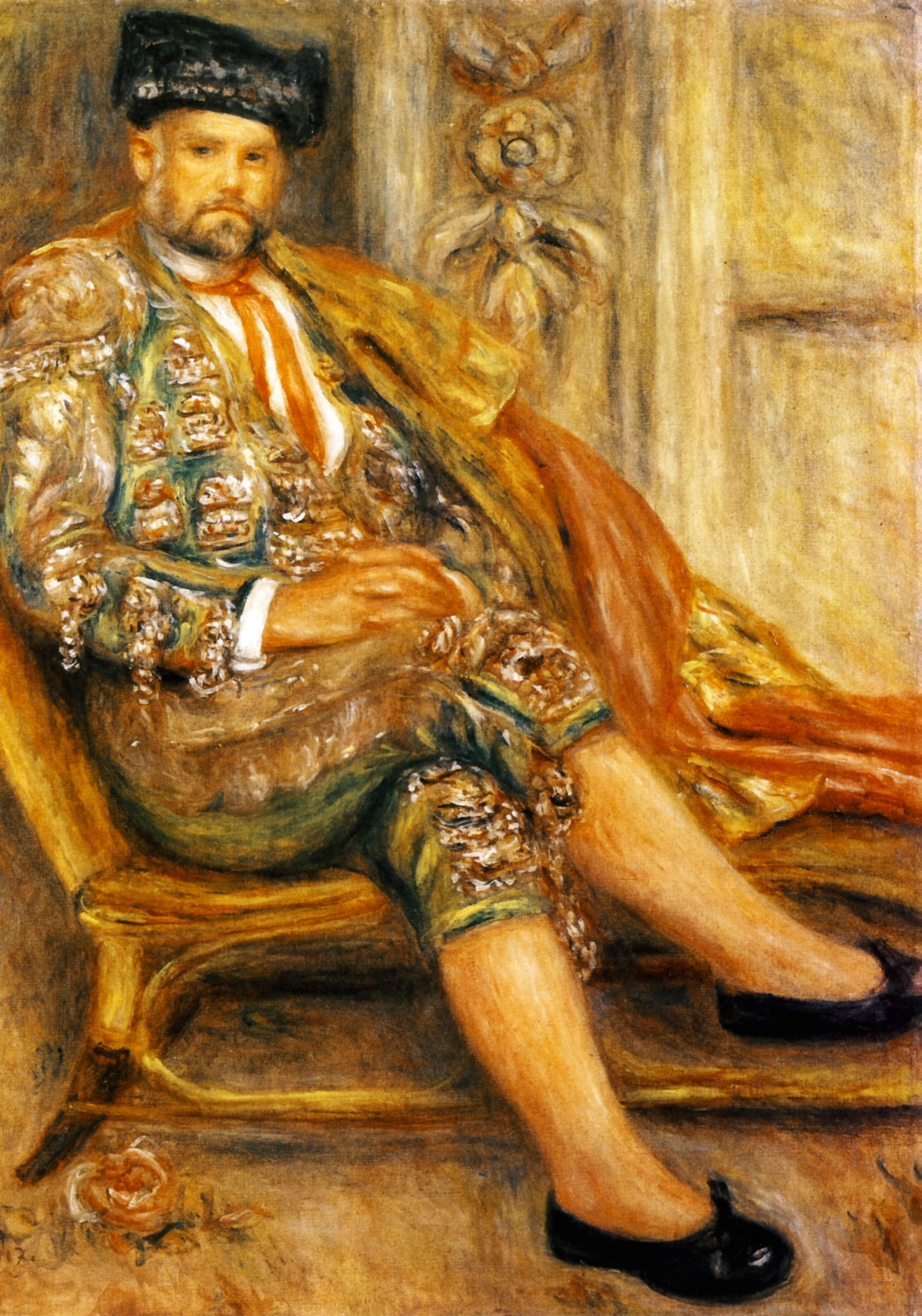
Retrato de Ambroise Vollard, 1917
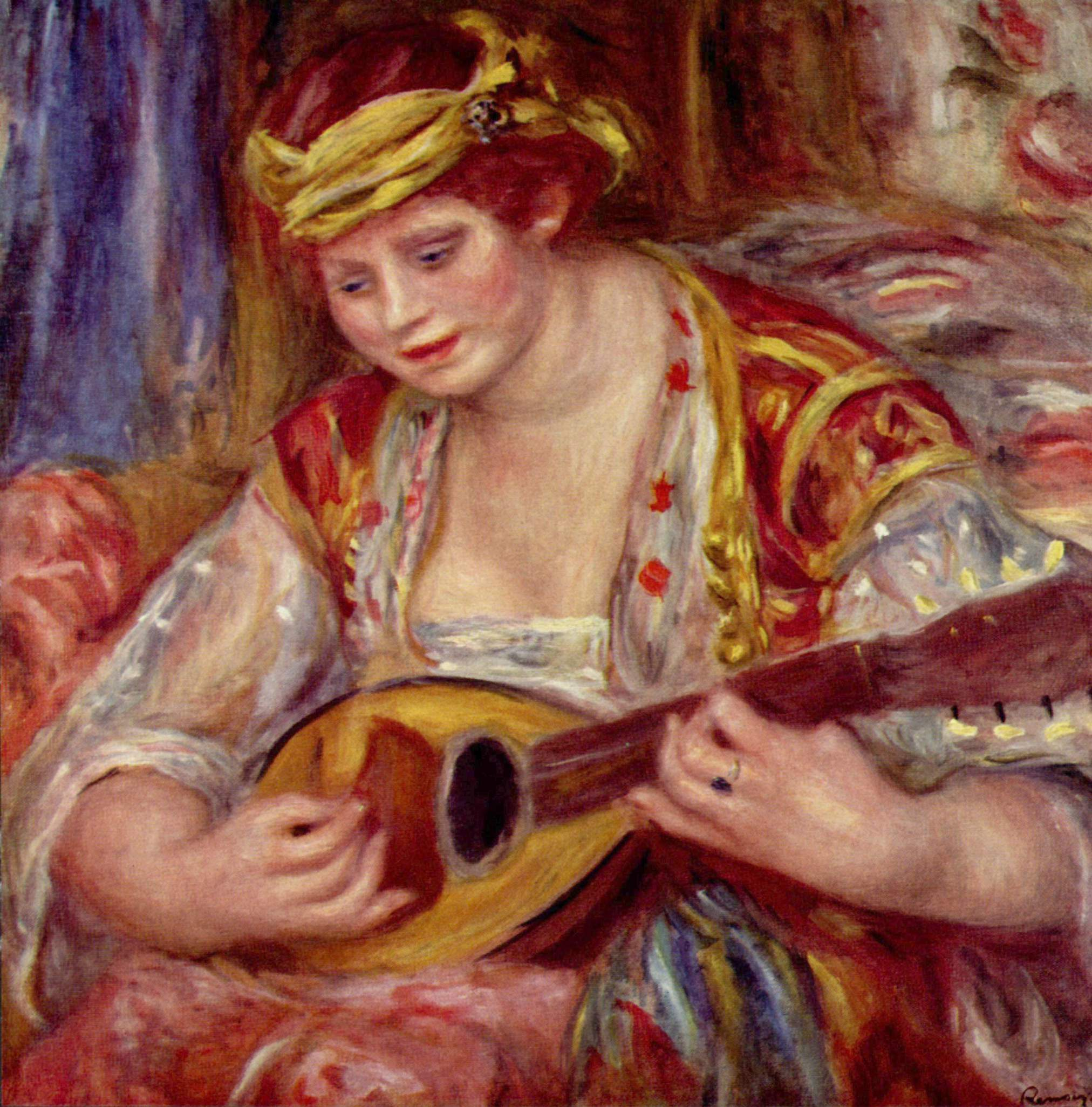
Mulher com um Mandolin, 1919

## Ver também

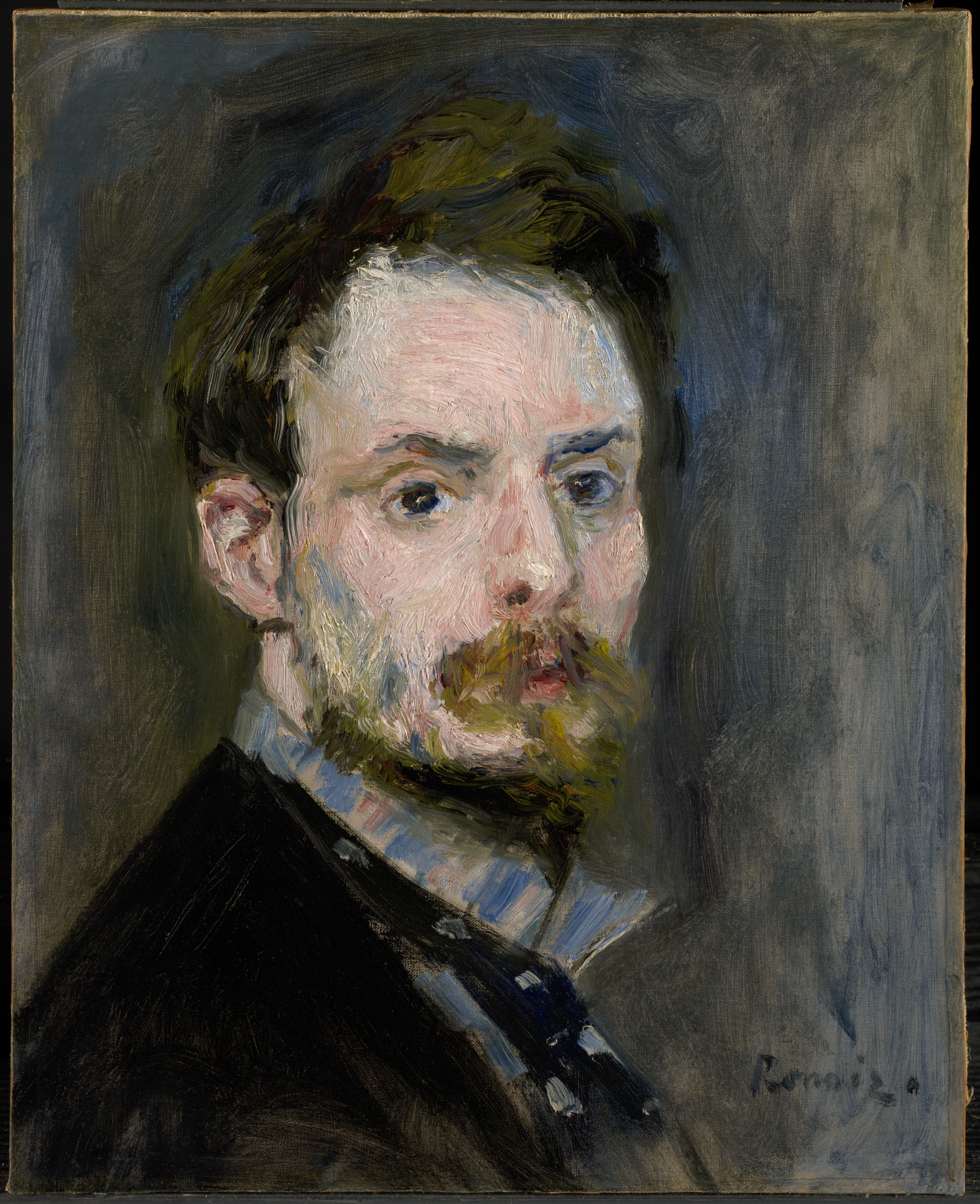
1875
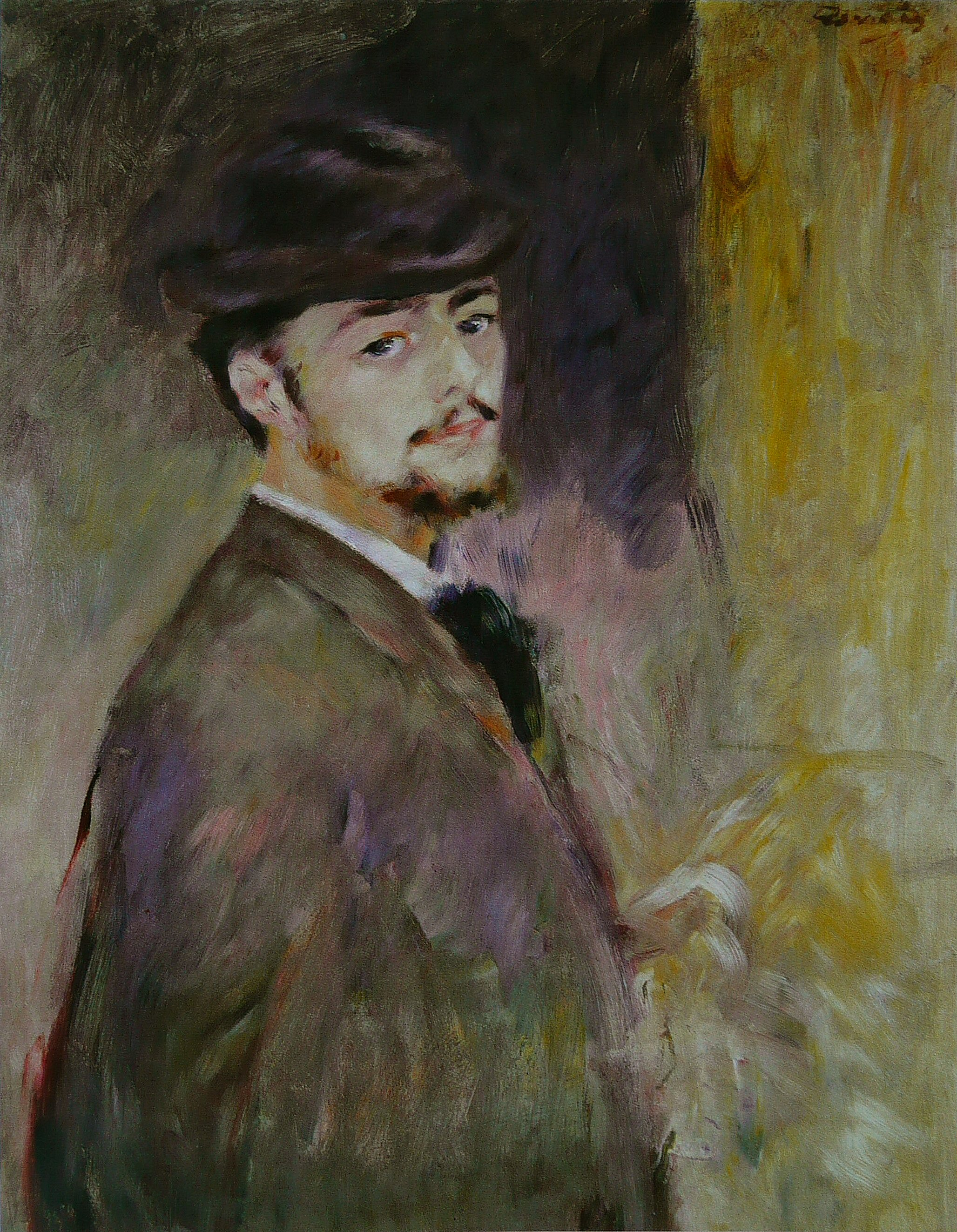
1876
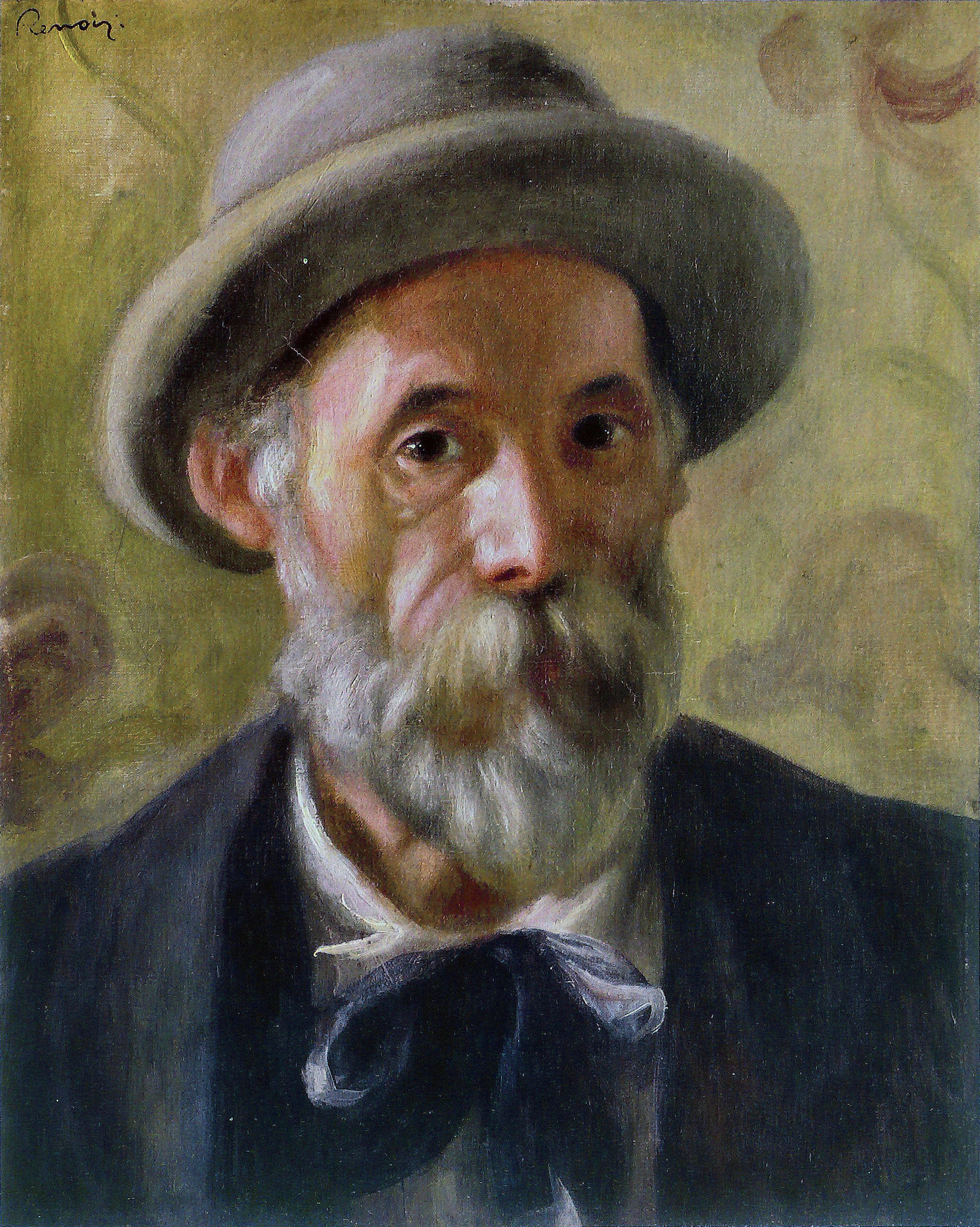
1899
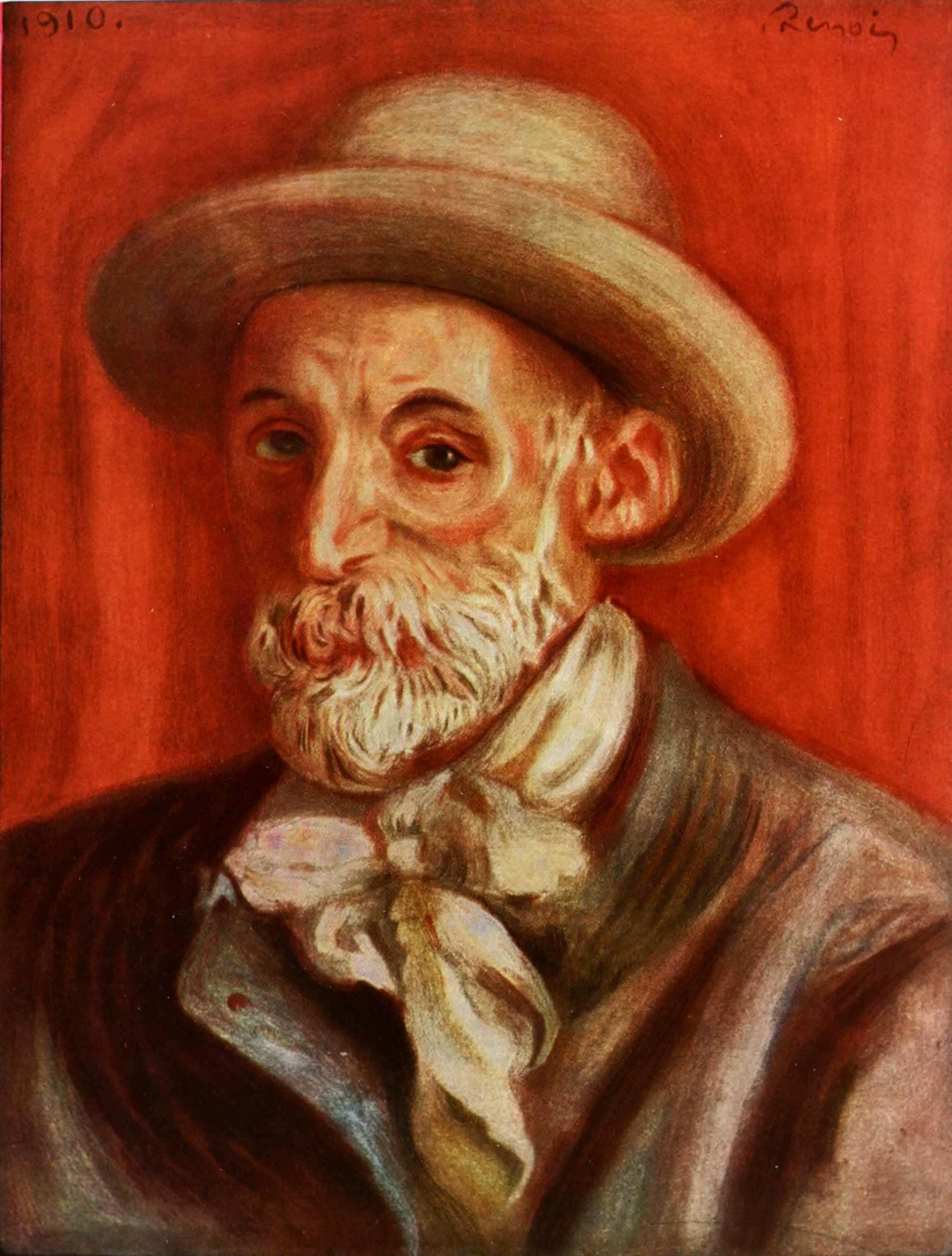
1910
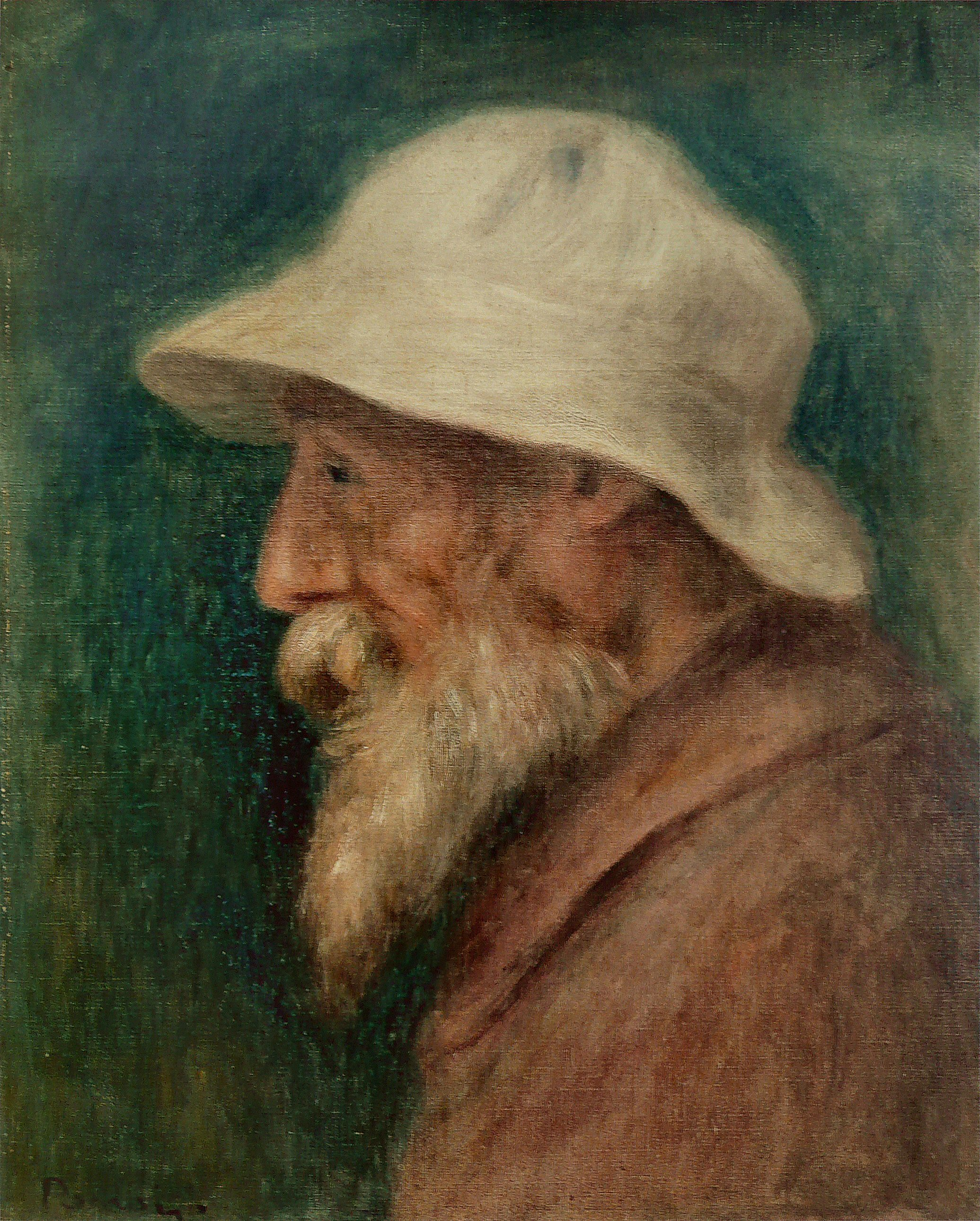
1910

### Nus

Diana, 1867, The National Gallery of Art, Washington, DC
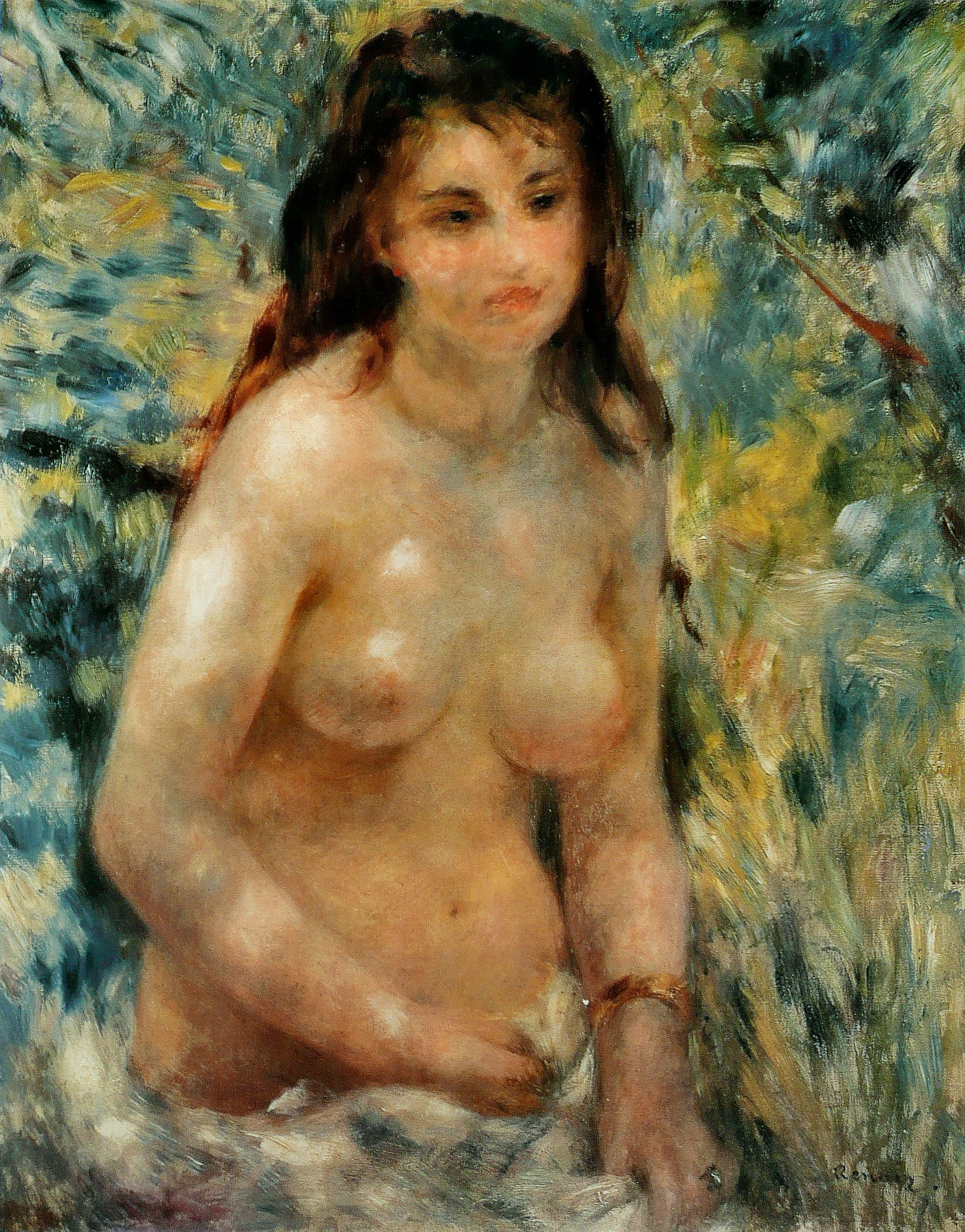
Nu ao sol, 1875, Musée d'Orsay, Paris
Garota sentada, 1883
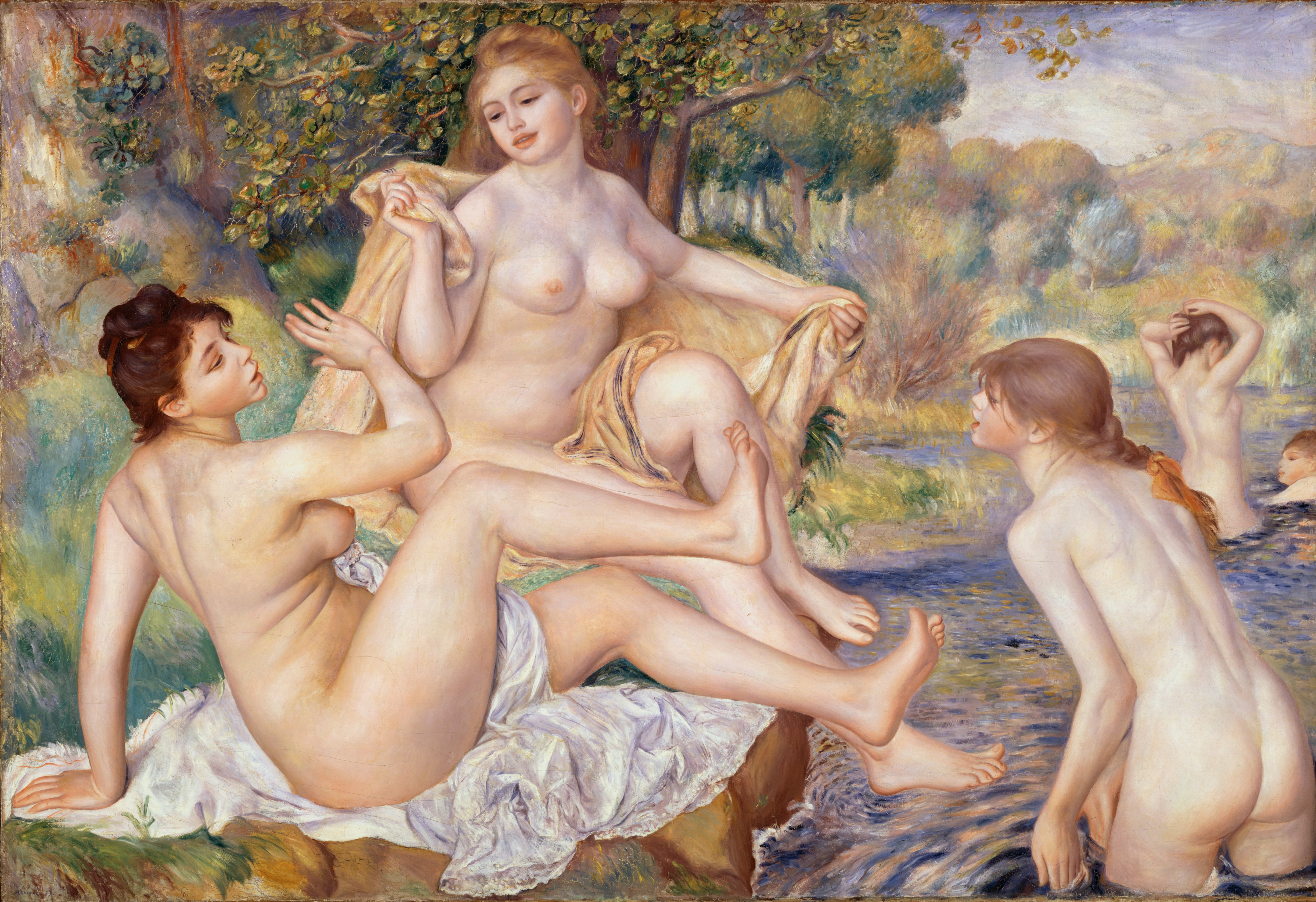
The Large Bathers, 1887, Philadelphia Museum of Art
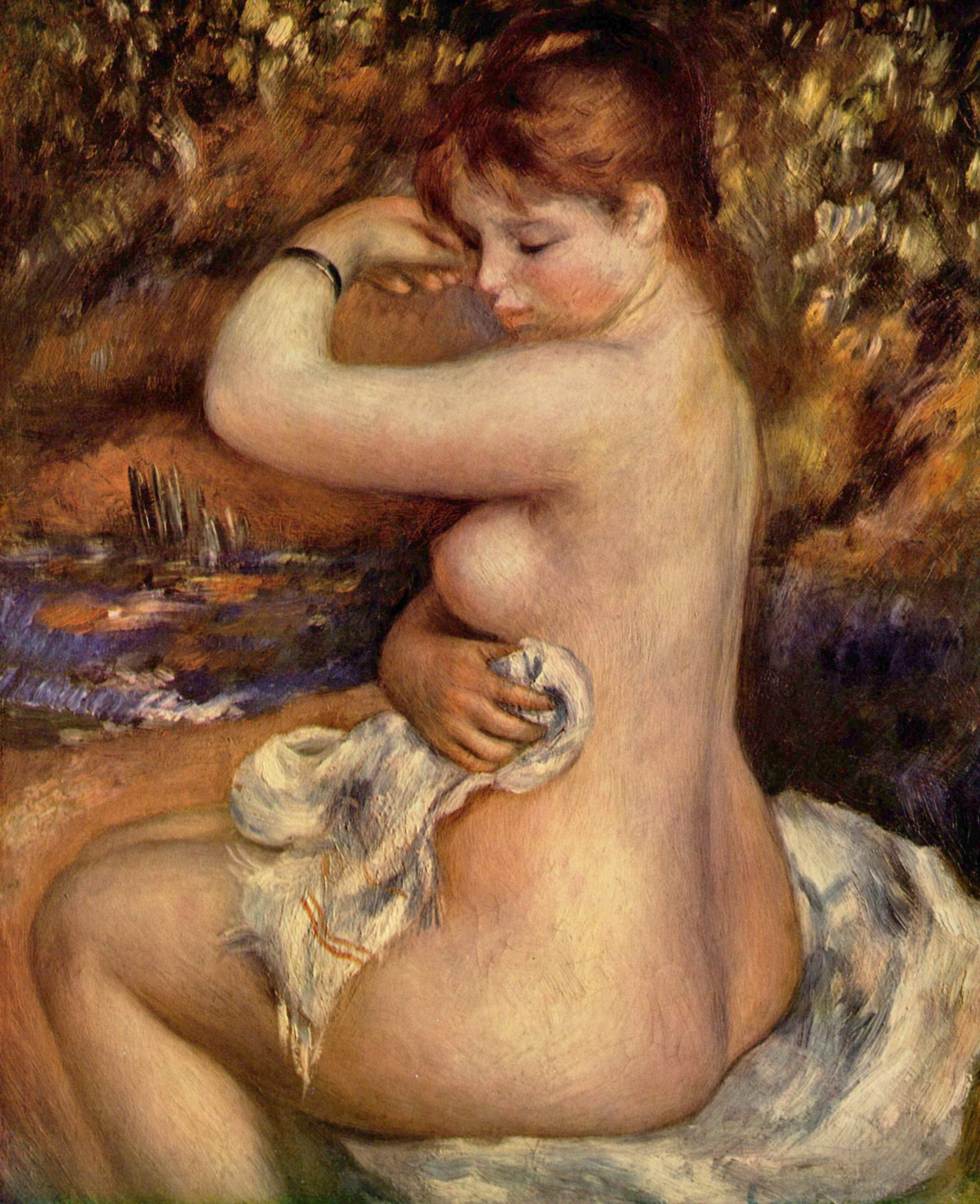
Após o Banho, 1888
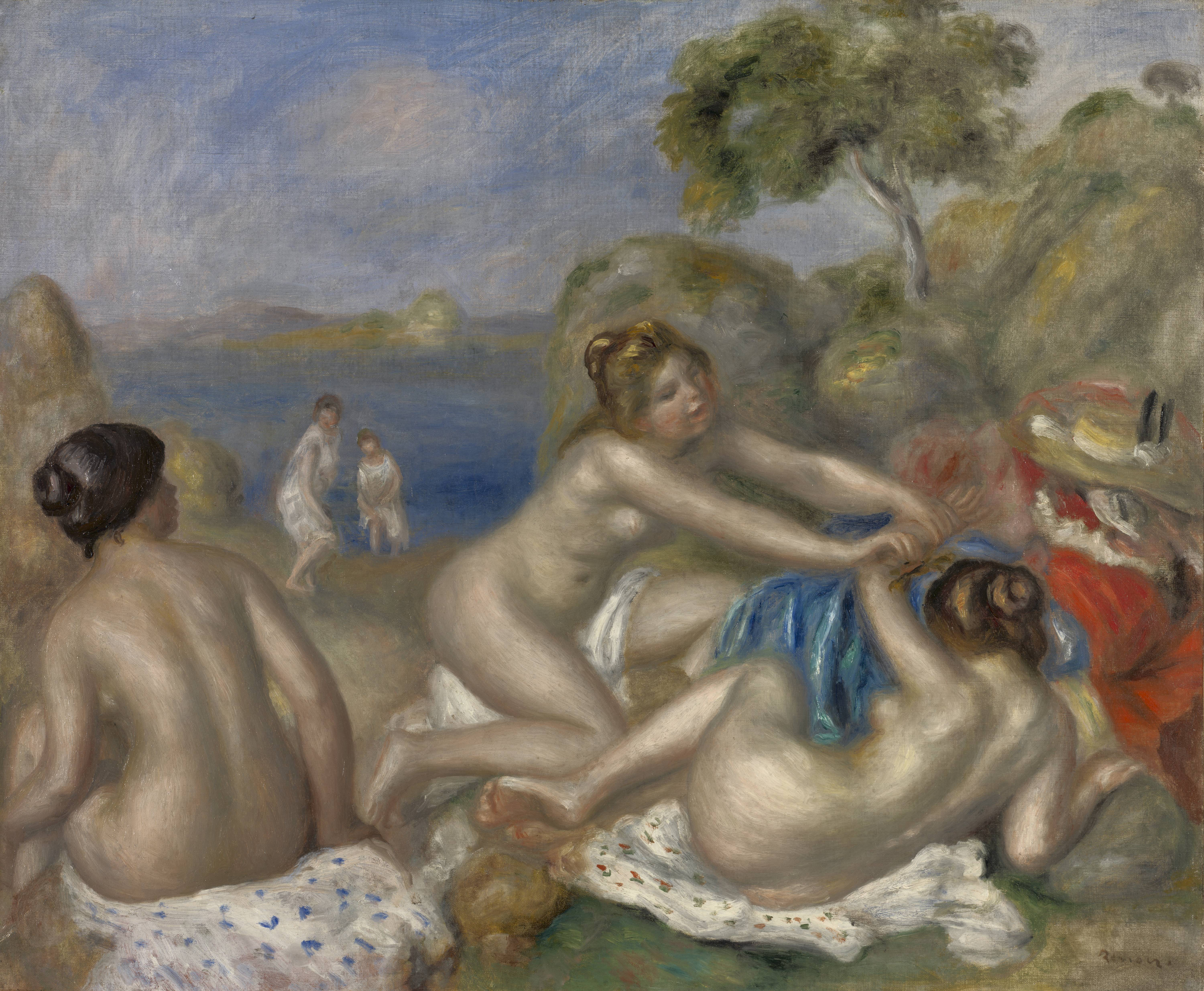
Three Bathers, 1895, Cleveland Museum of Art Cleveland, Ohio
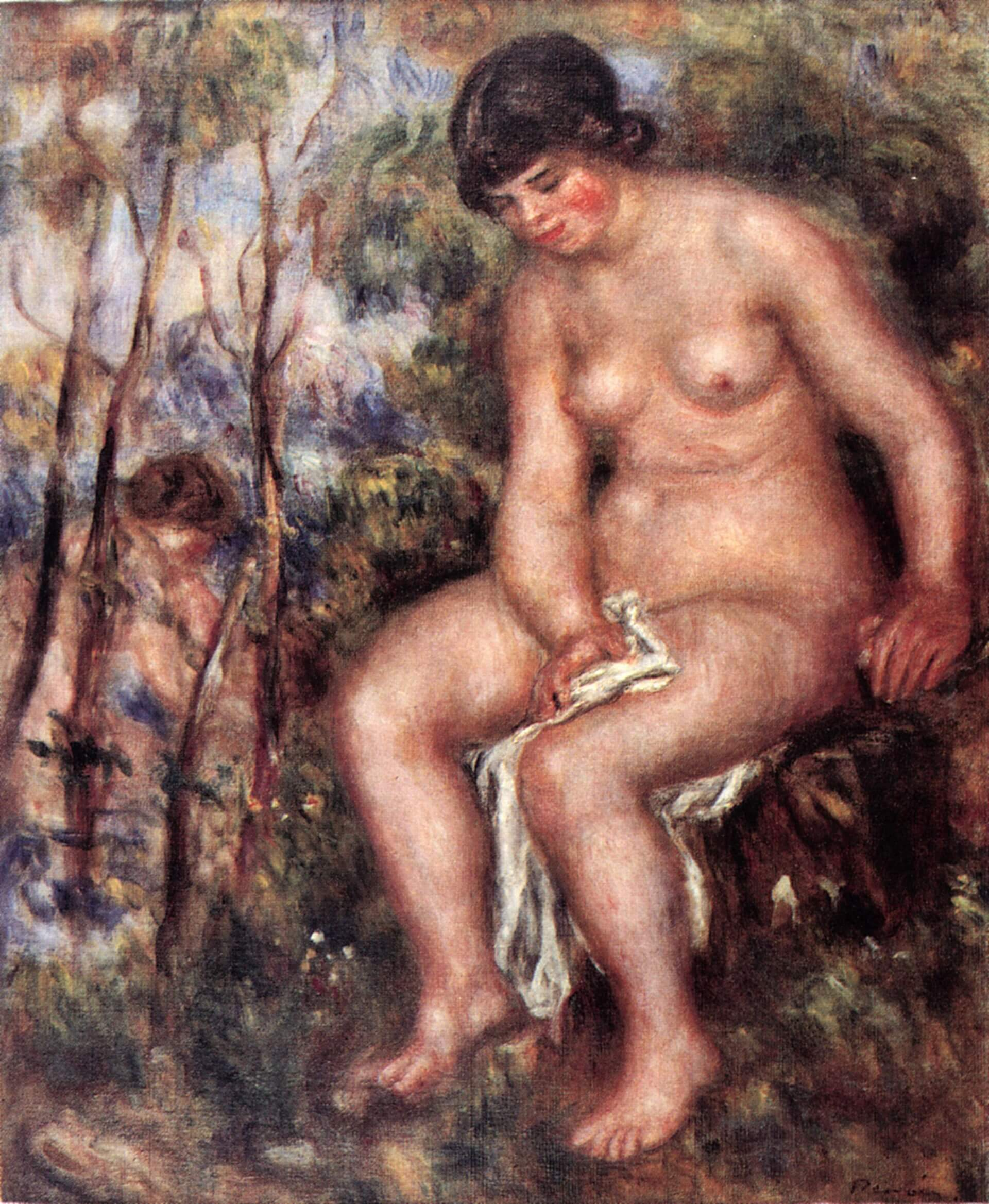
Nu, National Museum of Serbia, Belgrado
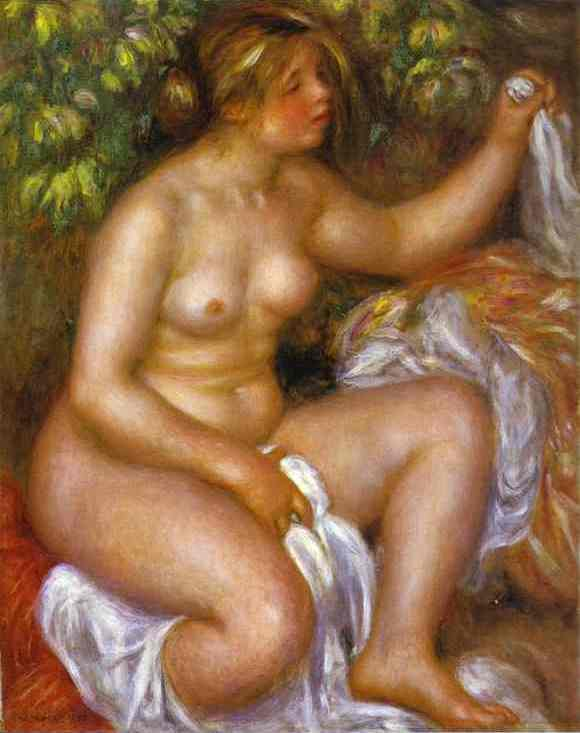
Após o Banho, 1910, Barnes Foundation, Filadélfia
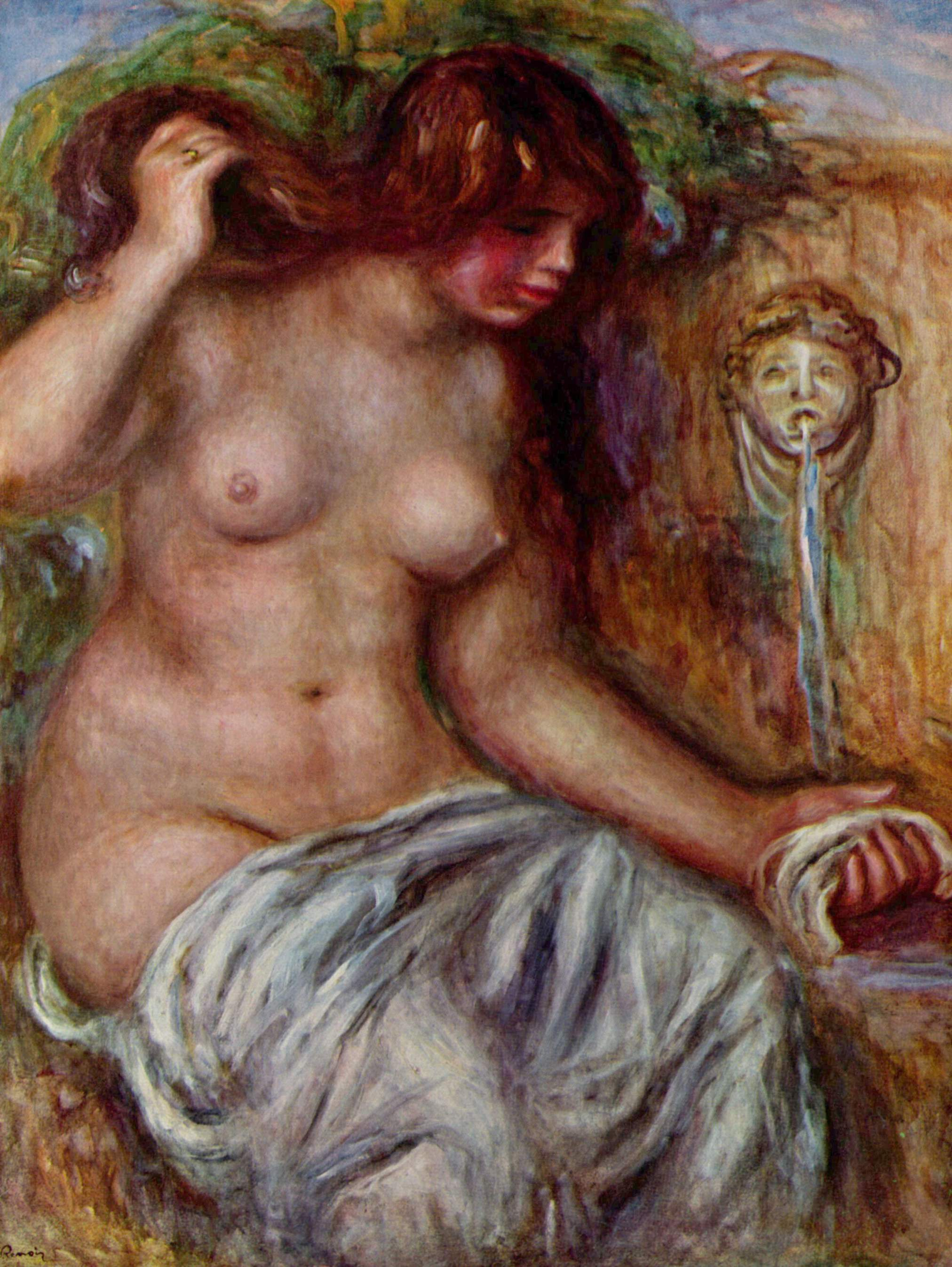
Mulher no poço, 1910
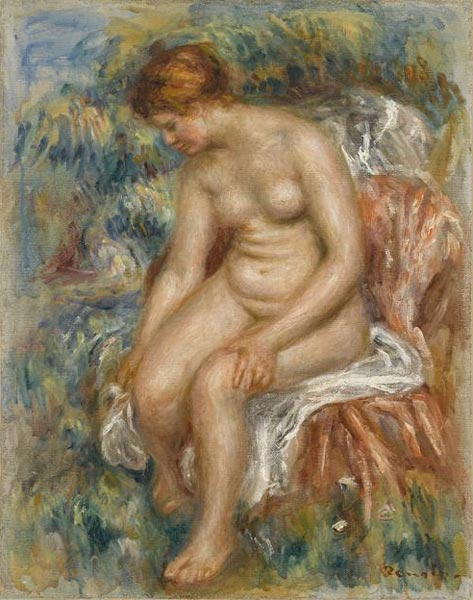
Banhista sentada secando a perna, 1914, Musée de l'Orangerie, Paris
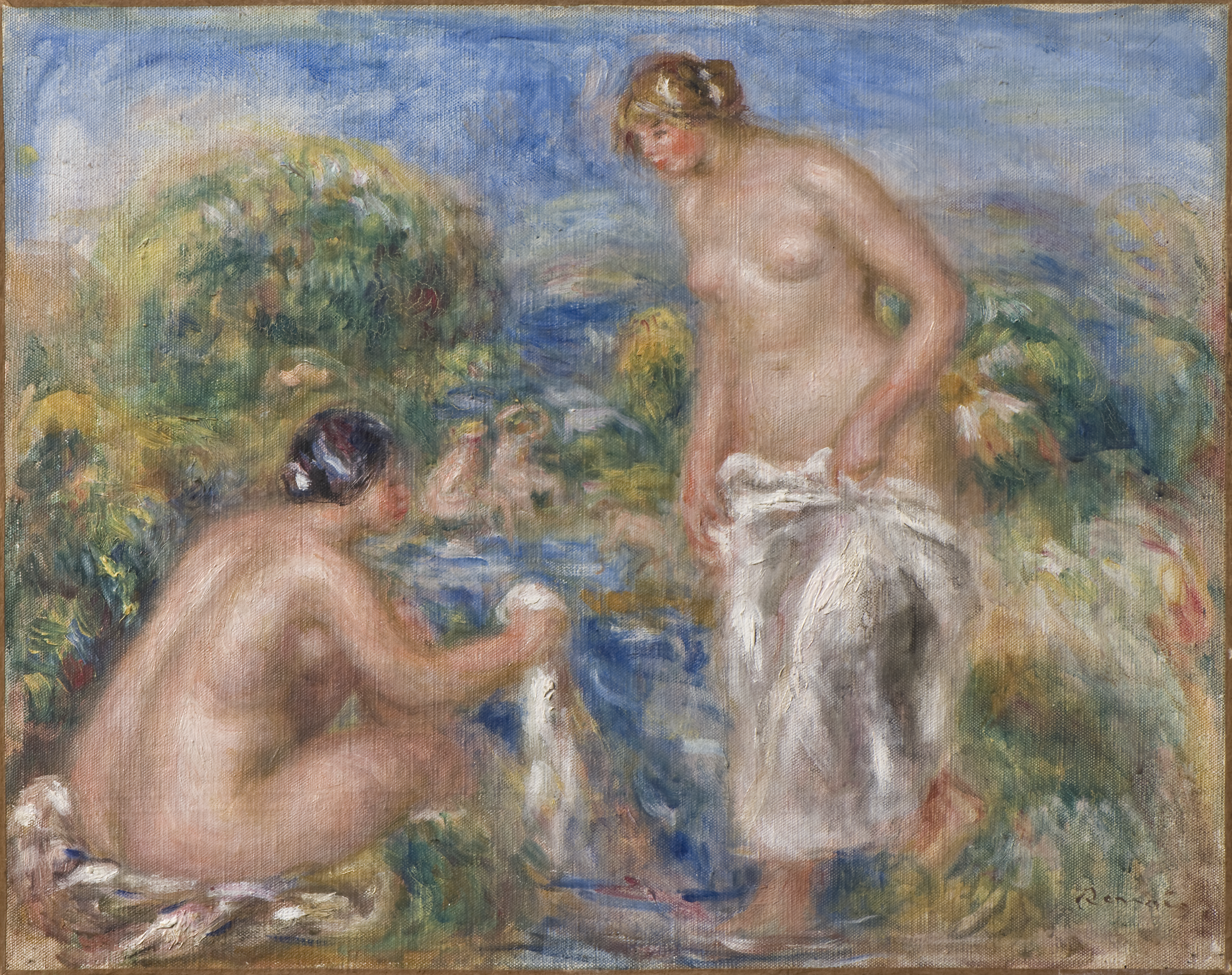
Mulheres banhistas , 1916, National Museum, Estocolmo
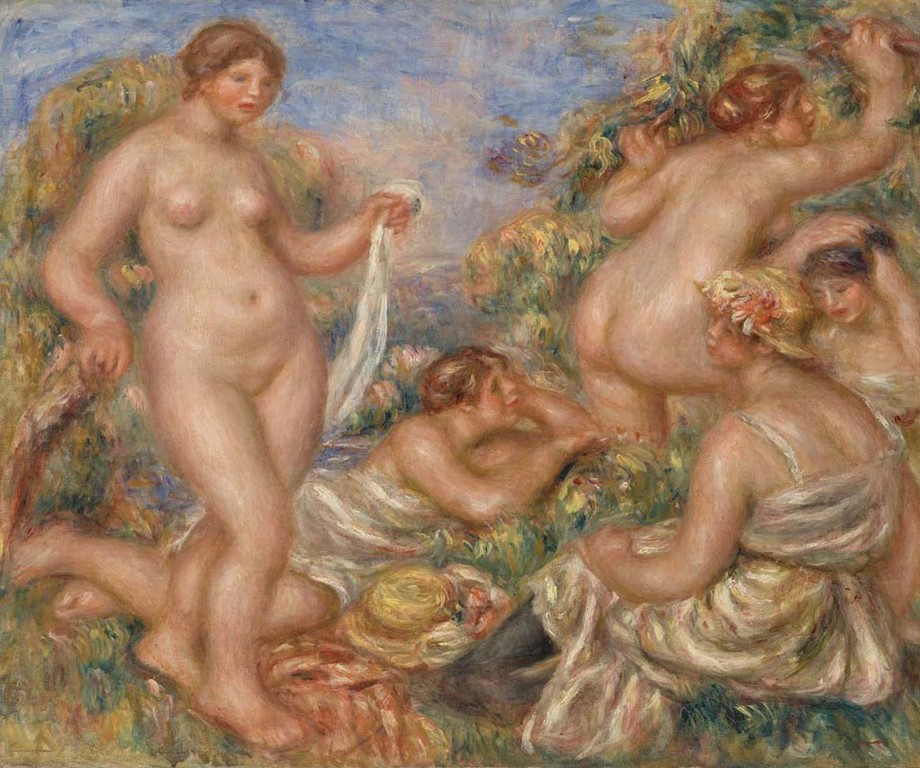
Banhistas, 1918, Barnes Foundation, Filadélfia